# Space Shuttle
| Space Shuttle                            | Space Shuttle      |
| ---------------------------------------- | ------------------ |
| Die Atlantis startet zur Mission STS-115 |                    |
| Orbiter                                  |                    |
| Länge                                    | 37,24 m            |
| Spannweite                               | 23,79 m            |
| Flügelfläche                             | 249,9 m²           |
| Startmasse (maximal)                     | 109.000 kg         |
| Nutzlast in einen niedrigen Orbit        | 24.500 kg          |
| Nutzlast zur ISS                         | 16.400 kg          |
| maximaler Schub auf Meereshöhe           | 3 × 1,76 = 5,27 MN |
| maximaler Schub im Vakuum                | 3 × 2,09 = 6,27 MN |
| Regelbereich der Haupttriebwerke         | 65–109 %           |
| Einsatzhöhe                              | 185–643 km         |
| Besatzung                                | maximal 8 Personen |
| Außentank                                |                    |
| Länge                                    | 46,88 m            |
| Durchmesser                              | 8,41 m             |
| Volumen                                  | 2.030 m³           |
| Leermasse                                | 26.556 kg          |
| Startmasse                               | 757.000 kg         |
| Feststoffraketen (2 Stück)               |                    |
| Länge                                    | 45,6 m             |
| Durchmesser                              | 3,71 m             |
| Startmasse (1 Booster)                   | 590.000 kg         |
| Startschub (1 Booster)                   | 12,46 MN           |
| Gesamtsystem                             |                    |
| Startmasse                               | 2.046.000 kg       |
| Startschub                               | 30,16 MN           |
| Verhältnis Startschub/Startmasse         | 1,5 : 1            |
| Beschleunigung beim Abheben              | 4,93 m/s² = 0,5g   |
| maximale Beschleunigung vor Brennschluss | begrenzt auf 3g    |

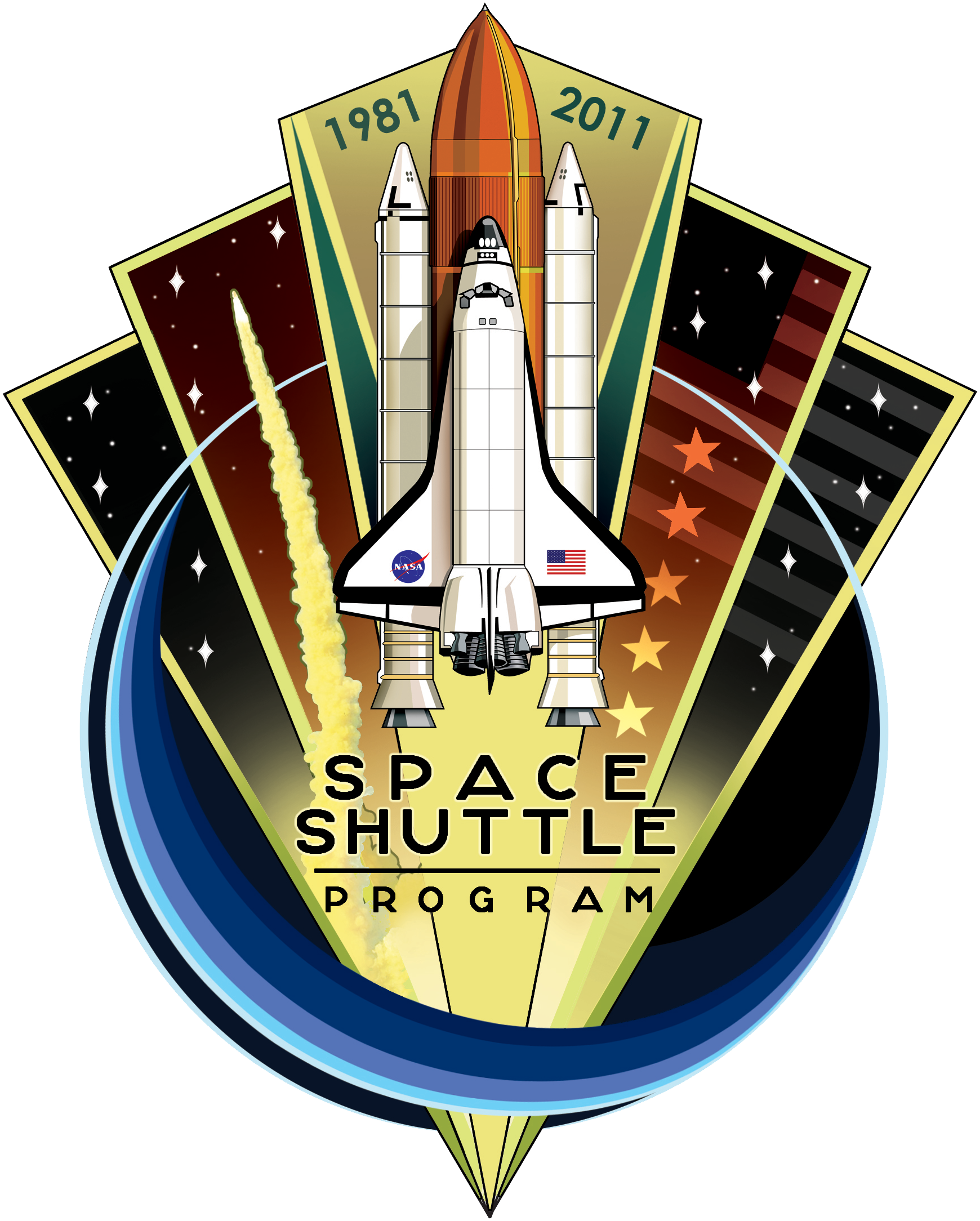
Das Emblem der NASA zur Erinnerung an das Space-Shuttle-Programm

Das Space Shuttle (auch das Shuttle oder der Spaceshuttle) war der bislang einzige für bemannte Raumflüge eingesetzte Raumfährentyp. Das System wurde seit den 1970er-Jahren im Auftrag der US-Raumfahrtbehörde NASA entwickelt, die erste Mission STS-1 startete am 12. April 1981. Durch die Wiederverwendung der Teile des Systems sollten die Flüge in den Weltraum deutlich kostengünstiger als mit nicht wiederverwendbaren Trägerraketen werden. Diese Erwartung erfüllte sich wegen hoher Instandsetzungskosten nicht. 2011 fand der letzte Flug statt.
Die Komponenten gliederten sich neben dem Orbiter in den externen Treibstofftank und zwei Feststoffraketen. Dieses System wurde Space Transportation System (kurz STS) genannt. Fachleute nannten stets nur den Orbiter das Space Shuttle. Zunächst wurde zur Erprobung der Flugeigenschaften in der Erdatmosphäre das Test-Shuttle Enterprise gebaut. Danach wurden fünf Orbiter für den Einsatz im Weltraum gebaut, diese hießen Columbia, Challenger, Discovery, Atlantis und Endeavour. Challenger und Columbia wurden durch Unglücke zerstört. Dabei kamen jeweils alle sieben Besatzungsmitglieder ums Leben.
Eine Raumfähre konnte bis zu acht Astronauten und gleichzeitig 24,5 Tonnen Nutzlast in eine niedrige Erdumlaufbahn (zwischen etwa 200 und 650 Kilometern Bahnhöhe) bringen. Zudem koppelte das Shuttle mit Hilfe von Andockadaptern mehrfach an Raumstationen (anfangs die russische Mir, später die ISS) an. Durch die Fähigkeit zum gleichzeitigen Transport von Mannschaft und Fracht war das Shuttle sehr vielseitig verwendbar. Es konnten Satelliten ausgesetzt, repariert oder zur Erde zurückgebracht werden, aber auch der Aufbau und die Versorgung von Mir und ISS waren zentraler Bestandteil der Shuttle-Missionen.
Nach dem letzten Flug des Apollo-Raumschiffs 1975 war das Shuttle ab 1981 das Arbeitspferd der NASA. Es wurden insgesamt 135 Flüge durchgeführt. Der letzte Shuttle-Flug STS-135 startete am 8. Juli 2011. Mit der Landung der Atlantis am 21. Juli 2011 ging die Ära der Space Shuttles zu Ende.
Zu den wichtigsten Erfolgen gehören das Aussetzen mehrerer Raumsonden sowie Aussetzen und Wartung des Hubble-Weltraumteleskops, diverse Flüge mit eingebauten Laboratorien sowie die Flüge zur Mir und zur ISS.

## Geschichte

### Erste Konzepte

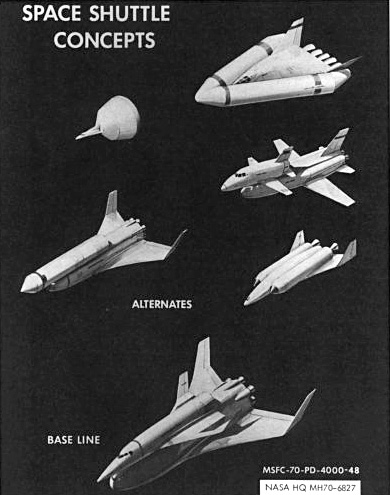
Einige Konzeptstudien für den Raumgleiter aus den späten 1960er-Jahren

In den 1950er-Jahren waren bei der Air Force im Projekt Dyna-Soar – ab 1958 mit NASA als Partner – Arbeiten für einen Raumgleiter vorangetrieben worden. Obschon das Projekt aufgrund der Priorität des Gemini-Programms, unter anderem aus Kostengründen, 1963 eingestellt wurde, waren noch kurz zuvor im September 1963 bei Wiedereintrittstests neuartige Materialien und Legierungen getestet worden, und führte die Air Force Tests für Materialien und Wiedereintritt weiter. 1957 war auch eine Konzeptstudie der Air Force für wiederverwendbare Booster in Auftrag gegeben worden, welche horizontal starten könnten, woraus das Konzept des dreistufigen „Recoverable Orbital Launch System“ entstand, das sich jedoch als technisch zu anspruchsvoll herausstellt. Stattdessen wandte man sich 1962 dem zweistufigen Entwurf eines „Aerospaceplane“ zu, jedoch wurde die Arbeit daran wegen des Bedarfs an konventionellerer Forschung eingestellt. Bei der NASA hatte ein Komitee im Juni 1964 ein wiederverwendbares zweistufiges Konzept gefordert. Im August 1965 wurde von Air Force und NASA ein gemeinsames Komitee gebildet, das in seinen Schlussfolgerungen im September 1966 feststellte, dass zahlreiche technische und finanzielle Probleme zu bewältigen seien, dass aber die bemannte Raumfahrt in niedrigen Erdumlaufbahnen eine große Zukunft habe. Dahinter steckte vor allem der Gedanke, die Kosten für den Raumtransport drastisch zu senken und so eine Kommerzialisierung der Raumfahrt einzuleiten.
So wurde 1969, also im Jahr der ersten Mondlandung, von der NASA eine Studie in Auftrag gegeben, worauf die vier großen Raumfahrtunternehmen der USA (Lockheed, Grumman, McDonnell Douglas und North American Rockwell) je ein Konzept einreichten.
Das Programm befand sich einige Jahre lang in der Konzeptphase. Das Fortschreiten wurde jedoch durch eine ungünstige politische Stimmung im Weißen Haus und das enge Budget der NASA gegen Ende des Apollo-Programms behindert. Präsident Richard Nixon, „kein großer Freund der Raumfahrt […], dachte an seine Wiederwahl, für die er Arbeitsplätze in den bevölkerungsreichen Staaten Texas und Kalifornien schaffen musste – traditionell wichtige Zentren der Raumfahrt. Nixon entschied sich daher (1972) für das Naheliegende: Das Space Shuttle sollte gebaut werden. Und nur das Space Shuttle.“
Frischen Wind hatte das Projekt auch im Jahr 1971 bekommen, als die US-Luftwaffe ebenfalls Interesse an einem wiederverwendbaren Raumfahrzeug bekundete. In der Folge versuchte man bei der NASA, die zusätzlichen Anforderungen der Luftwaffe in den Entwurf zu integrieren. Dabei ging es vor allem um eine vergrößerte Nutzlastbucht, um große Spionagesatelliten transportieren zu können, und um die Fähigkeit des Shuttles, nach einem einzigen Orbit auf einer polaren Umlaufbahn wieder den Startplatz erreichen zu können. Das erforderte eine sogenannte Cross-Range (Abweichung von der Umlaufbahn zum Landeplatz) von fast 1800 Kilometern, was nur mit größeren Deltaflügeln und einem verbesserten Hitzeschild zu erreichen war.
Wernher von Braun demonstrierte die Idee eines wiederverwendbaren Schiffes mit Hilfe eines Weberschiffchens, das im Englischen als „Shuttle“ bezeichnet wird.
Auch die Entwürfe der Industrie änderten sich. Einige sahen bemannte Unterstufen vor oder Außentanks mit Flügeln. Die meisten Konzepte scheiterten an Gewichtsproblemen. Schließlich schien sich das Problem zu lösen, indem man einen im Vergleich mit anderen Studien, die von einem riesigen Raumfahrzeug mit Platz für bis zu 20 Personen ausgingen, kleinen Orbiter auf einen großen Tank setzte und diesen zusätzlich mit Feststoffraketen ausstattete. Damit wurde zwar keine hundertprozentige Wiederverwendbarkeit erreicht, dafür konnten andere wichtige Vorgaben erfüllt werden.

### Entwicklung
Das dreiteilige Konzept des Shuttles mit der Aufteilung in Orbiter, Außentank und Booster wurde von der NASA offiziell am 15. März 1972 festgelegt. Am 9. August desselben Jahres erhielt North American Rockwell (heute Boeing) den Auftrag, den Orbiter zu bauen. Der Vertrag hatte einen Umfang von 2,6 Milliarden US-Dollar. Der Vertrag über den Bau der Feststoffbooster ging an Morton Thiokol (heute Alliant Techsystems), der Außentank sollte von Martin Marietta (heute Lockheed Martin) hergestellt werden.
Ein Jahr später waren erste detailliertere Planungen verfügbar. Diese enthielten aus heutiger Sicht völlig utopische Zahlen. Man ging von einem Erstflug im Jahr 1978 aus, und der Markt für wissenschaftliche, kommerzielle und militärische Missionen wurde auf 50 Flüge pro Jahr geschätzt. Dabei sollten so viele kommerzielle Nutzlasten in eine Umlaufbahn gebracht werden, dass sich das Shuttle-Programm von selbst finanzieren sollte.
Damals ging man von 10,5 Millionen US-Dollar pro Start aus. Im Laufe der Entwicklung stiegen diese Kosten jedoch beträchtlich – 1977 ging man schon von etwa 24 Millionen Dollar aus. In der Folge musste auch die Anzahl geplanter Flüge drastisch reduziert werden. Die Entwicklungskosten stiegen laufend an und erreichten bald über 12 Milliarden Dollar.
1978, in dem Jahr, in dem eigentlich der Erstflug des Shuttles hätte stattfinden sollen, stand das Programm kurz vor dem Aus. Wieder war es die US-Luftwaffe, die Druck auf den Kongress ausübte, um mehr Gelder für das Shuttle-Programm zu bewilligen. Man hatte mit dem Shuttle gerechnet und mehrere schwere Spionagesatelliten entwickelt, die nur mit der Raumfähre in den Orbit gebracht werden konnten. Diese Intervention verhinderte ein vorzeitiges Ende des Space-Shuttle-Programms.

### Erprobung

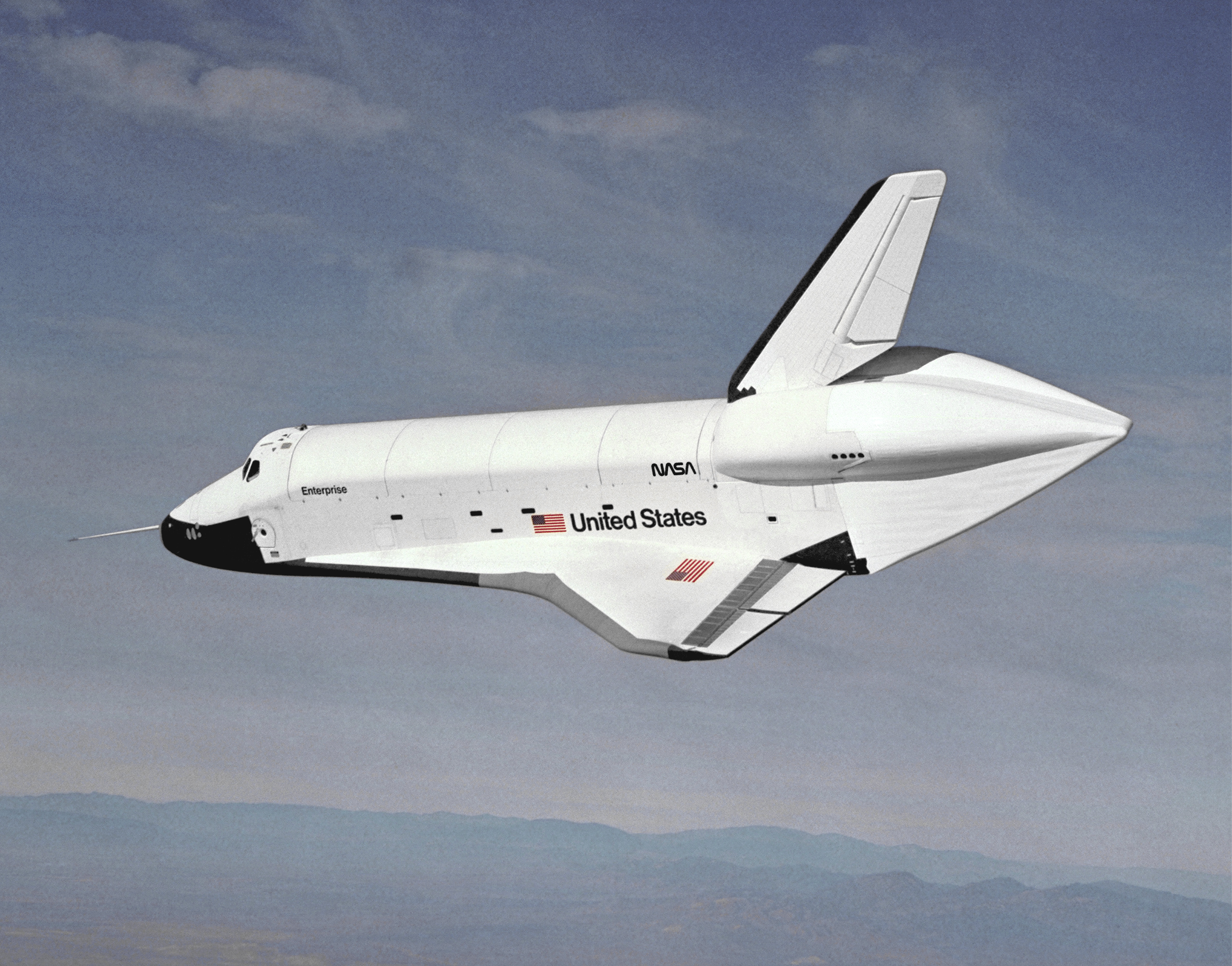
Die Enterprise während eines Freiflugtests mit aerodynamischer Triebwerksverkleidung

Die erste flugfähige Raumfähre, die Enterprise, wurde im September 1976 fertiggestellt. Dieser Orbiter war aber nicht raumflugfähig und wurde nur für atmosphärische Flugtests verwendet.
Der erste Freiflug fand am 12. August 1977 statt. Dabei wurde die Enterprise mit einer modifizierten Boeing 747 – dem Shuttle Carrier Aircraft – in die Luft gebracht und dort ausgeklinkt. Anschließend glitt die Raumfähre, genau wie nach einem Raumflug, antriebslos zur Landebahn. Insgesamt wurden fünf solcher Freiflugtests durchgeführt.
Wie sich herausstellte, waren die Haupttriebwerke die schwierigsten Komponenten des Shuttles. Der erste Testlauf fand am 17. Oktober 1975 statt. Während der Tests kam es immer wieder zu Rückschlägen. Eine besonders heftige Explosion zerstörte sogar einen ganzen Teststand. Die Probleme konnten erst im Jahr 1979 nach über 700 Testläufen vollständig gelöst werden. Ihren abschließenden Test vor dem Erstflug absolvierten die Haupttriebwerke wenige Wochen vor dem Start, als mit der bereits auf der Startrampe stehenden Columbia der FRF-Test (Flight Readiness Firing) durchgeführt wurde, bei dem alle drei Triebwerke für 20 Sekunden auf volle Leistung hochgefahren wurden, ohne dass die Raumfähre abhob.

### Erstflug und die ersten fünf Jahre

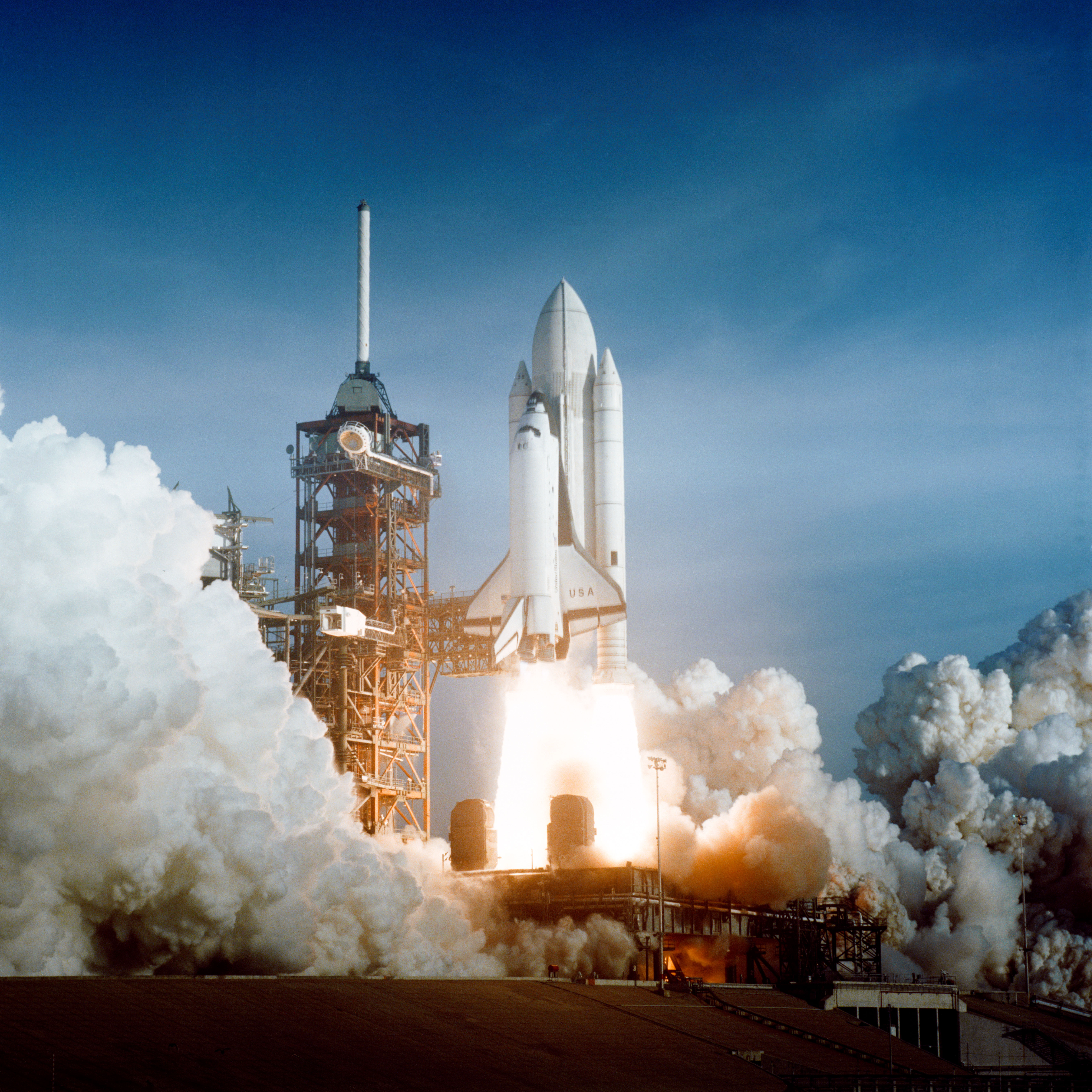
Die Columbia startet zum Jungfernflug

Die Columbia, der erste raumflugfähige Orbiter, wurde im März 1979 an die NASA ausgeliefert. Anschließend wurde die Raumfähre ins Kennedy Space Center (KSC) überführt, um dort auf ihre erste Mission vorbereitet zu werden. Im November 1980 wurde die Columbia mit dem Außentank verbunden und einen Monat später zur Startrampe gefahren. Nach mehreren Startverschiebungen fand am 12. April 1981, genau zum 20. Jahrestag des ersten Raumflugs von Juri Gagarin, der Start des ersten wiederverwendbaren Raumfahrzeuges der Welt statt.

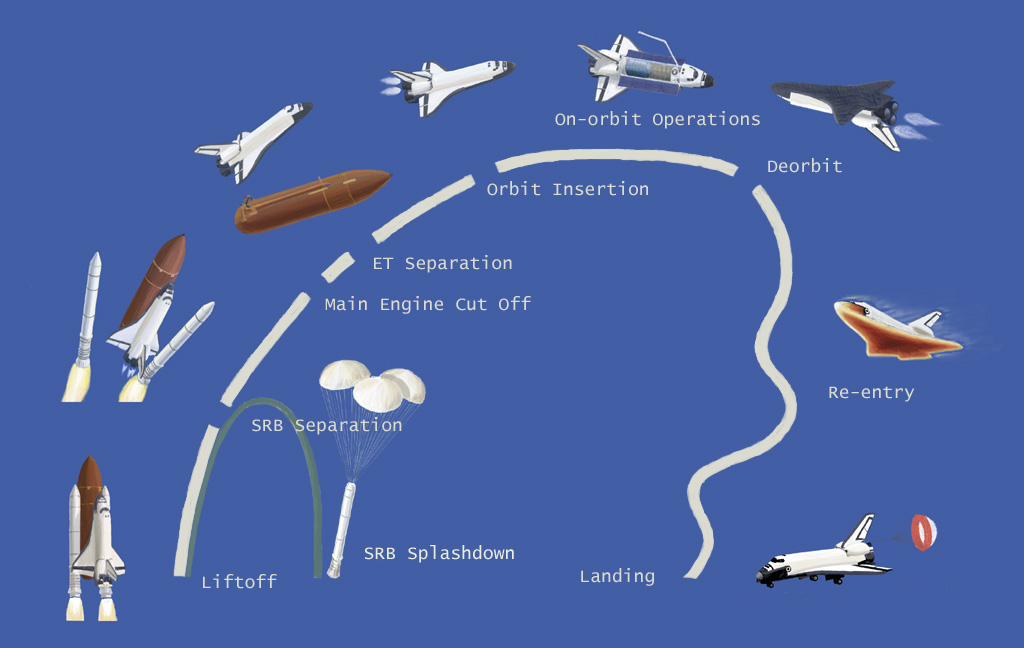
Missionsablauf

Ziel des ersten Fluges war es lediglich, die Columbia sicher in die Umlaufbahn und wieder zurückzubringen. Der Flug dauerte insgesamt etwas über zwei Tage und endete mit einer Landung auf der Edwards Air Force Base in Kalifornien. Der Erstflug gilt bis heute als technische Meisterleistung, denn es war das erste Mal in der Geschichte der Raumfahrt, dass ein Trägersystem bei seinem Jungfernflug bemannt war.
Die folgenden drei Flüge (STS-2 bis STS-4), die alle mit der Raumfähre Columbia durchgeführt wurden, dienten der Erprobung aller Systeme des Shuttle. Danach wurde das System als einsatzfähig erklärt.
In den darauf folgenden 21 Missionen, die bis Januar 1986 durchgeführt wurden, stand der Satellitentransport im Vordergrund. Außerdem fanden einige rein wissenschaftliche Flüge statt, bevor es zum Challenger-Unglück kam.

### Challenger-Unglück (1986) und Folgejahre

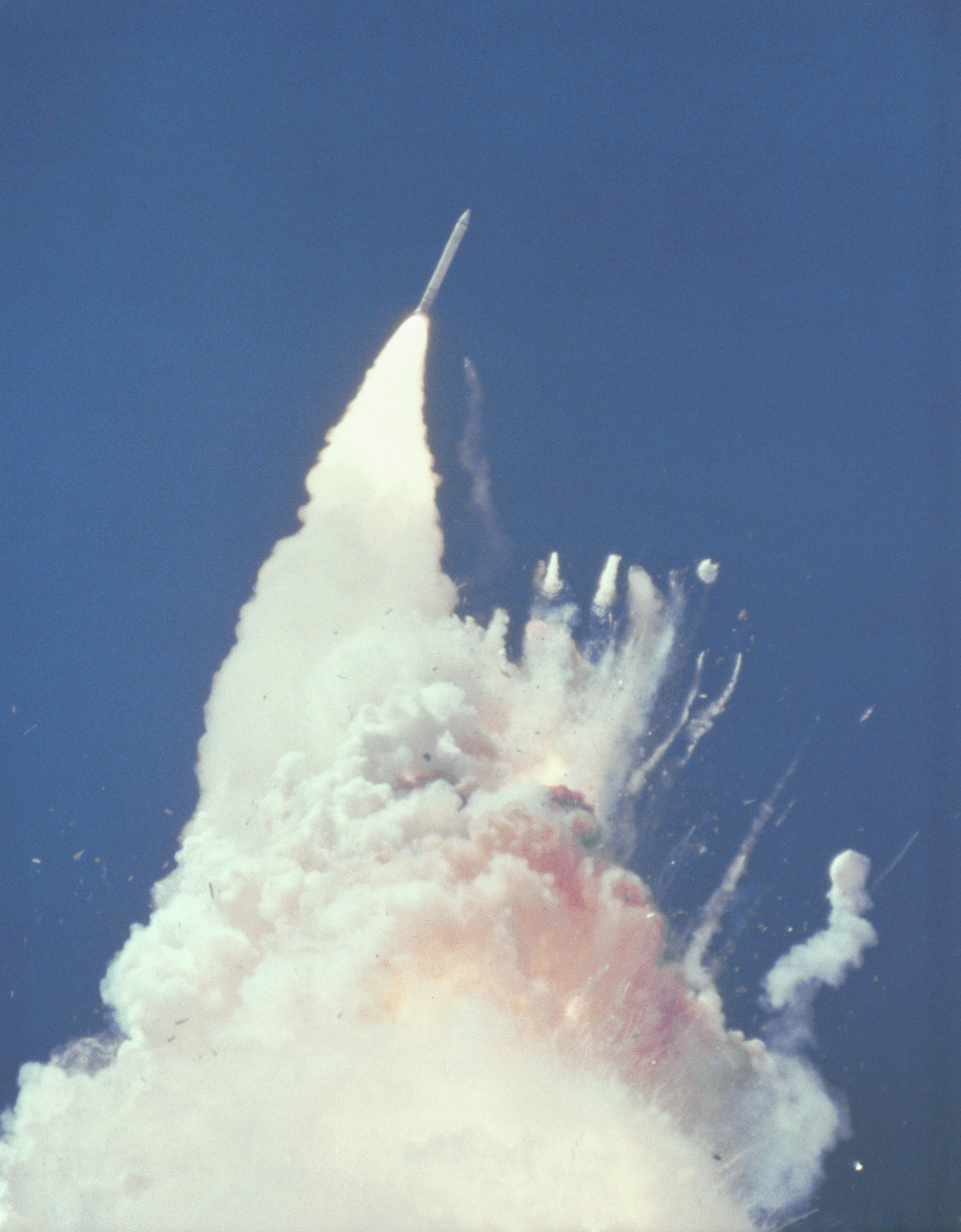
Der Außentank der Challenger explodiert, und der Orbiter bricht auseinander.

Am 28. Januar 1986 hob die Raumfähre Challenger bei einer ungewöhnlich niedrigen Außentemperatur von 2 °C zur Mission STS-51-L ab. Die NASA hatte sich für den Start entschieden, obwohl Ingenieure des Booster-Herstellers Morton Thiokol, vor allem Roger Boisjoly, vor einem Start bei Temperaturen unter 12 °C eindringlich gewarnt hatten. Das Management von Thiokol überstimmte jedoch schließlich seine Ingenieure und gab seinem wichtigsten Kunden NASA offiziell die Startfreigabe.
Wenige Sekunden nach dem Start versagte tatsächlich ein Dichtungs-O-Ring der rechten Feststoffrakete, und durch das entstandene Leck trat heißes Verbrennungsgas an einer Seite des Boosters aus. Die Flamme traf auf den Außentank und die Befestigung der Feststoffrakete, wodurch die Tankhülle zerstört wurde. Der Tank explodierte 73 Sekunden nach dem Start in 15 Kilometern Höhe, worauf das Shuttle durch die enormen aerodynamischen Kräfte zerstört wurde. Die sieben Astronauten überlebten das wahrscheinlich, starben aber spätestens beim Aufschlagen der Cockpitsektion auf die Wasseroberfläche des Atlantiks.
Nach dem Challenger-Unglück wurden einerseits die Feststoffbooster sowie die Flugabbruchmöglichkeiten überarbeitet, andererseits auch das Management neu strukturiert. Viele Entscheidungswege wurden geändert, die Ingenieure bekamen, um der Sicherheit willen, mehr Entscheidungskompetenzen.
Zwei Jahre nach dem Challenger-Unglück nahm die Shuttleflotte wieder ihren Dienst auf, womit die zweite Phase ihrer Nutzung begann. Das Shuttle wurde aus dem kommerziellen Satellitengeschäft zurückgezogen, man konzentrierte sich nun auf wissenschaftliche Aufgaben, staatliche Satellitenstarts sowie die Wartung von Satelliten. Das blieb auch das Aufgabengebiet des Shuttle, bis es 1995 erstmals an der Raumstation Mir andockte, was einer dritten Nutzungsphase gleichkam. Das Aufgabenfeld der Satellitenstarts und Wartungsmissionen wurde zugunsten der Versorgung von Raumstationen nach und nach eingeschränkt. Mit Baubeginn der Internationalen Raumstation wurden dann auch die rein wissenschaftlichen Missionen weniger zahlreich. Stattdessen nutzte man die Shuttles für den Transport der Module zur Station und für deren Montage.

### Columbia-Unglück (2003)

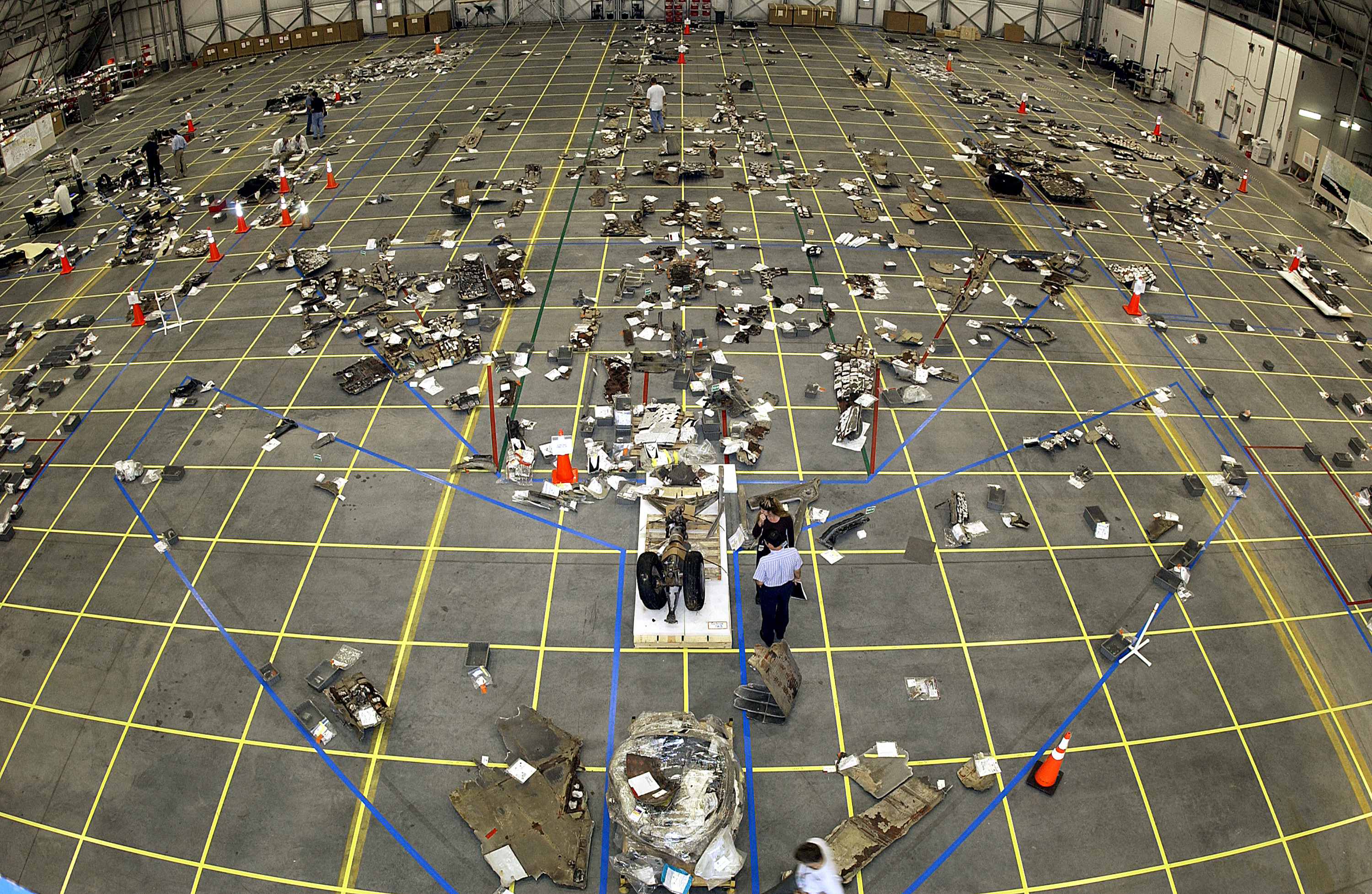
Untersuchung der Wrackteile von Columbia

Beim Start von STS-107 im Januar 2003 brachen einige Schaumstoffteile vom Außentank ab, möglicherweise auch Eisstücke. Diese trafen die linke Flügelvorderkante und schlugen ein großes Loch in die Hitzeschutzverkleidung. Zwar bemerkten die Techniker im Kontrollzentrum das Ereignis, waren sich des entstandenen Schadens jedoch nicht bewusst. Bei der Rückkehr des Fluges (1. Februar 2003) trat dann jedoch heißes Plasma, das beim Wiedereintritt entsteht, durch das Loch in die Flügelstruktur ein. Zusammen mit der dadurch bedingten Veränderung der Aerodynamik um den Flügel führte das zum Versagen der Struktur. In der Folge brach die Raumfähre auseinander. Alle sieben Astronauten starben. Sie waren zum Zeitpunkt des Unglücks in einer Höhe von 70 km und bewegten sich mit 23-facher Schallgeschwindigkeit (Mach 23).

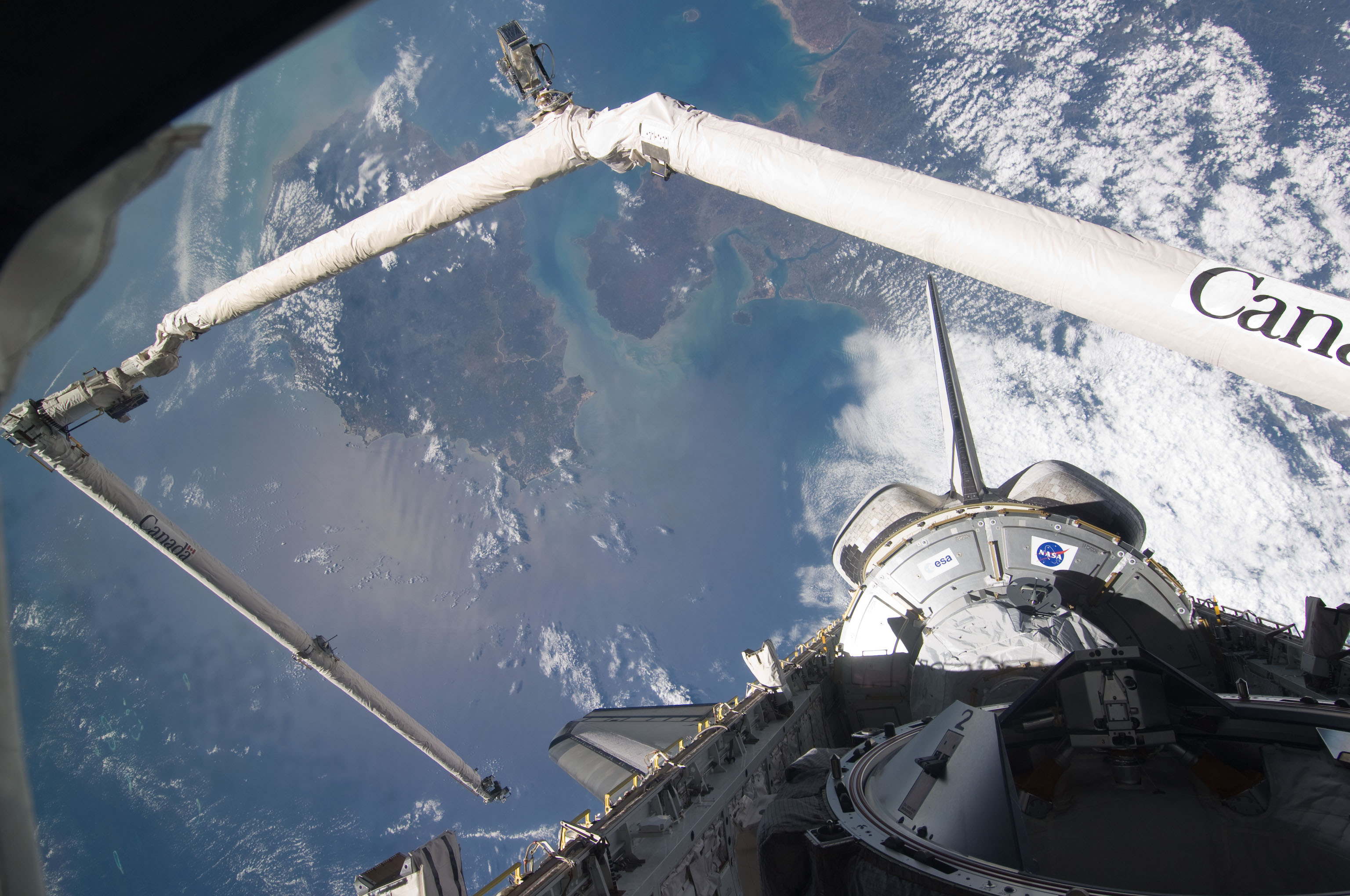
Endeavours Hitzeschutzschild wird mit dem OBSS inspiziert (STS-130)

Als Reaktion auf das Unglück wurden die Vorsichtsmaßnahmen für den Hitzeschild enorm verstärkt. Der Außentank wurde überarbeitet, um das Abplatzen von Schaumstoff zu minimieren. Der Hitzeschild wurde seit dem Unglück auf jedem Flug mit einer speziellen Erweiterung des Roboterarms (OBSS) auf Schäden überprüft. Zusätzlich wurde das Rendezvous Pitch Maneuver bei Flügen zur ISS durchgeführt. Zudem wurde ein Konzept zur Rettung eines Shuttles mit beschädigtem Hitzeschild ausgearbeitet. Schließlich verkündete die US-Regierung, die Shuttle-Flotte zum September 2010 ausmustern zu wollen.
Mit der Wiederaufnahme des regulären Flugbetriebs 2006 blieb – abgesehen von STS-125, dem letzten Wartungsflug zum Hubble-Weltraumteleskop – nur der Aufbau der Internationalen Raumstation als Aufgabengebiet übrig. Es wurden weiterhin kleinere Satelliten in der Nutzlastbucht mitgeführt und nebenbei ausgesetzt.

### Verbleib
Seit dem Ende des Space-Shuttle-Programms und Außerdienststellung werden die Orbiter und andere Teile des Programms in US-amerikanischen Einrichtungen ausgestellt:
- Atlantis: Besucherzentrum des Kennedy Space Centers in Florida
- Discovery: Steven F. Udvar-Hazy Center (Smithsonian Institution) in Washington, D.C. (ersetzt die bis dahin ausgestellte Enterprise)
- Endeavour: California Science Center in Los Angeles, Kalifornien
- Enterprise: Intrepid Sea, Air & Space Museum in New York City

Auch Trainings- und Ausrüstungsobjekte wurden der Öffentlichkeit präsentiert, beispielsweise ein Simulator im Adler-Planetarium in Chicago, Astronautensitze im Johnson Space Center der NASA in Houston im US-Bundesstaat Texas und Steuertriebwerke der Raumfähre in Museen in Huntsville im US-Bundesstaat Alabama und in Washington, D.C.

## Missionsprofil

### Vorbereitung und Countdown

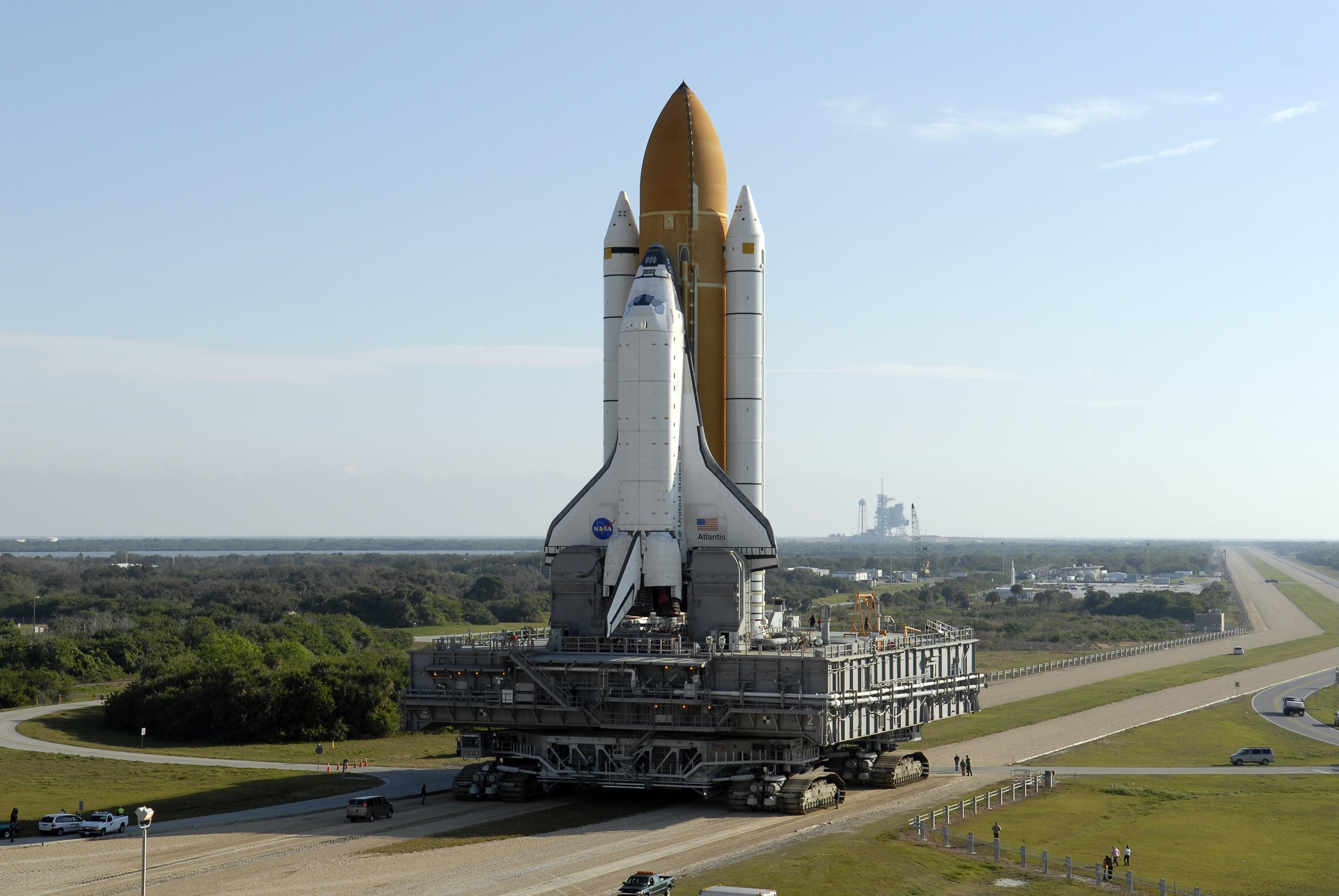
Atlantis wird per Crawler-Transporter zum Startplatz gebracht (STS-117)

Die Vorbereitung für eine Shuttle-Mission im engeren Sinn begann mit dem Zusammenbau der einzelnen Elemente des Shuttle-Systems. Zunächst wurden die Segmente der beiden Feststoffbooster zusammengesetzt. Das geschah im Vehicle Assembly Building (VAB) auf der mobilen Startplattform, mit der das Shuttle später zur Startrampe gefahren wurde. Danach wurde der Außentank, der mit einer Spezialfähre auf dem Wasserweg zum Kennedy Space Center gebracht wurde, mit den beiden Boostern verbunden. Zuletzt wurde der Orbiter ins VAB gebracht und an den Außentank montiert. Kurz darauf wurde das ganze System zu einer der beiden Startrampen, LC-39A oder LC-39B, gefahren.
Auf der Startrampe wurden die letzten Vorbereitungen durchgeführt. Meist wurde die Hauptnutzlast erst hier in den Frachtraum des Orbiters eingebaut.
Etwa 70 Stunden vor dem geplanten Startzeitpunkt begann der Countdown bei der T-43-Stunden-Marke. Planmäßig wurde der Countdown mehrere Male unterbrochen – das erklärte die Differenz von rund 27 Stunden. Damit wurde eine gewisse Standardisierung der Countdown-Prozedur erreicht: die gleichen Arbeiten wurden immer zur gleichen Countdown-Zeit ausgeführt.

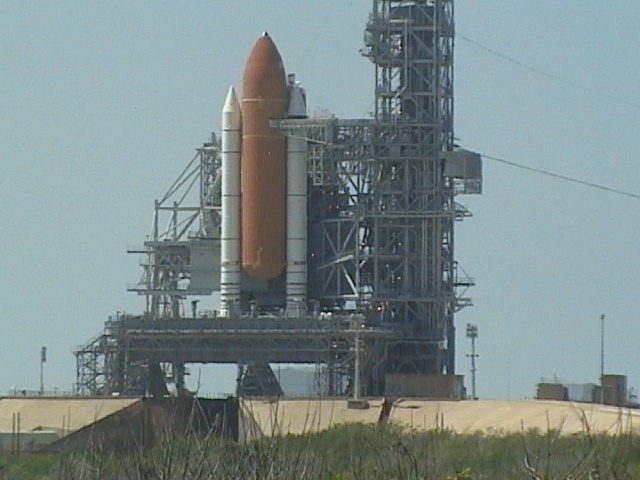
Das Shuttle hinter der geschlossenen Arbeitsbühne

STS-135 Raketenstart (Zeitlupe)

Während der gesamten Zeit auf der Rampe, die meist mehrere Wochen betrug, war das Shuttle durch die schwenkbare RSS-Arbeitsbühne (Rotating Service Structure) gegen Witterungseinflüsse geschützt. In der RSS befindet sich zudem der Payload Changeout Room, ein Reinraum, in dem die Nutzlast zwischengelagert wurde, bevor sie in die Ladebucht der Raumfähre eingebaut wurde. Diese Struktur wurde erst am Vortag des Starts weggeschwenkt.
Rund zehn Stunden vor dem Start wurde mit dem Befüllen des Außentanks mit flüssigem Wasserstoff (−252 °C) und flüssigem Sauerstoff (−183 °C) begonnen. Diese Prozedur dauerte drei Stunden. Danach, etwa vier Stunden vor dem Start, begab sich die Mannschaft in den Orbiter.
Ab neun Minuten vor dem Start wurden alle Vorgänge von den Computern des Startkontrollzentrums, dem Ground Launch Sequencer, überwacht. Ein manuelles Eingreifen in den Countdown war noch bis 31 Sekunden vor dem Abheben möglich. Danach konnte der Start nur noch vom Bordcomputer des Space Shuttle abgebrochen werden.

### Start und Aufstieg
Das Sound Suppression Water System wurde 16 Sekunden vor dem Abheben aktiviert. Diese Vorrichtung goss innerhalb von 20 Sekunden 1135 Kubikmeter Wasser auf den Bereich unter den Haupttriebwerken und Boostern, um Shuttle und Nutzlast vor Schäden durch die auftretenden enormen Schallwellen zu bewahren. Um zu verhindern, dass austretender Wasserstoff Knallgasexplosionen erzeugt und die empfindliche Computersteuerung der Triebwerke beeinträchtigt, wurde 10 Sekunden vor dem Abheben das elektrische Funkensprühsystem (main engine hydrogen burnoff system) aktiviert. Außerdem wurden die Brennkammern der Triebwerke durch die Turbopumpen gefüllt und unter Druck gesetzt.
Die eigentliche Startsequenz wurde dann mit den jeweils um 140 Millisekunden versetzten Zündungen der drei Haupttriebwerke 6,6 Sekunden vor dem Abheben eingeleitet. Die Triebwerke wurden während des Betriebs mit flüssigem Wasserstoff gekühlt.
Nachdem die Haupttriebwerke gezündet waren, schwankte das gesamte Shuttle (mit Tank und Boostern) an der Spitze rund 3 Meter nach vorn, weil die Triebwerke des Orbiters sich leicht hinter dem Schwerpunkt des gesamten Shuttle befanden. Danach schwang es wieder zurück. Während dieser Zeit wurde das korrekte Hochfahren der Haupttriebwerke überprüft, denn noch konnten sie abgeschaltet werden. Wenn das Shuttle wieder genau senkrecht stand, zündeten die zwei Feststoff-Zusatzraketen (SRB, Solid Rocket Booster). Bis zu diesem Zeitpunkt wurden die Booster durch Bolzen an der Startrampe festgehalten. Diese wurden wenige Sekundenbruchteile nach Zündung der SRBs teilweise gesprengt, wodurch sie aus der Halterung rutschten und das ganze Shuttle zum Start freigaben. Anschließend hob das Space Shuttle ab.

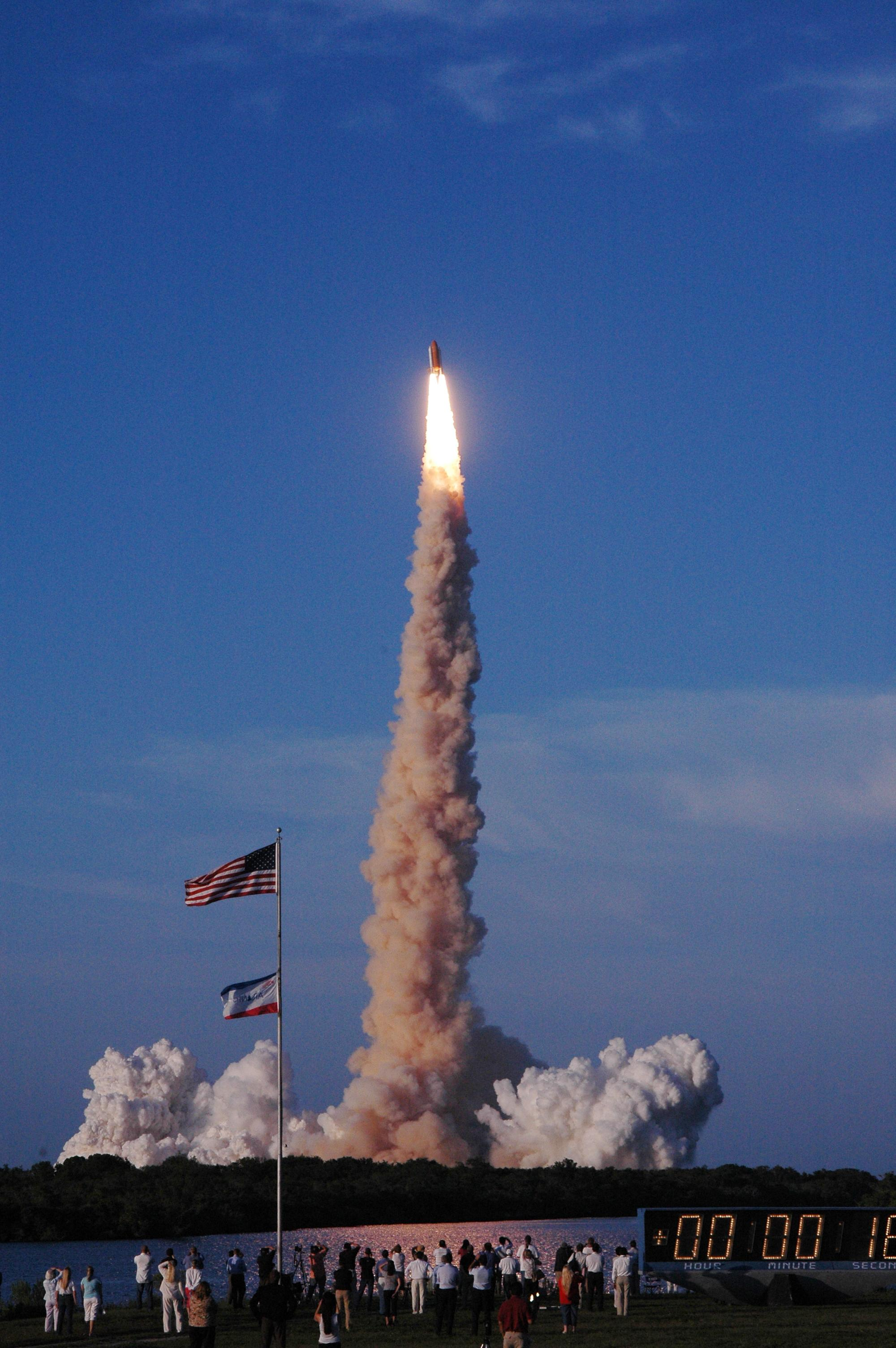
Start der Mission STS-117. Die Rauchspur stammt von den Feststoffboostern.

Die beiden SRBs hatten eine Brennzeit von etwa 2 Minuten und produzieren rund 80 Prozent des Gesamtschubs. Jeder von ihnen verbrannte rund 4 Tonnen festen Brennstoff pro Sekunde. Insgesamt trieben 10 bis 12 Tonnen Treibstoff und Oxidator pro Sekunde das Shuttle nach oben. Der Tankinhalt einer Boeing 737 wäre dabei in 2 Sekunden aufgebraucht. Nachdem sie ausgebrannt waren, wurden sie in einer Höhe von rund 50 km abgetrennt, stiegen jedoch durch ihre hohe Geschwindigkeit noch auf 70 km Höhe. Dann erst fielen sie zurück und erreichten eine Sinkgeschwindigkeit von 370 km/h. Bevor die SRBs auf die Meeresoberfläche auftrafen, wurden in knapp 2 Kilometern Höhe jeweils drei Fallschirme in den Nasen aktiviert. Mit etwa 80 km/h fielen die Booster schließlich in den Atlantischen Ozean. Zwei Bergungsschiffe der NASA (die Liberty Star und die Freedom Star) nahmen die leeren Hüllen auf und schleppten sie zum Kennedy Space Center zurück, wo sie für die Wiederverwendung vorbereitet wurden.

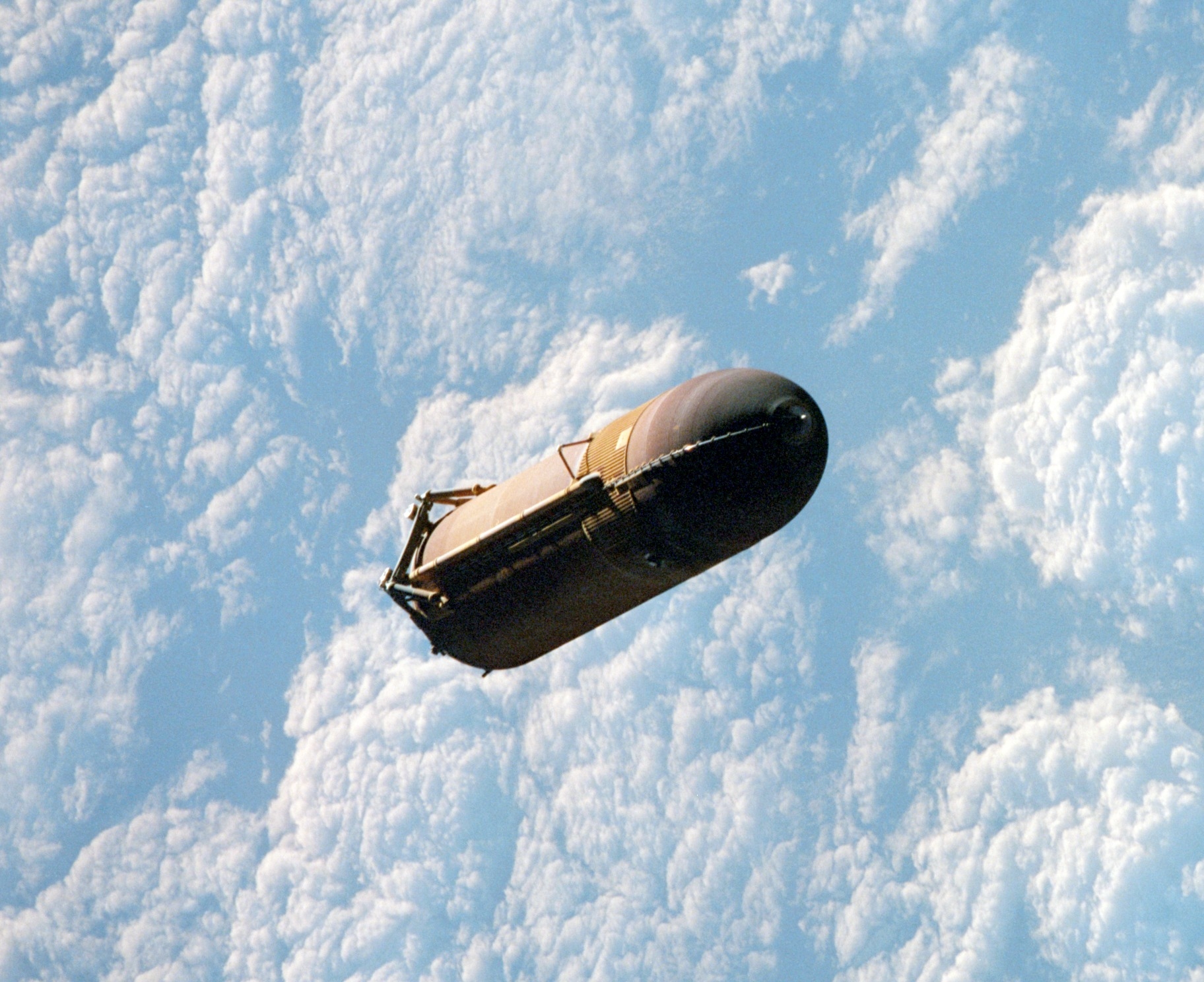
Der Außentank fällt zurück in die Erdatmosphäre, bevor er beim Wiedereintritt verglüht

Nach der Abtrennung der Booster flog das Space Shuttle nur mit Hilfe seiner Haupttriebwerke weiter. Nach ungefähr 8,5 Minuten Brenndauer wurde kurz vor Erreichen der Orbitalgeschwindigkeit (mit ca. 7700 m/s) der Außentank in rund 110 km Höhe abgeworfen. Er verglühte größtenteils in der Atmosphäre, nachdem er eine halbe Erdumrundung absolviert hatte. Die übrigen Teile des Tanks fielen in den Pazifik.

#### Transfer in endgültige Umlaufbahn
Anschließend wurde die Raumfähre von den beiden Triebwerken des OMS (Orbital Maneuvering System) in eine elliptische Umlaufbahn mit einem tiefsten Punkt (Perigäum) von etwa 110 km und einem höchsten Punkt (Apogäum) von 185 km über der Erdoberfläche beschleunigt. Nach einem halben Erdumlauf zündeten die Manövriertriebwerke des Orbiters am bahnhöchsten Punkt, um die Umlaufbahn in eine Ellipse mit einem Perigäum von 185 km und einem Apogäum auf Höhe des Zielorbits zu verwandeln (zum Beispiel etwa 380 km für einen Flug zur ISS). Wenn der Orbiter wieder den bahnhöchsten Punkt erreichte, zündete er die Manövriertriebwerke ein weiteres Mal, um in dieser Höhe in eine Kreisbahn einzutreten. Damit erreichte der Orbiter seinen Zielorbit. Bei komplexen Missionen, die einen speziellen Orbit erfordern oder ein bestimmtes Ziel anfliegen müssen, wurde die Umlaufbahn im Verlauf der ersten Flugtage noch mehrfach angepasst. Das war zum Beispiel zum Erreichen der ISS oder des Hubble-Weltraumteleskops nötig.

### Arbeit im Orbit

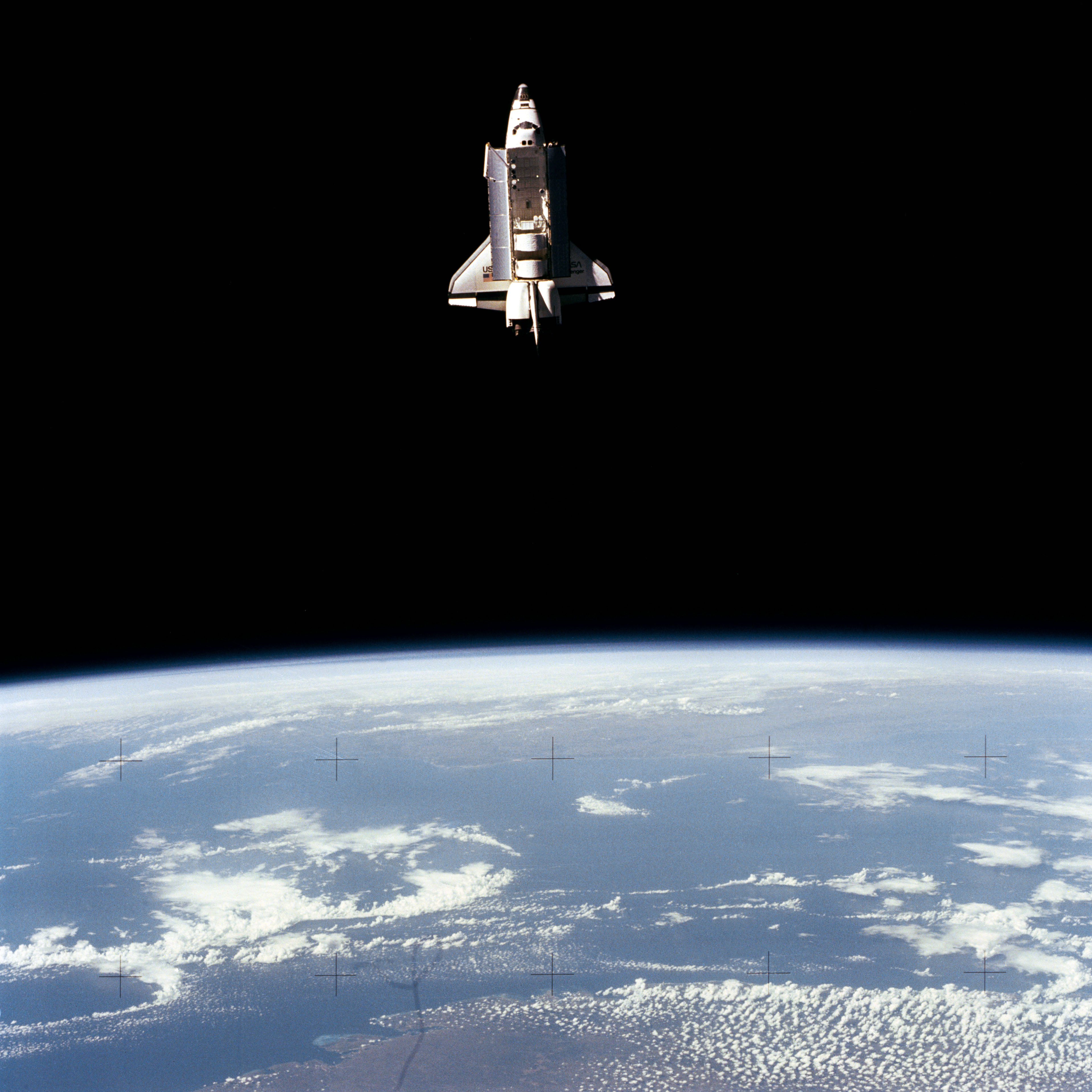
Die Raumfähre Challenger während der STS-7-Mission, Juni 1983

Die Arbeiten im Orbit, die sogenannten On-Orbit-Operations, begannen mit dem Öffnen der Ladebuchttore. Das war zwingend nötig, da auf den Innenseiten dieser Tore Radiatoren angebracht waren, die für die Kühlung des Orbiters sorgten. Konnten die Tore nicht geöffnet werden, musste die Mission sofort abgebrochen werden.

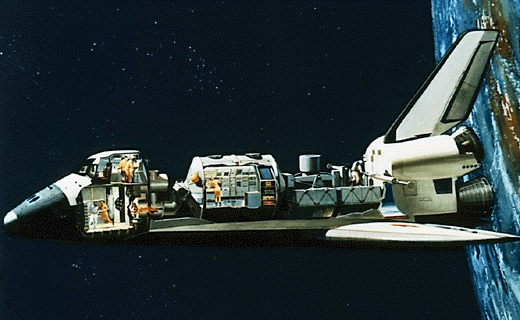
Schnittbild des Shuttle mit dem Spacelab

Das Space Shuttle konnte sehr vielfältig eingesetzt werden. Typische Aufgaben für eine Mission bestanden im Aussetzen bzw. Einfangen von Satelliten, dem Durchführen von wissenschaftlichen Experimenten oder dem Ausführen von Aufbauarbeiten an einer Raumstation, wie der ISS oder früher der Mir. Für wissenschaftliche Arbeiten konnte ein Labor wie Spacelab oder Spacehab mitgeführt werden. Diese Labore boten je nach Konfiguration Möglichkeiten für Experimente im freien Weltall oder in einem bemannbaren Modul.
Zudem war die Crew oft mit körperlichem Training beschäftigt, um der Muskelrückbildung in der Schwerelosigkeit Rechnung zu tragen. Ein beachtlicher Teil der Arbeitszeit der Astronauten wurde auch für die Betreuung und Bedienung der vielen Systeme des Space Shuttle eingesetzt.

### Landung
Zum Verlassen der Umlaufbahn wurde die Raumfähre entgegen der Umlaufrichtung gedreht. Die OMS-Triebwerke wurden für ungefähr drei Minuten gezündet (sog. deorbit-burn), wodurch das Space Shuttle um etwa 300 km/h verlangsamt wurde. Danach wurde die Raumfähre mit ihrer Nase wieder in Flugrichtung gedreht. Durch das Bremsmanöver verließ der Orbiter die bisherige Umlaufbahn und wechselte aus seiner Kreisbahn in eine ellipsenförmige Bahn mit einem Perigäum von 80 km. Nach knapp einem weiteren halben Erdumlauf trat es in die äußeren Schichten der Atmosphäre ein und wurde dort aerodynamisch weiter abgebremst. Auf Grund der Abmessungen und des relativ flachen Eintritts wurden die Shuttles nicht komplett vom Plasma eingehüllt, dadurch war für sie seit 1988 unter Nutzung des S-Bandes eine durchgängige Funkverbindung über TDRS ohne Blackout prinzipiell möglich. Die Lageregelungstriebwerke (RCS) wurden auf einer Flughöhe von etwa 15.000 Metern deaktiviert; Anflug und Landung erfolgten antriebslos, es gab also nur einen einzigen Versuch.
Beim Wiedereintritt in die Erdatmosphäre wurde die Raumfähre durch spezielle Hitzeschutzkacheln an der Front- und Unterseite vor der extremen Hitze der Druckfront von bis zu 1650 °C geschützt. Bereits kurz nach dem Wiedereintritt, noch mehrere hundert Kilometer entfernt, erhielt sie von der vorgesehenen Landebahn Leitsignale. In einer Höhe von rund 13 km begann die aerodynamische Phase der Landung, in der der Orbiter in antriebslosem Flug (Gleitflug mit einer Gleitzahl von 4,5) die verbliebene Restenergie sukzessiv abbaute. Die Sinkgeschwindigkeit wurde in dieser Phase durch abwechselnde Rollbewegungen des Shuttles um seine Längsachse geregelt, was zu einer Schlangenlinienflugbahn führte.
Der letzte Teil des Anflugs bestand aus drei Phasen:
1. Ausrichtung auf die Landebahn im Heading Alignment Circle (12,8 km vor Landebahn, Endhöhe 3660 m)
2. Steiler Endanflug (bis 610 m Höhe)
3. Abflachung des Gleitwinkels mit Landung

Am Ende der ersten Phase waren Fluglage, Richtung, Höhe und Geschwindigkeit für die Landung optimiert. Bis zur Phase drei betrug der Gleitwinkel etwa 17 bis 18° (gegenüber 2 bis 3° bei Verkehrsflugzeugen) bei einer Geschwindigkeit von etwa 500 km/h. In der dritten Phase wurde der Gleitwinkel durch Änderung des Anstellwinkels auf 1,5° verringert, so dass das Shuttle mit einer Geschwindigkeit von rund 340 km/h, etwa dem Anderthalbfachen eines Verkehrsflugzeugs („preflare“ Phase), mit seinem 30 Sekunden vorher ausgefahrenen Fahrwerk auf der Landebahn aufsetzte. Zur Verkürzung des Bremswegs wurde ein Bremsschirm verwendet. Erst bei Erreichen einer niedrigeren Geschwindigkeit kamen dann die Bremsen des Fahrwerks zum Einsatz. Der Pilot durfte das Shuttle kurzzeitig selbst fliegen, musste dann jedoch an den Kommandanten übergeben, der die Landung durchführte. Jedoch war der Pilot für das Ausfahren des Fahrwerks und das Auslösen des Bremsschirms verantwortlich.

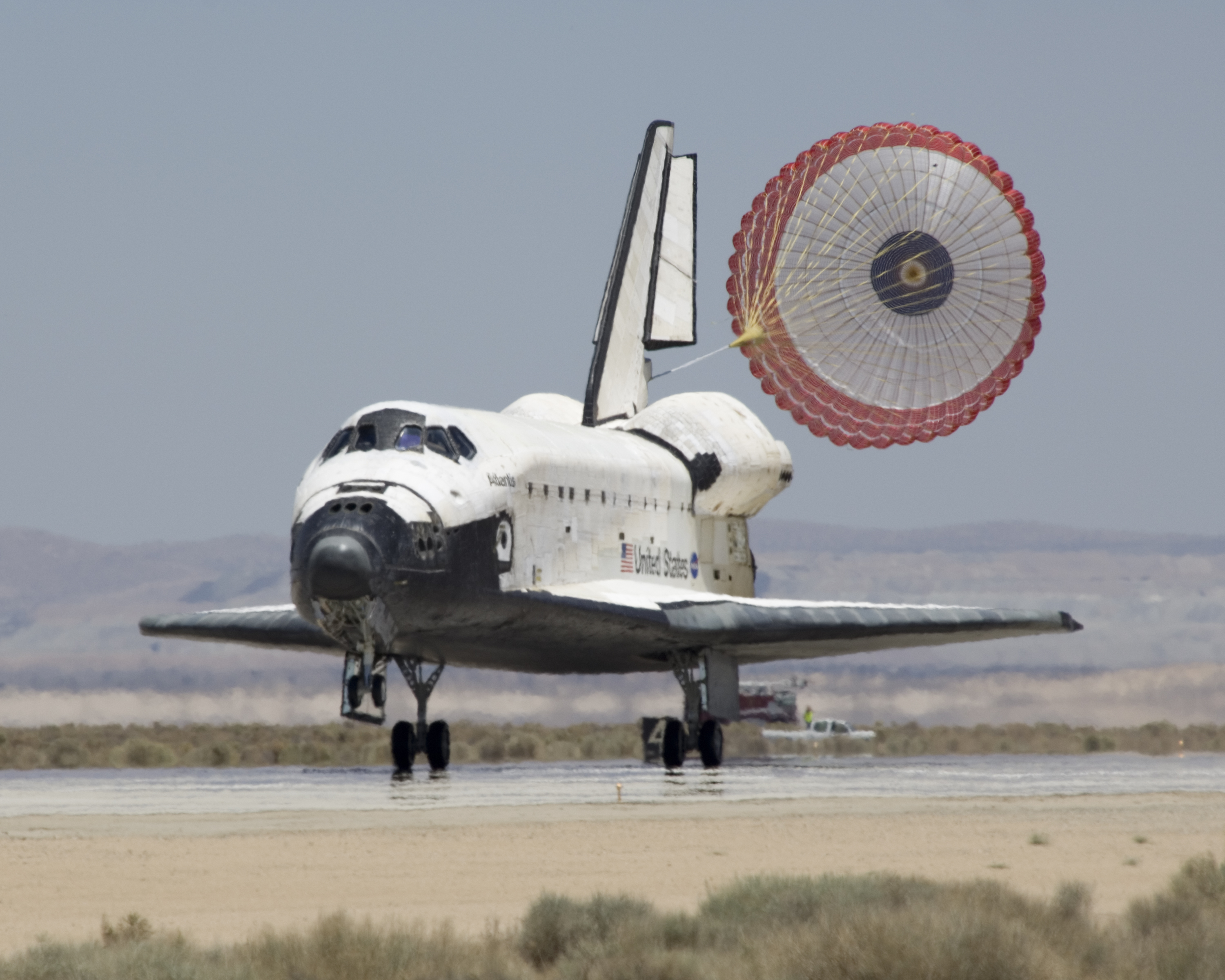
Seit 1992 wurde bei der Landung ein Bremsschirm verwendet.

Schlechte Wetterbedingungen am Hauptlandeplatz machten es mitunter erforderlich, auf günstigere Orte auszuweichen. Seit 1991 war grundsätzlich das Kennedy Space Center in Florida das primäre Landeziel. Dort befindet sich die sogenannte Shuttle Landing Facility, eine 4,5 km lange und 90 m breite Landebahn, die eigens für die Rückkehr der Orbiter aus dem Weltraum gebaut worden war. Wenn das Wetter eine Landung in Florida unmöglich machte, standen der NASA zwei Alternativen zur Verfügung. Erster Ausweichflughafen war die Luftwaffenbasis Edwards (Kalifornien), wo auch die Erprobung der damals neuentwickelten Raumfähre durchgeführt worden war, zweiter Ausweichstandpunkt war White Sands (New Mexico) (nur eine Landung, STS-3 1982).

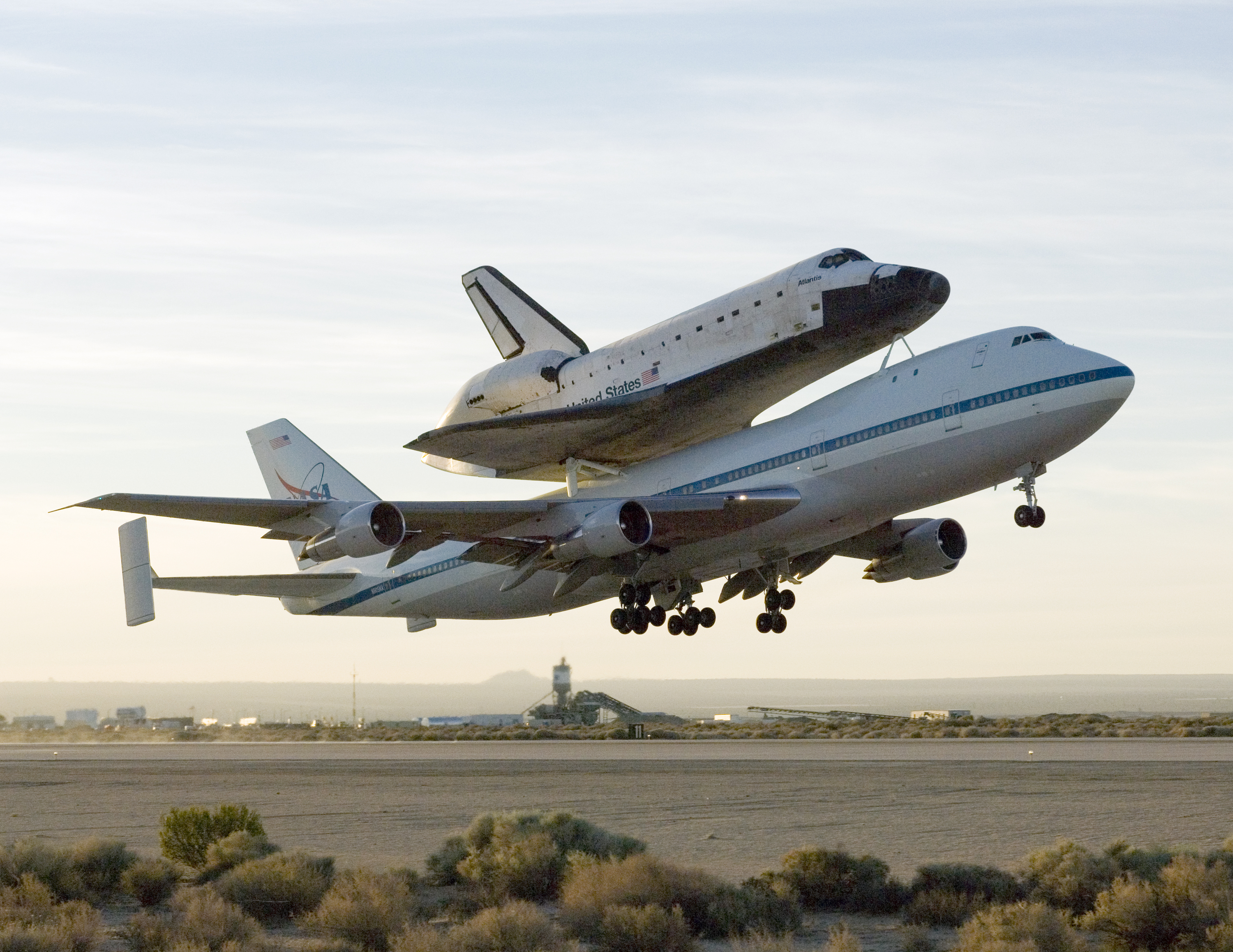
Rücktransport mit dem Shuttle Carrier Aircraft

Daneben gab es rund um die Welt weitere Notlandeplätze für die Startphase und den weiteren Missionsverlauf. Es wurde unter anderem unterschieden in East Coast Abort Landing Sites (ECAL) in den USA und Kanada und Transoceanic Abort Landing Sites (TAL). Letztere waren unter anderem die Istres Air Base in Frankreich sowie Zaragoza Air Base und Moron Air Base in Spanien. Ein weiterer Flughafen, der für eine Landung des Space Shuttle zertifiziert war, war u. a. der deutsche Flughafen Köln/Bonn.
War es erforderlich, dass das Shuttle an einem anderen Ort landete als in Florida, wurde es huckepack auf einer modifizierten Boeing 747 (dem sogenannten Shuttle Carrier Aircraft, SCA) dorthin zurücktransportiert. Um die Aerodynamik bei diesem Überflug zu verbessern, wurde am Heck des zu transportierenden Shuttles eine nach hinten spitz zulaufende Abdeckung angebracht, die die Triebwerke des Shuttles verdeckte.

## Nutzung
Eine chronologische Liste sowie eine tabellarische Übersicht aller geflogenen Missionen ist unter Liste der Space-Shuttle-Missionen zu finden.
Durch seine Bauart als Raumfähre bedingt war das Space Shuttle extrem flexibel einsetzbar. Es war das einzige Trägersystem, das in der Lage war, mehrere Tonnen Nutzlast vom Weltraum zur Erde zu bringen. Zudem konnten einige Komponenten der Raumstation ISS aufgrund ihrer Abmessungen nur mit dem Shuttle ins All gebracht werden. Dieser Umstand sowie die sich daraus ergebenden Verträge mit den Partnerländern waren auch einer der Hauptgründe, warum das Space-Shuttle-Programm trotz massiven Kostenüberschreitungen unterhalten wurde. Im Verlauf des Shuttleprogramms haben sich die Aufgaben des Systems recht stark gewandelt. Im Folgenden wird eine Übersicht über die wichtigsten Aufgaben des Shuttle gegeben.

### Satellitentransport

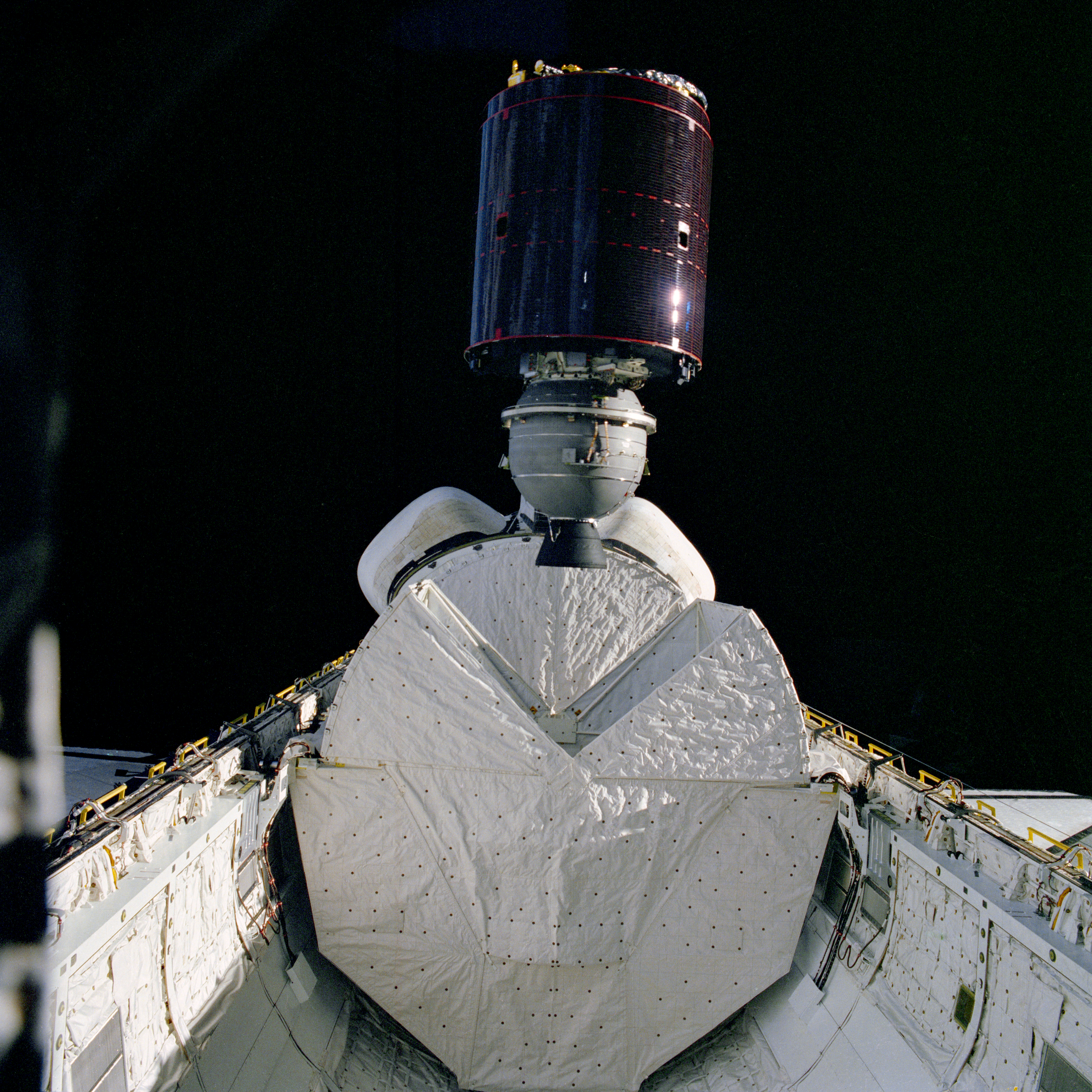
Während STS-5 wurde der Satellit SBS-C ausgesetzt

Zu Beginn des Shuttle-Programms lag die Hauptaufgabe des Orbiters darin, Satelliten ins All zu bringen. Durch die Wiederverwendbarkeit hatte man sich enorme Einsparungen erhofft. So waren auch die ersten operationellen Flüge des Space Shuttle dieser Aufgabe gewidmet. Während der Mission STS-5 wurden etwa die beiden Nachrichtensatelliten Anik C-3 und SBS-C ins All gebracht. Auch die drei nachfolgenden Missionen wurden für den Satellitentransport eingesetzt.

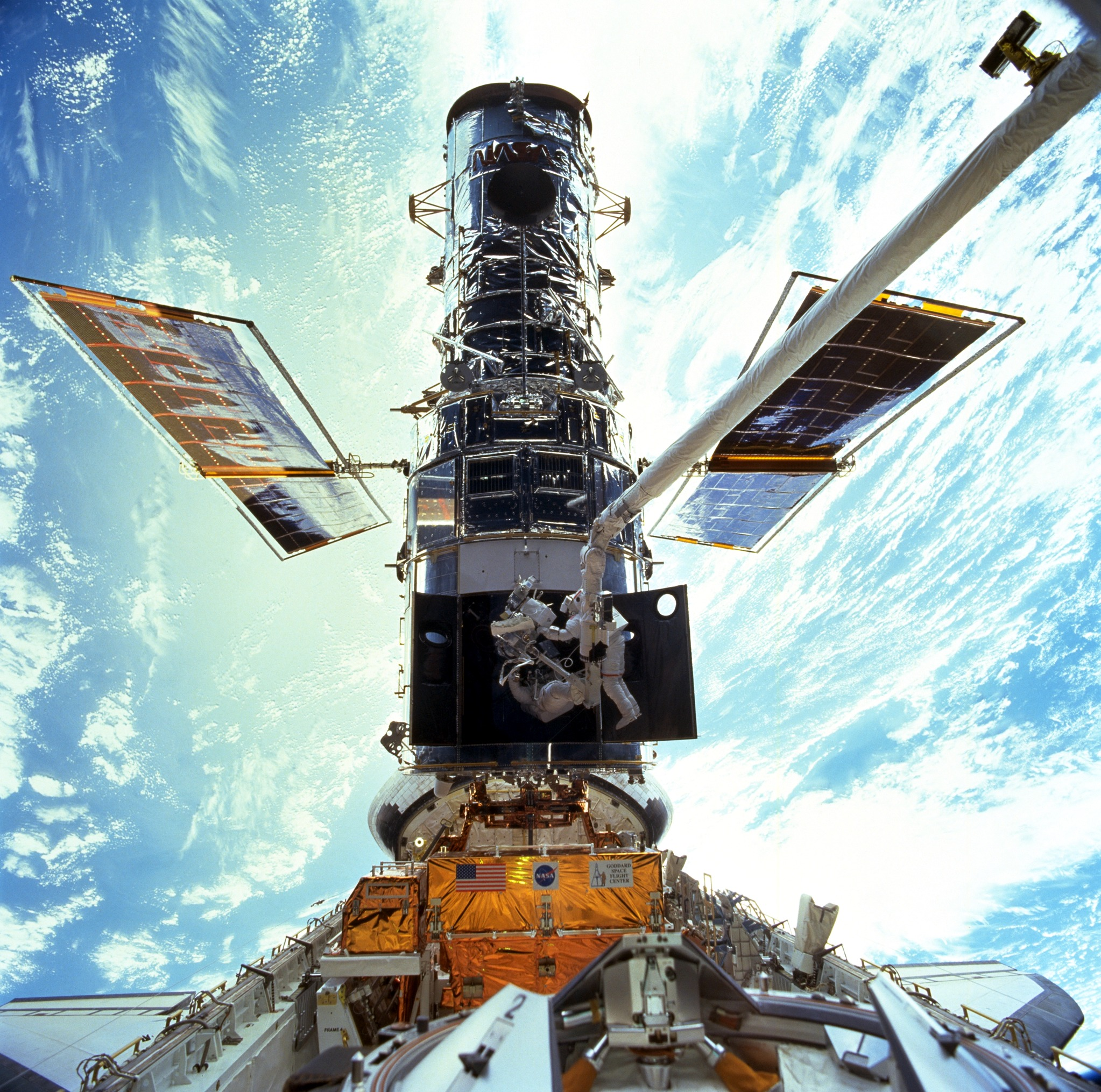
Arbeiten am Hubble-Teleskop während STS-103

Daneben hatte das Shuttle die einzigartige Fähigkeit, auch Satelliten vom All zur Erde zurückbringen zu können. Das geschah erstmals auf der Mission STS-51-A, als zwei Satelliten, die zuvor auf zu niedriger Umlaufbahn ausgesetzt worden waren, wieder eingefangen wurden. Zudem konnte man mit dem Shuttle auch Satelliten einfangen, um sie durch Astronauten reparieren zu lassen. Das wurde zum Beispiel während der Mission STS-49 durchgeführt, als die Oberstufe des Intelsat-IV-Satelliten ausgetauscht wurde.
Ein anderes Beispiel war das Hubble-Weltraumteleskop, das fünfmal von einem Space Shuttle zwecks Reparatur angeflogen wurde. Den letzten Besuch hat das Teleskop im Jahr 2009 von der Mission STS-125 erhalten.

Aussetzen des Kleinsatelliten PSSC-2 während STS-135

Seit dem Challenger-Unglück im Jahre 1986 wurde das Shuttle aus dem kommerziellen Satellitengeschäft zurückgezogen. Seither wurden damit nur noch militärische, wissenschaftliche oder staatliche Nutzlasten in den Orbit gebracht. Die letzte Shuttle-Mission, die in erster Linie dem Transport eines Satelliten gewidmet war, war STS-93 im Sommer 1999. Während dieser Mission wurde das Röntgen-Teleskop Chandra ins All gebracht.

### Wissenschaft
Ein weiteres wichtiges Einsatzgebiet des Shuttle war die Wissenschaft in der Schwerelosigkeit. Die Raumfähre bot eine sehr flexible Plattform für Experimente aller Art. Zunächst ist das Spacelab zu nennen, ein Labor, das in der Nutzlastbucht mitgeführt werden konnte. Der erste Spacelab-Flug war STS-9 im November 1983. Bis zum letzten Flug im Jahr 1998 an Bord des Fluges STS-90 wurden 22 Spacelabflüge durchgeführt.

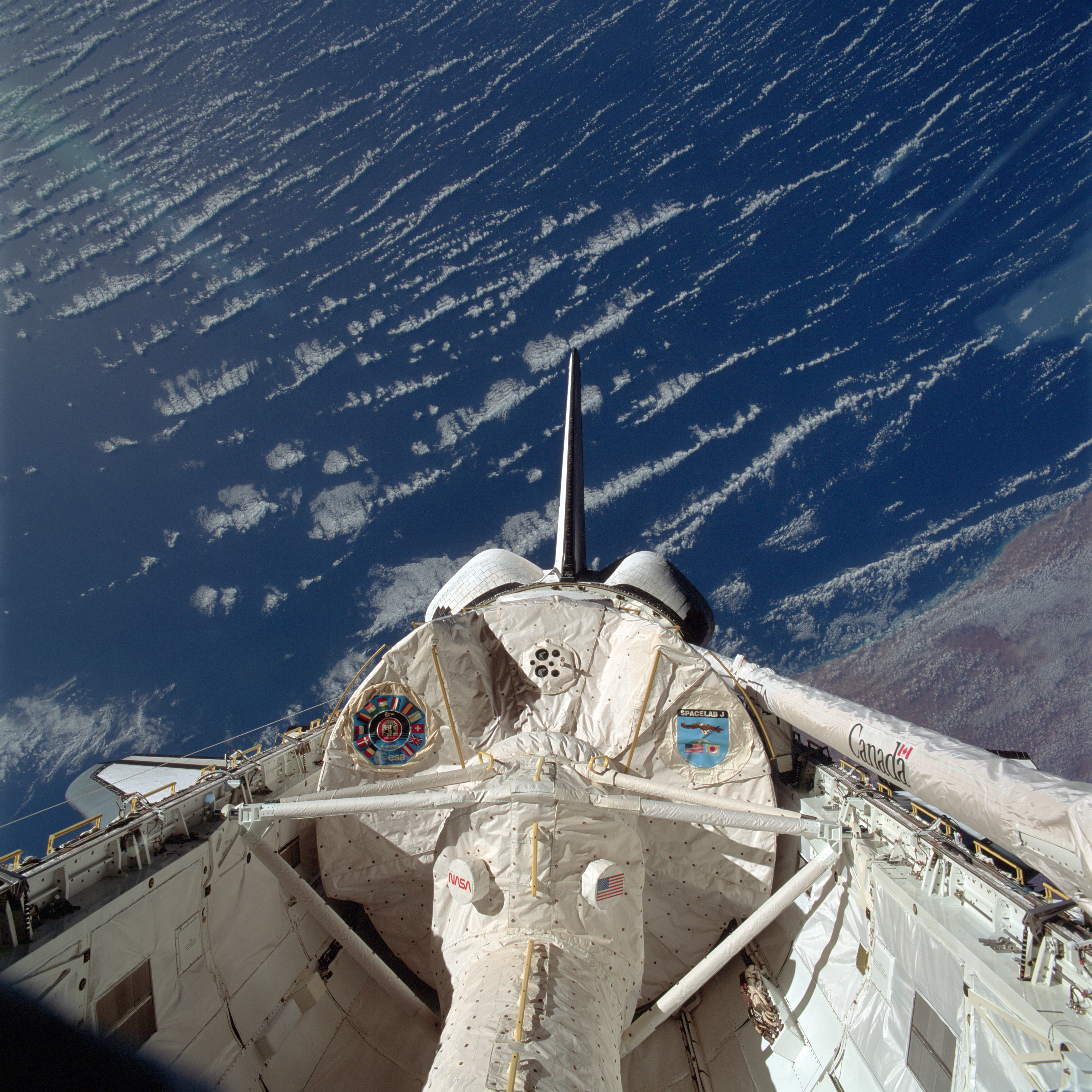
In der Nutzlastbucht einer Raumfähre ist das Spacelab zu sehen

Nachfolger des Spacelab war das Spacehab. Dieses konnte vielseitiger eingesetzt werden als das Spacelab – so konnte man damit beispielsweise auch Fracht zur ISS bringen, wie es etwa auf dem Flug STS-105 der Fall war. Die letzte reine Forschungsmission des Shuttleprogramms war STS-107 der Columbia, die dann beim Wiedereintritt in die Atmosphäre auseinanderbrach und teilweise verglühte, wobei die sieben Astronauten an Bord ums Leben kamen. Der letzte Flug eines Spacehab-Logistikmoduls war die Mission STS-118.

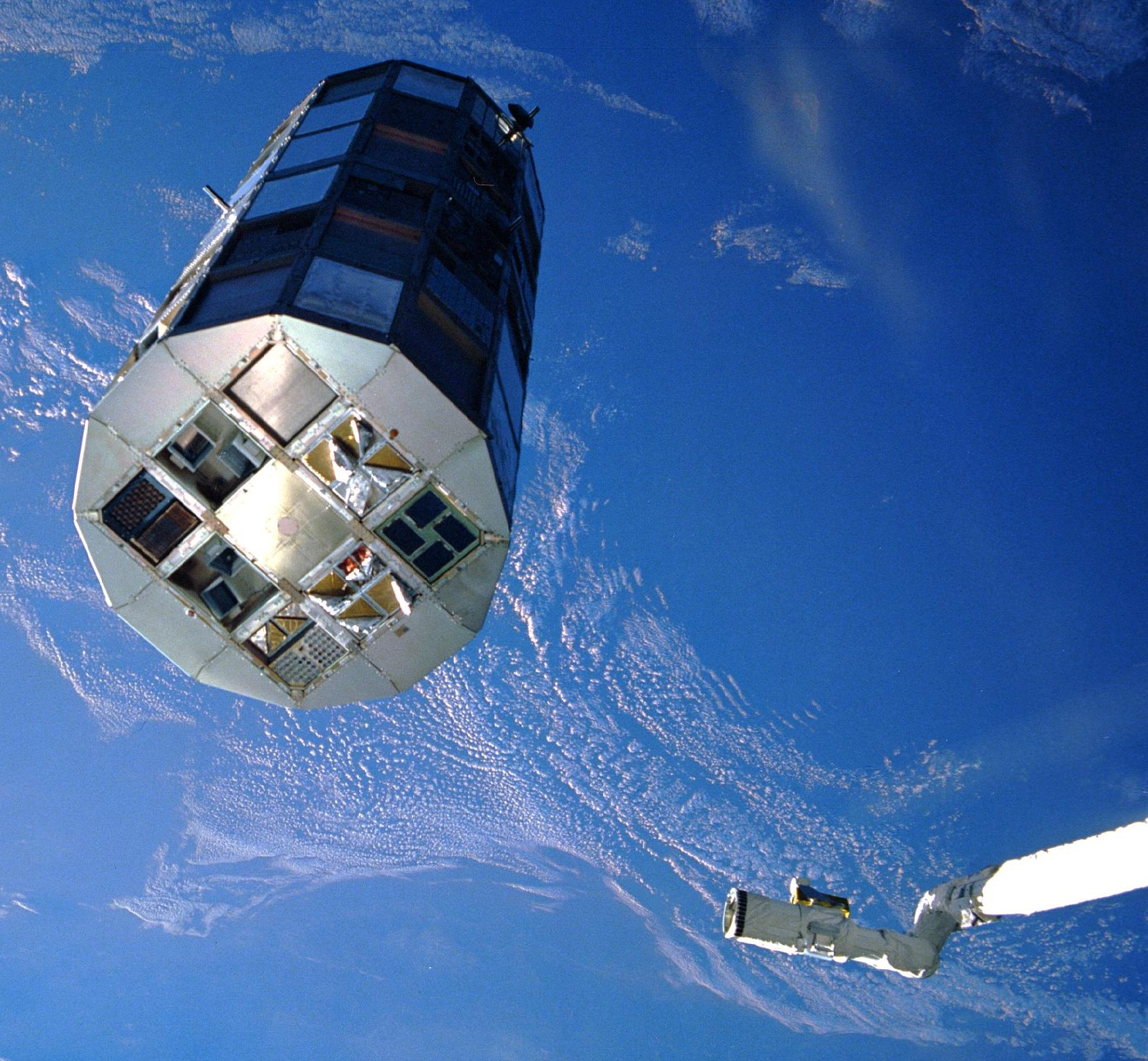
Der LDEF-Satellit enthielt über 50 Experimente

Auf anderen Missionen, zum Beispiel während STS-7, wurden Forschungsplattformen in der Nutzlastbucht mitgetragen, die dann während der Mission für mehrere Stunden in den Weltraum entlassen wurden, um danach mit dem Roboterarm wieder eingefangen zu werden. Wieder andere solcher Plattformen blieben gleich für mehrere Monate oder Jahre im All und wurden von einer späteren Shuttle-Mission wieder eingeholt.
Grundsätzlich hatten die meisten Shuttle-Missionen zu einem Teil wissenschaftliche Missionsziele. Oft wurden in der Nutzlastbucht sogenannte Get-Away-Behälter mit automatisch ablaufenden Experimenten mitgeführt, oder man hatte sogenannte Middeck Payloads, also Mitteldeck-Nutzlast dabei, die von der Shuttle-Crew nebenbei betreut wurde. Das war auch bei ISS-Flügen teilweise noch der Fall.

### Betrieb von Raumstationen
Aufgrund seiner unvergleichlichen Flexibilität war das Shuttle ein ideales Arbeitspferd für den Aufbau und die Wartung einer großen Raumstation. Viele Module der ISS waren so groß, dass sie nicht mit anderen Trägern ins All gebracht werden konnten. Zudem bot das Shuttle mit seinem Roboterarm die Möglichkeit, die Module direkt an die Station zu montieren. Das war unumgänglich, da die meisten ISS-Module keine eigenen Antriebs- und Lageregelungssysteme haben und so ein autonomes Andocken nicht möglich war. Auch der Crew-Transport wurde mit dem Shuttle vereinfacht; theoretisch konnten bis zu 5 Besatzungsmitglieder pro Flug ausgetauscht werden.
Wegen dieser kritischen Rolle des Shuttle wurde das ISS-Programm dann auch um mehrere Jahre zurückgeworfen, als die Shuttle-Flotte nach dem Absturz der Columbia im Februar 2003 mit einem Flugverbot belegt wurde. Einige Experimente mussten deshalb sogar gestrichen werden.
Vor der Zeit der ISS wurde das Shuttle auch auf mehreren Flügen zur russischen Raumstation Mir eingesetzt. Zwischen 1995 und 1998 dockte insgesamt neunmal eine Raumfähre an der Station an. Dabei ging es auch um ein politisches Zeichen – es war die erste nennenswerte gemeinsame Operation der beiden Nationen im Weltraum seit dem Apollo-Sojus-Testprojekt im Jahre 1975. Der erste derartige Flug war STS-71 im Sommer 1995.

## Technik

### Feststoffbooster

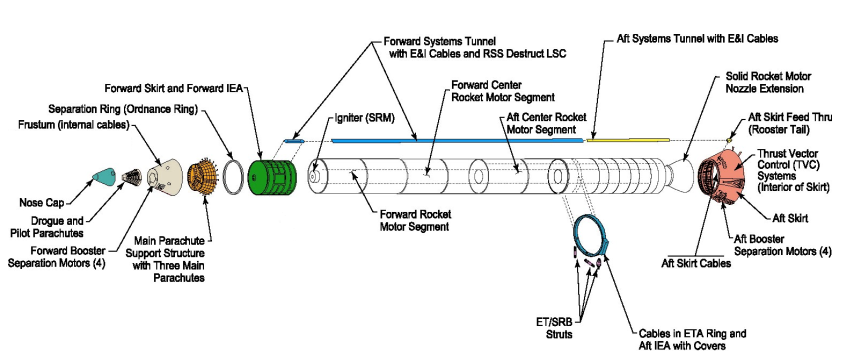
Diagramm eines Boosters

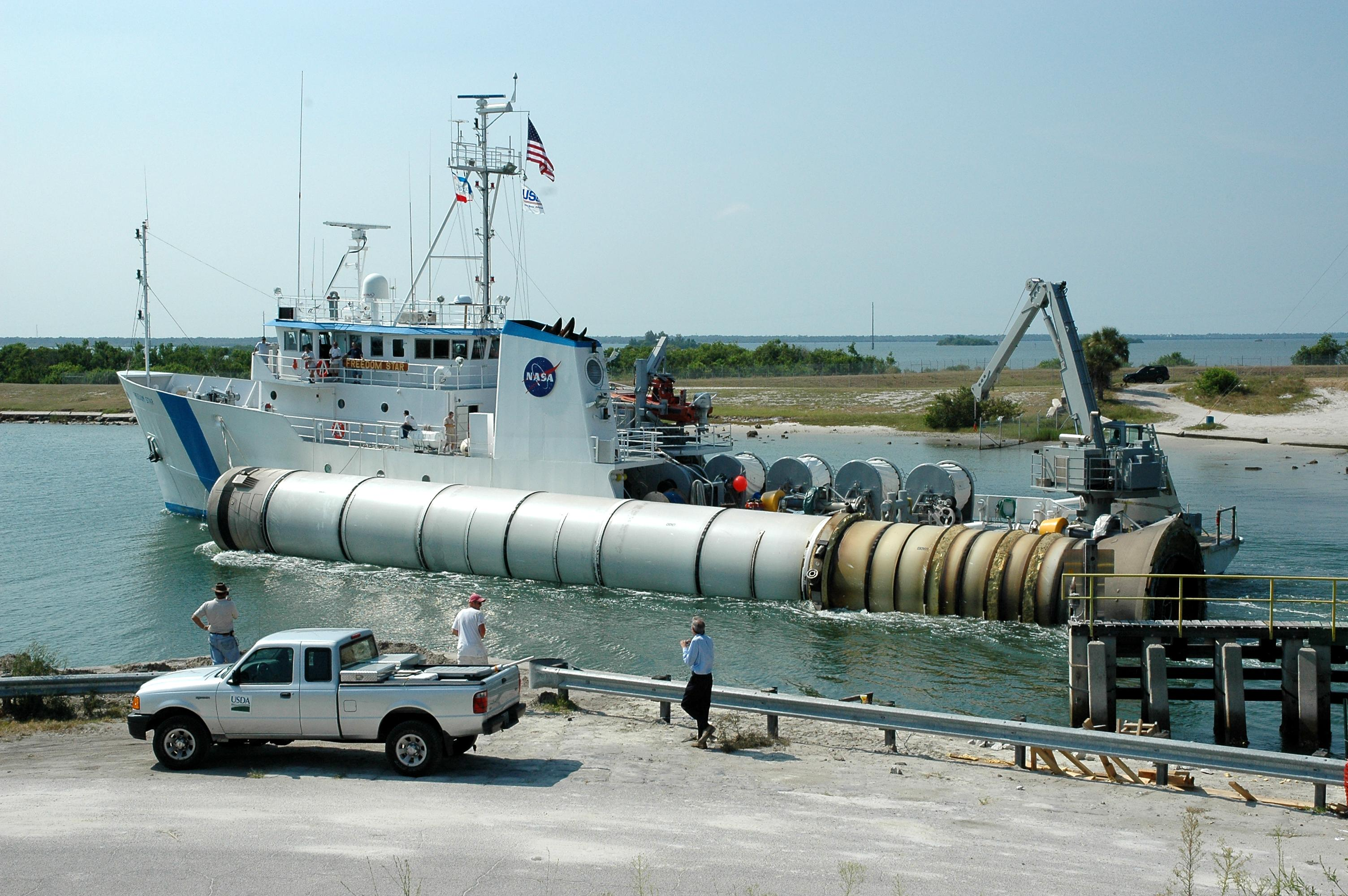
Die Freedom Star schleppt einen Booster zurück zum KSC

Über drei Viertel des zum Start eines Shuttle benötigten Schubes wurden von den beiden Feststoffboostern zur Verfügung gestellt. Die zwei weißen, 45 Meter langen Raketen waren die stärksten Antriebe ihrer Art, die je gebaut wurden. Jeder dieser Booster enthielt über 500 Tonnen APCP, einen Feststoff-Treibstoff auf Basis von Ammoniumperchlorat und Aluminium. Dieses Gemisch verlieh den Boostern eine Brenndauer von gut zwei Minuten und einen spezifischen Impuls (ISP) auf Meereshöhe von 242 s (auf die Masse des Treibstoffs bezogen). Die Booster waren mit schwenkbaren Düsen zur Lageregelung ausgestattet. Zudem waren im oberen Teil mehrere Kameras untergebracht, die während des Aufstieges eine Vielzahl von Bildern lieferten.
Auf einer Höhe von etwa 45 km über Grund wurden die nahezu ausgebrannten Booster abgetrennt und durch kleine Raketentriebwerke vom Außentank weggedrückt. So wurde eine Kollision zwischen den abfallenden Boostern und dem Tank verhindert. Die Booster stiegen dann, entlang einer ballistischen Bahn, weiter bis auf etwa 65 km, um dann den Abstieg einzuleiten. Zuerst wurden kleinere Stabilisierungsschirme ausgestoßen, die die Booster bereits etwas abbremsten. Schließlich wurden die Hauptfallschirme entfaltet, die Booster glitten zur Erde zurück und fielen etwa 230 km vom KSC entfernt mit einer Geschwindigkeit von 80 km/h ins Meer. Bereits wenige Stunden nach dem Start wurden sie von zwei Schiffen geborgen und nach Florida zurückgeschleppt. Dort wurden sie gereinigt, geprüft und für einen weiteren Flug aufbereitet und wiederbefüllt.

### Außentank

Diagramm des Außentanks

Die größte Komponente des Shuttle-Systems war der Außentank (englisch External Tank, ET). Genau genommen beinhaltete der orangefarbene Zylinder zwei Tanks, einen größeren Wasserstofftank im unteren Teil sowie einen kleineren Sauerstofftank im oberen Teil des Tanks. Dazwischen lag die sogenannte Intertank-Section; diese stand nicht unter Druck und enthielt einen großen Teil der Elektronik des Außentanks. Da die beiden Gase Wasserstoff und Sauerstoff in flüssigem Zustand vorlagen und deshalb sehr kalt waren (unter −200 °C), war der Tank mit einem speziellen Schaumstoff isoliert. Dieser verlieh ihm seine charakteristische orange Farbe. Lediglich bei den ersten zwei Flügen war der Tank mit einer zusätzlichen weißen Farbschicht überzogen, diese wurde aber aus Gewichtsgründen ab der darauffolgenden Mission nicht mehr verwendet.

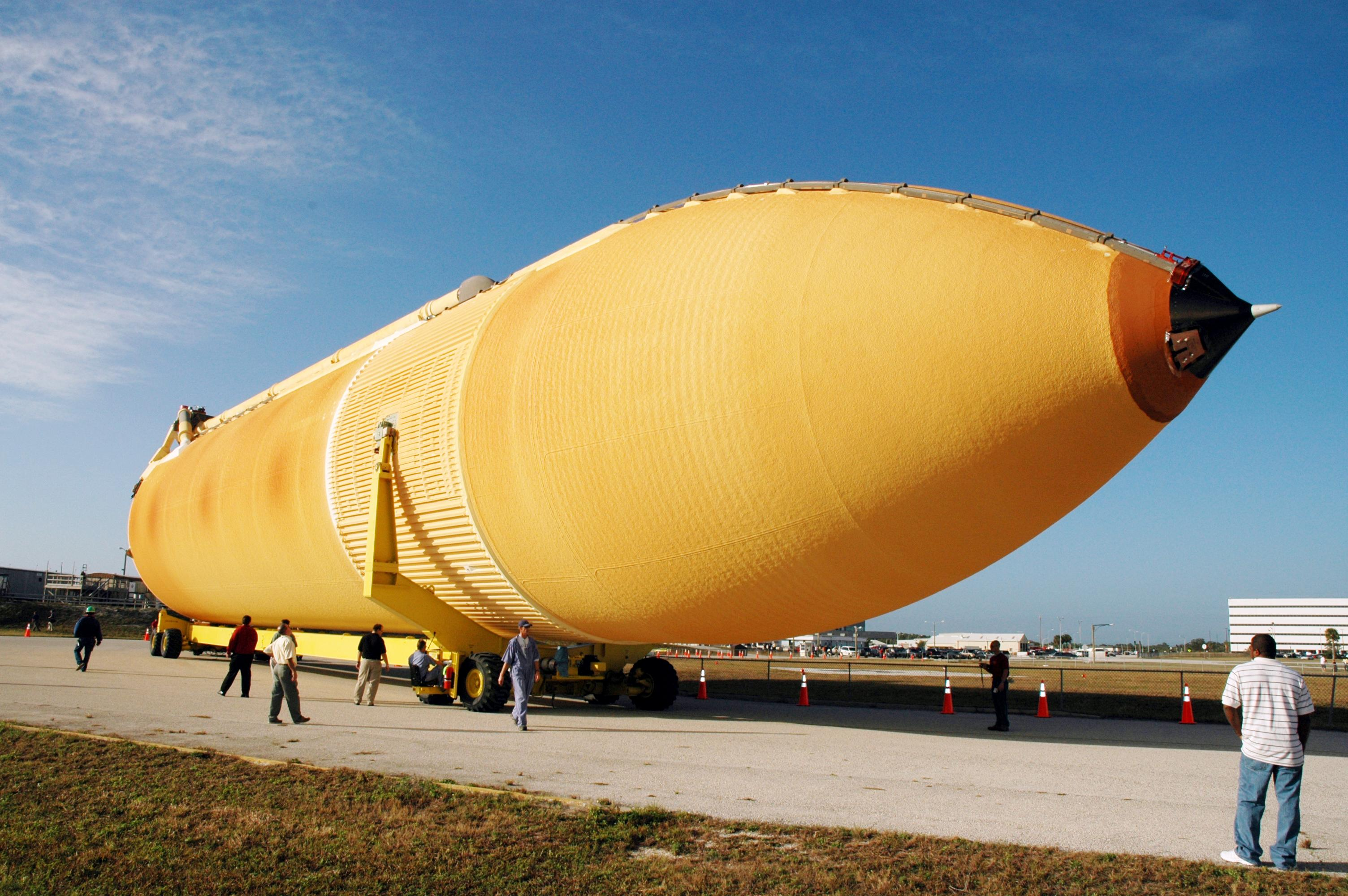
Der Tank auf einem Spezialtransporter

Das Shuttle war vorn an einem und hinten an zwei Punkten am externen Tank befestigt. Zudem verlaufen auf der Außenseite des Tanks mehrere Leitungen, die u. a. den Wasserstoff und den Sauerstoff in den Orbiter leiteten, wo die Flüssigkeiten dann in den Haupttriebwerken verbrannt wurden. Der Tank war die einzige Komponente des Shuttles, die nicht wiederverwendbar war. Nach dem Brennschluss der Haupttriebwerke (engl. Main Engine Cutoff – MECO) wurde der Tank abgeworfen und trat in die Atmosphäre ein, wo er verglühte.
Seit dem Columbia-Unglück im Jahr 2003 war die Isolierung des Tanks vermehrt ins Gespräch gekommen. Ein Stück abgeplatzten Schaumstoffs hatte damals zu einer Beschädigung des Shuttles geführt, durch die während der Wiedereintrittsphase extrem heiße Gase in den Orbiter gelangten und ihn zerstörten. Seither war der Tank stellenweise stark überarbeitet worden. Auch im Verlauf des Shuttle-Programms wurde der Tank mehrfach überarbeitet. So hatten die ersten Tanks, welche einen weißen Anstrich besaßen, der das typische Orange des Isolationsschaums verdeckt, ein Leergewicht von etwa 35 Tonnen. In der letzten Version waren es weniger als 30 Tonnen.

### Orbiter

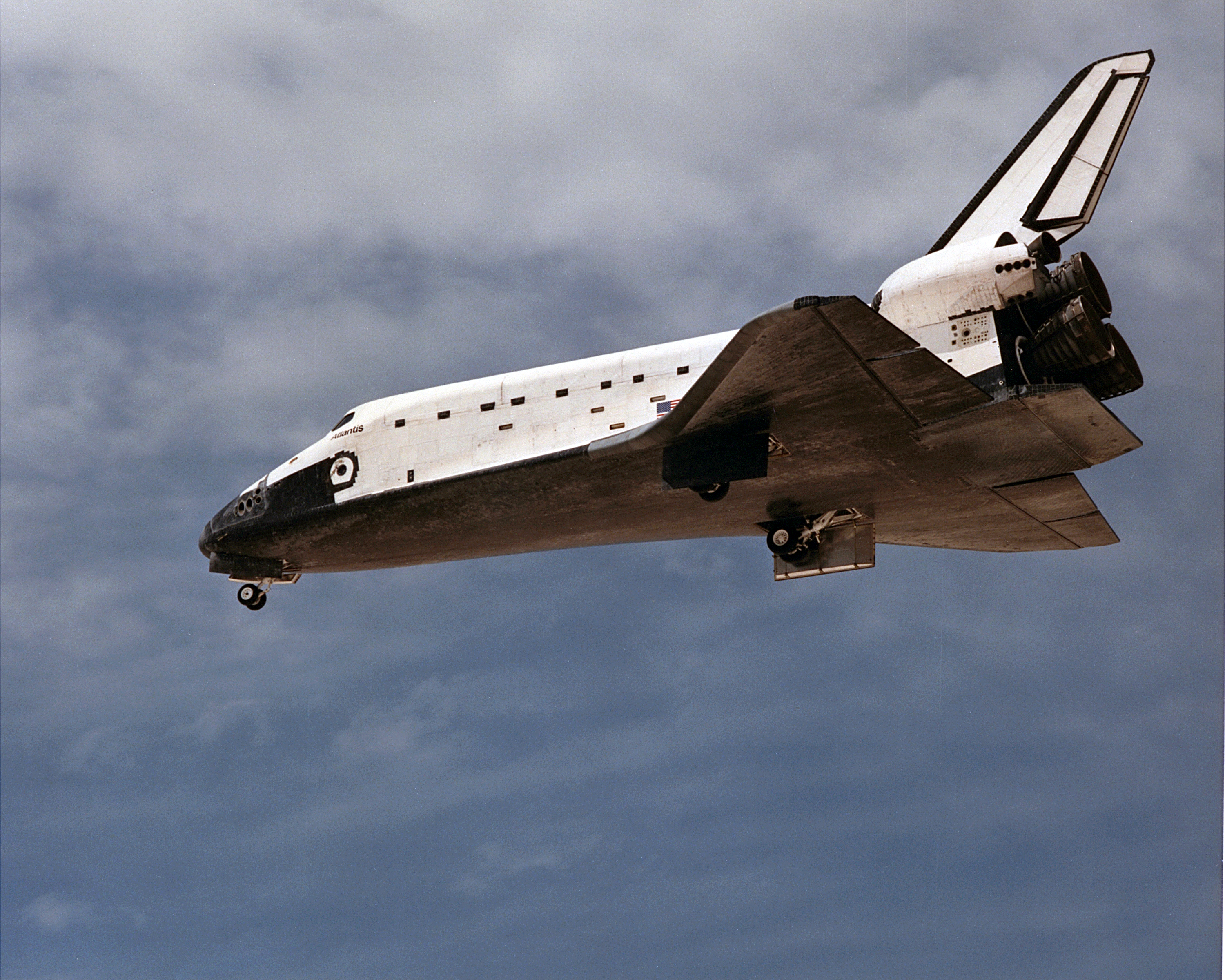
Atlantis im antriebslosen Flug am Ende von STS-30

Die Hauptkomponente des Shuttle-Systems stellte der Orbiter dar. In ihm befanden sich die Mannschaftsräume und das Cockpit (Flightdeck) sowie die Nutzlast der jeweiligen Mission. Seine äußere Formgebung war durch seine aerodynamischen Bauteile Deltaflügel und Seitenleitwerk geprägt, die ihm zum Abschluss einer Mission eine klassische Landung im Gleitflug ermöglichten. Insgesamt wurden fünf raumflugfähige Orbiter gebaut, davon wurden zwei (Challenger und Columbia) durch Unfälle zerstört. Der Orbiter war eines der komplexesten technischen Geräte, die je von Menschen gebaut wurden.
In der Startphase befand er sich in senkrechter Position auf dem Außentank montiert, um in die Umlaufbahn transportiert zu werden. Nachdem er zum Abschluss einer Mission den Orbit verlassen hatte, verlief der Beginn der Landung zuerst rein ballistisch, bevor sie mit einer aerodynamischen Phase abgeschlossen wurde.

#### Haupttriebwerk

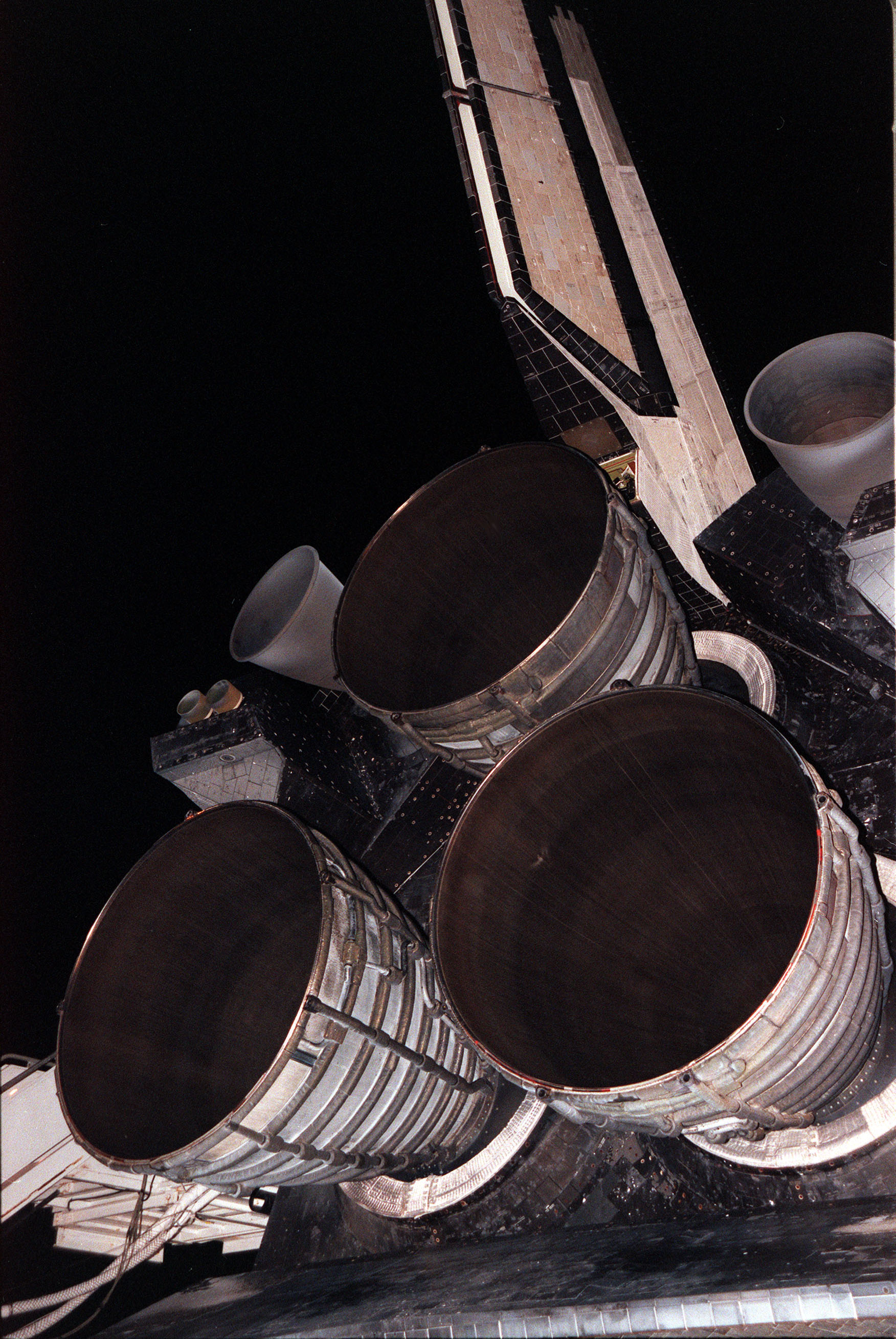
Die Haupttriebwerke des Space Shuttle

Der Orbiter verfügte über drei große Haupttriebwerke, die Space Shuttle Main Engines, abgekürzt SSMEs der Type RS-25 von Aerojet Rocketdyne. Die Haupttriebwerke wurden während des achtminütigen Aufstiegs ins All eingesetzt und dabei mit flüssigem Wasserstoff und Sauerstoff aus dem Außentank versorgt. Nach dem Abschalten und Abtrennen des Tanks konnten die Triebwerke daher während der Mission nicht erneut gezündet werden.
Sie waren kardanisch aufgehängt und hydraulisch um 10,5° schwenkbar. So konnte das Drehmoment ausgeglichen werden, das durch die Änderung von Schwerpunktlage und Schubvektor nach Ausbrennen und Abwurf der Booster auftrat.
Nach der Landung auf der Erde wurden die Triebwerke ausgebaut, geprüft und für ihren nächsten Einsatz vorbereitet. Sie sollten bis zu 55-mal bei einem Maximalschub von 109 % wiederverwendet werden können. Diese Anzahl wurde allerdings nie erreicht. Die Wiederverwendbarkeit machte sie zu technisch hochkomplexen Systemen; ein einziges Triebwerk kostete mit 51 Millionen US-Dollar ungefähr so viel wie eine komplette Delta-II-Rakete.
Getestet wurden die Haupttriebwerke für das Space-Shuttle-Programm mit dem Main Propulsion Test Article (MPTA-098).

#### Hilfstriebwerke

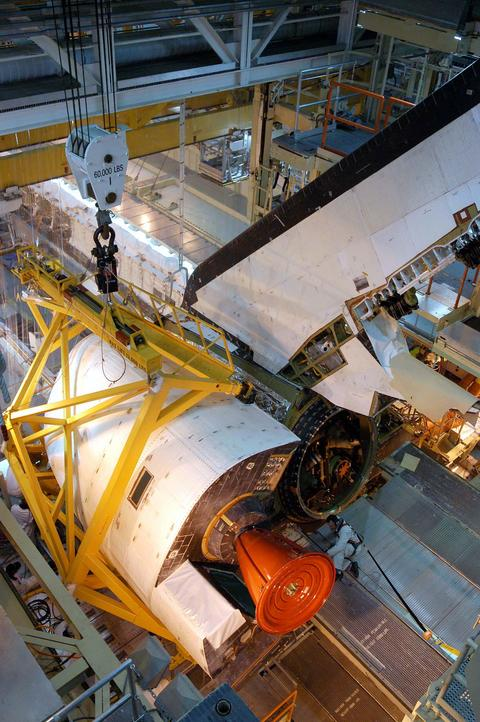
Linker OMS-Pod eines Space Shuttles wird für Wartungsarbeiten demontiert

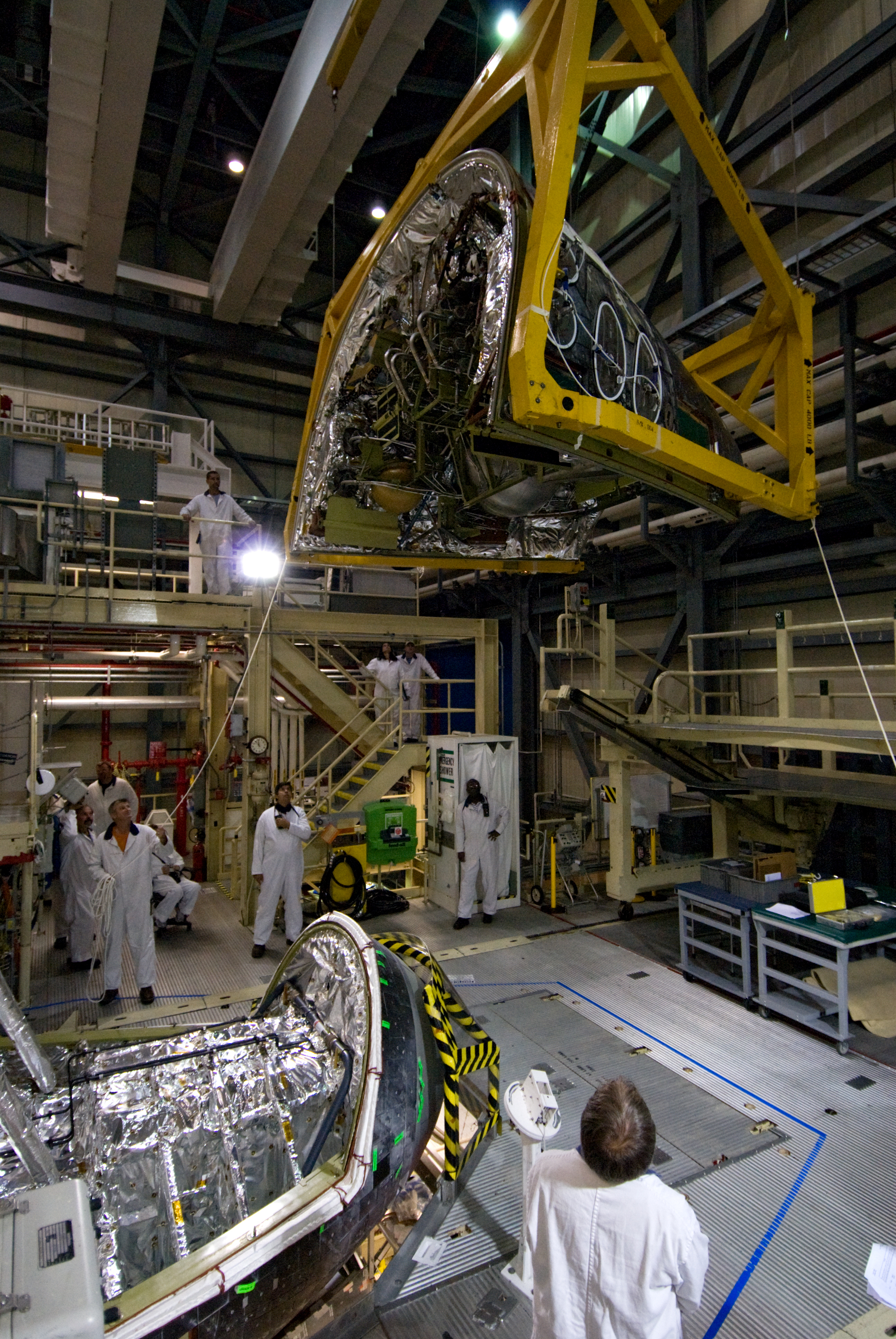
Das Forward Reaction Control System (FRCS) wird nach Wartungsarbeiten wieder eingebaut

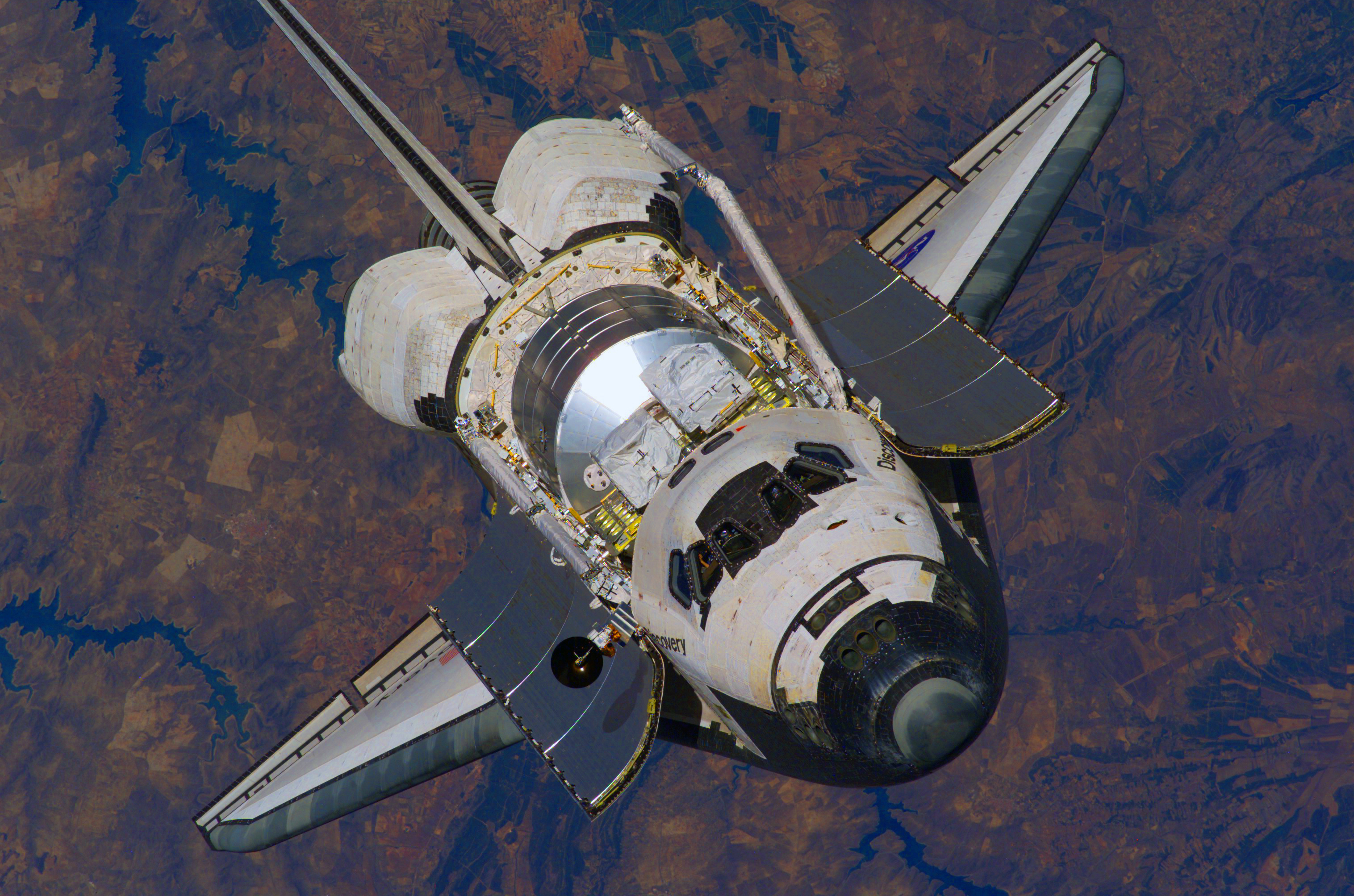
Auf den Innenseiten der Ladebuchttore sind die Radiatoren zu erkennen

Neben den Haupttriebwerken verfügte der Orbiter über 46 mittlere und kleinere Triebwerke, die während des Aufenthalts im Orbit und während der ersten Phase des Wiedereintritts eingesetzt wurden. Die zwei größten davon gehörten zum Orbital Maneuvering System (OMS). Sie lieferten einen Schub von je 27 kN und waren wie die SSMEs im Heck des Shuttle untergebracht. Mit ihnen wurden Bahnänderungen wie etwa das Einschießen in den definitiven Orbit oder die Bremszündung für den Wiedereintritt durchgeführt. Betrieben wurden sie mit hypergolen Treibstoffen, also mit zwei Komponenten, die bei Berührung zünden.
Die 44 kleineren Triebwerke gehörten zum sogenannten Reaction Control System (RCS). Mit ihrer Hilfe wurde die Lage des Shuttles im Raum gesteuert. Das war vor allem beim Andocken an eine Raumstation oder beim Einfangen eines Satellitens wichtig. Die RCS-Triebwerke wurden auch benötigt, um das Shuttle vor der Bremszündung mit dem Heck in Flugrichtung zu drehen. Die Düsen waren dabei an der Nase sowie am Heck angebracht und jeweils redundant ausgelegt. So konnte die Manövrierfähigkeit des Shuttles weitgehend sichergestellt werden. Wie die OMS-Triebwerke wurden die RCS-Düsen mit hypergolem Treibstoff betrieben.

#### Mannschaftsräume
Die Mannschaftsräume des Space Shuttles bestanden aus dem Flugdeck (engl. flight deck), dem Mitteldeck (engl. middeck) und der Luftschleuse (engl. airlock), die jedoch manchmal zum Mitteldeck gezählt wurde. Die gesamten Mannschaftsräume boten einen Rauminhalt von 65,8 m³ für maximal 8 Personen. Das Flugdeck stellte das eigentliche Cockpit dar, während des Starts befanden sich dort die Sitze von Pilot und Kommandant. Wenn das Shuttle einen Orbit erreicht hatte, wurden sämtliche Sitze verstaut, um so Platz zu sparen. Das Mitteldeck war der Wohn- und Arbeitsbereich der Raumfähre. Hier befanden sich eine Toilette, Schlafabteile und die nötigen Gerätschaften für die Zubereitung der Mahlzeiten. Zudem bot das Mitteldeck Platz für Experimente sowie etwa 140 Liter Stauraum für Nutzlast. Ebenfalls im Mitteldeck befand sich ein Ergometer, ein Trainingsgerät, mit dem die Astronauten der Verringerung der Muskelmasse durch die Schwerelosigkeit entgegenwirkten.
Um das Leben der Astronauten an Bord zu ermöglichen, musste in der Kabine ständig ein lebensfreundliches Klima erhalten werden. Das wurde durch verschiedene Lebenserhaltungssysteme (engl. Environmental Control and Life Support System (ECLSS)) erreicht. So mussten etwa Temperatur und Druck in einem bestimmten Bereich bleiben. Die größte Herausforderung dabei war, eine Überhitzung des Orbiters zu verhindern. Dazu dienten zwei große Radiatoren im Innern der Ladebuchttüren. Diese strahlten während des ganzen Weltraumaufenthaltes Wärme in den Weltraum ab. Der Druck in der Kabine wurde von mehreren Tanks mit Stickstoff und Sauerstoff erhalten. So konnte im Shuttle eine Atmosphäre erzeugt werden, die der irdischen sehr ähnlich war.
Ebenfalls zu den Lebenserhaltungssystemen gehörte das Wassersystem. Im Shuttle waren vier Wassertanks installiert, die je etwa 75 Liter Wasser fassten. Weitere 10 Liter Wasser pro Stunde entstanden als Nebenprodukt bei der Stromerzeugung durch Brennstoffzellen. Abfallwasser wurde in einem entsprechenden Tank gesammelt und in regelmäßigen Abständen in den Weltraum abgegeben.

#### Nutzlastbucht

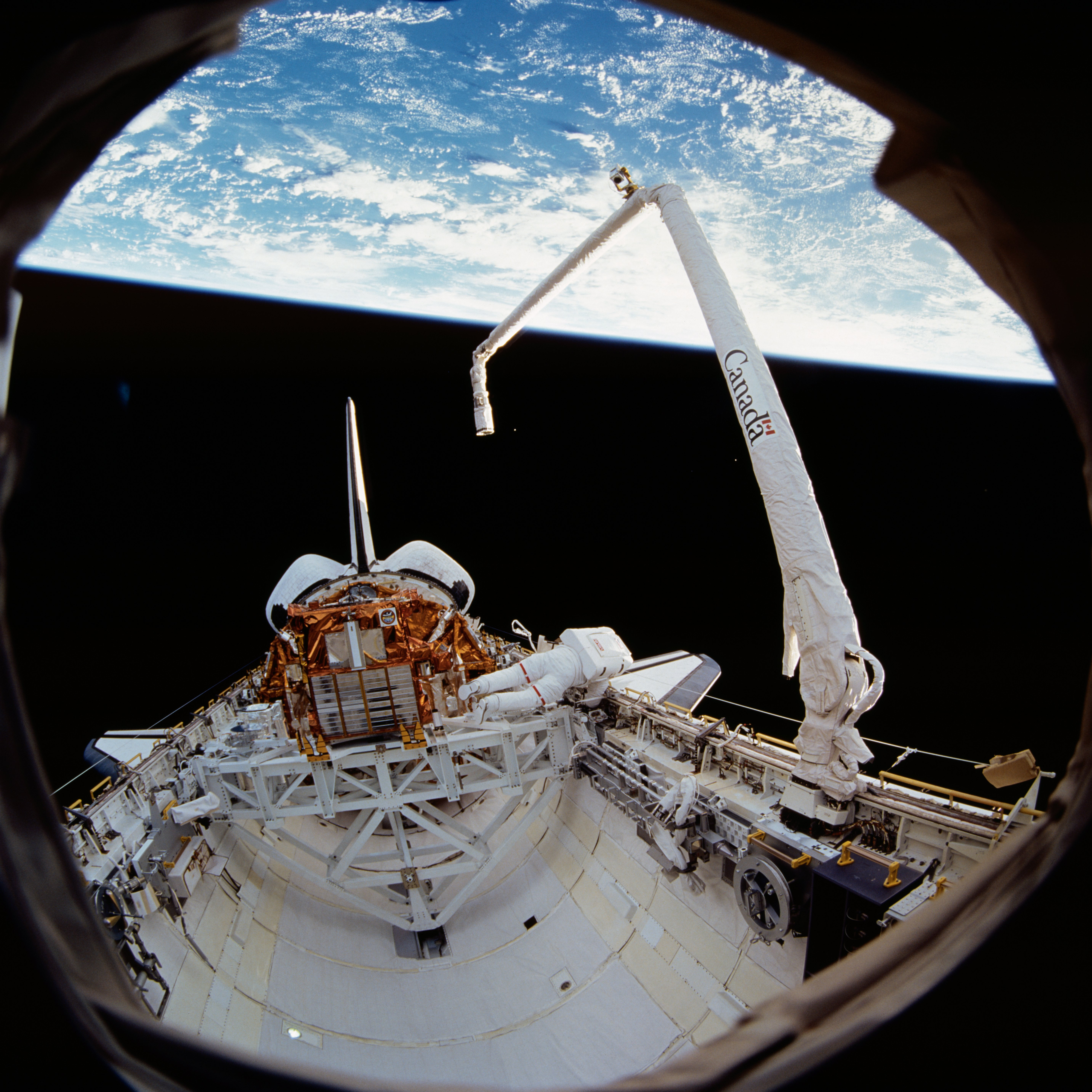
Die Nutzlastbucht und der Roboterarm

Die Nutzlastbucht (engl. payload bay) befand sich im mittleren Teil des Shuttle. Nach oben konnten zwei große Tore aufgeschwenkt werden, um die Nutzlastbucht dem freien Weltall auszusetzen. Dieser Vorgang wurde auf jeder Mission durchgeführt, da sich die Radiatoren, welche die Kühlung des Orbiters sicherstellten, auf der Innenseite der Nutzlastbuchttore befanden. Die Nutzlastbucht war 18,38 m lang und hatte einen Durchmesser von 4,57 m. Dieser zylindrische Bereich konnte voll für Nutzlast ausgenutzt werden.
Zudem konnte in der Nutzlastbucht ein Roboterarm, das Remote Manipulator System (RMS), installiert werden. Da das System in Kanada hergestellt wurde, wurde es manchmal auch Canadarm genannt. Der Arm verfügte über sechs Freiheitsgrade und hatte einen Greifmechanismus an seinem Ende, mit dem er Nutzlasten oder Astronauten bewegen sowie Satelliten einfangen konnte. Er war 15 m lang und wog 410 kg, konnte jedoch Massen bis zu 29 Tonnen verschieben. Die Steuerung geschah durch einen Astronauten, der sich auf dem Flugdeck des Shuttle befand. Neben den beiden rückwärtigen Fenstern des Flugdecks wurden mehrere Kameras auf dem Arm und in der Nutzlastbucht für die präzise Steuerung des Arms eingesetzt.
Bei 12 Flügen kam der Integrated Cargo Carrier zum Transport von nicht unter Druck stehenden Außenlasten in der Nutzlastbucht des Shuttle zum Einsatz. Hierbei konnten etwa 3 Tonnen Nutzlast auf einer Transportpalette mitgeführt werden.

#### Energieversorgung
Der Strom für den Betrieb der elektrischen Systeme wurde von Brennstoffzellen erzeugt. Diese wurden mit Wasserstoff und Sauerstoff betrieben. Im Orbiter waren drei Brennstoffzellen installiert, die je 7 kW leisten konnten, kurzzeitig waren sogar bis zu 12 kW möglich. Zudem waren die Orbiter Discovery und Endeavour mit dem Station-to-Shuttle Power Transfer System ausgerüstet. Dieses ermöglichte ihnen, Strom von der ISS zu beziehen, um eine längere Aufenthaltsdauer zu ermöglichen.
Weitere Systeme zur Energieerzeugung waren die Hilfskraftanlagen (engl. Auxiliary Power Units (APUs)). Diese drei mit Hydrazin betriebenen Turbinen erzeugten mechanische Leistung zum Betrieb von Hydraulikpumpen. Das Hydrauliksystem wurde benötigt für die Ventil- und Schubvektorsteuerung der drei Haupttriebwerke, die Bewegungen der aerodynamischen Steuerflächen, das Schließen der Treibstofftüren an der Unterseite des Orbiters und an verschiedenen Stellen innerhalb des Fahrwerks.

#### Hitzeschutzschild für den Wiedereintritt

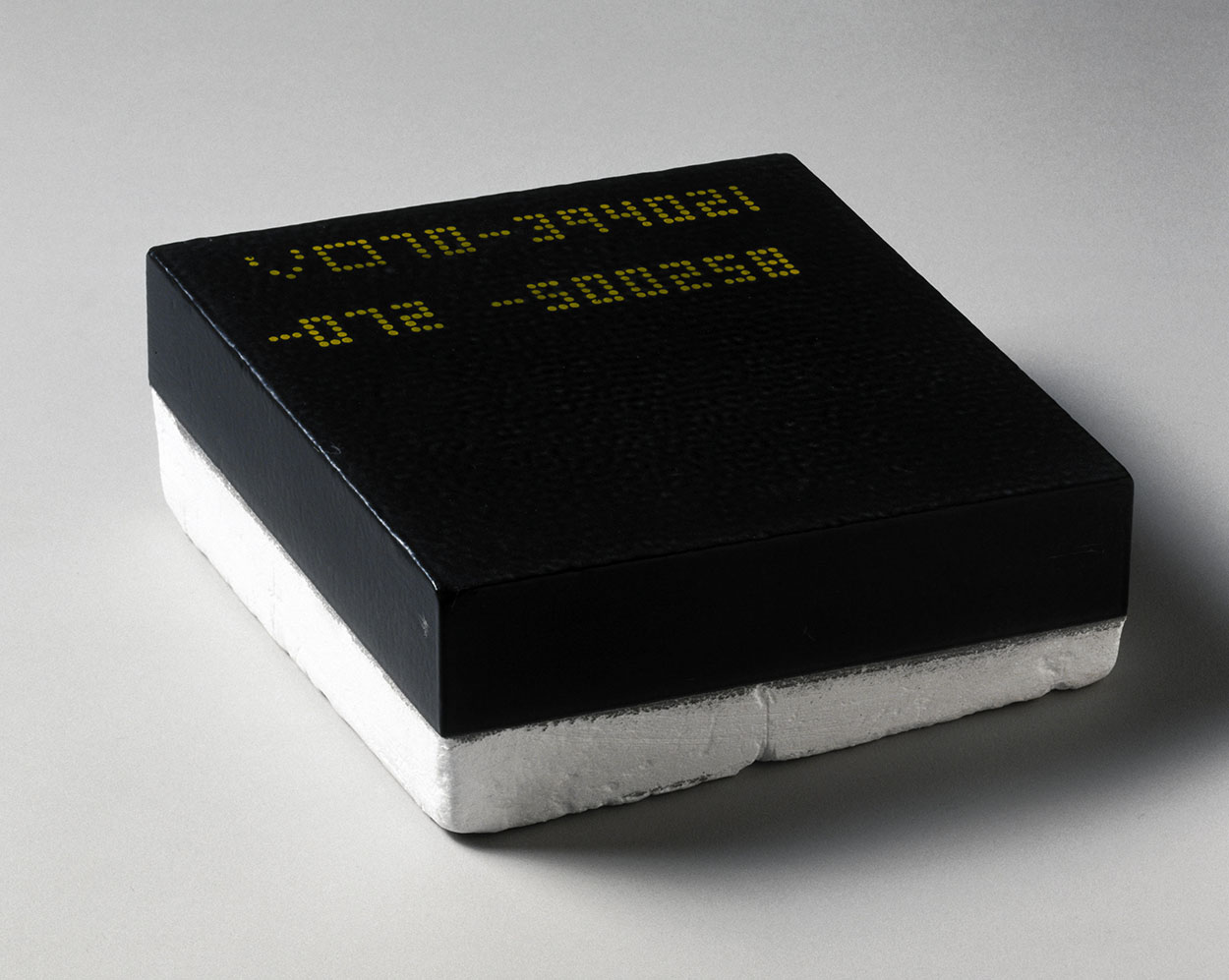
HRSI-Hitzeschutzkachel: die gelbe Kennzeichnung gibt die genaue Position am Space Shuttle und die Teilenummer an

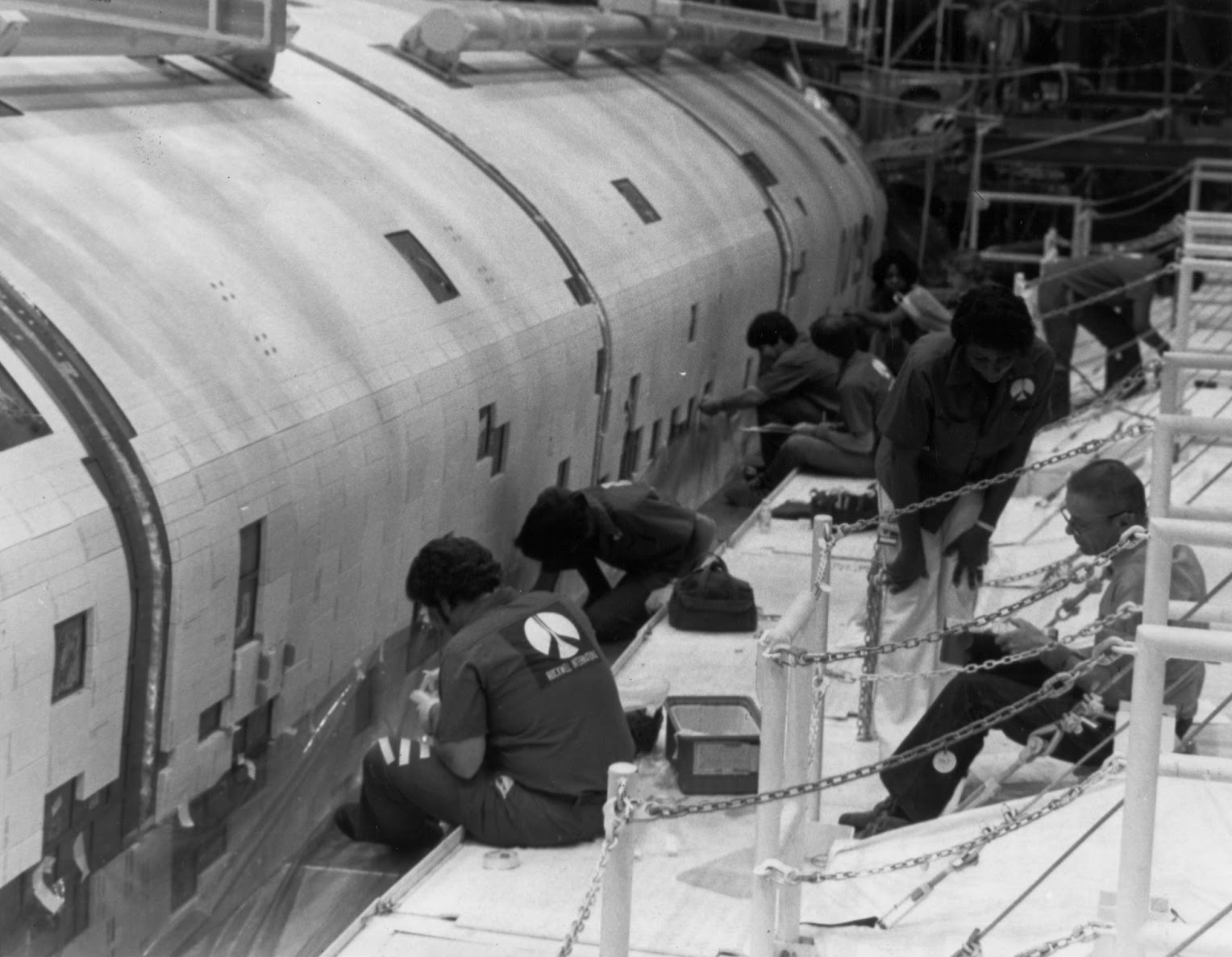
Hitzeschutzkacheln werden an der Columbia angebracht (1979)

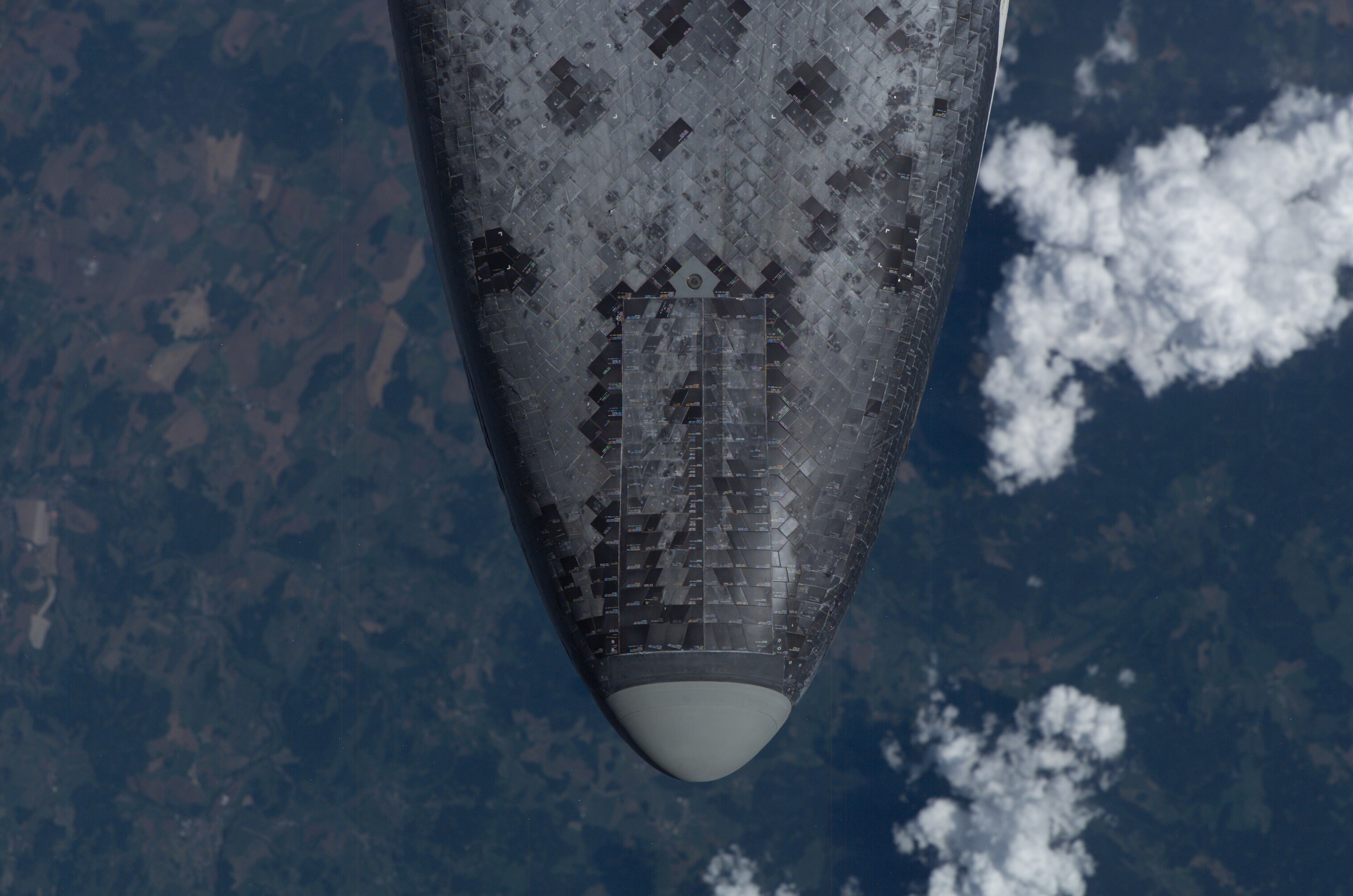
Hitzeschutzkacheln und Nase aus RCC auf der Unterseite der Discovery

Verschiedene Bereiche der Außenhaut des Shuttle waren mit speziellen Hitzeschutz-Verkleidungen ausgestattet. Das war für den Wiedereintritt in die Atmosphäre unerlässlich, da wegen der sich vor dem Flugkörper aufbauenden Schockfront enorme Temperaturen auftraten. Ohne den Hitzeschutzschild wäre das Shuttle verglüht. Auch die früheren Raumschiffe der Apollo-, Gemini- und Mercury-Programme waren mit einem Hitzeschild ausgerüstet gewesen, wie auch die russischen Sojus-Kapseln. Einzigartig am Hitzeschutzschild des Shuttle war jedoch seine Wiederverwendbarkeit.
Den größten Teil des Hitzeschutzschildes stellten die circa 24.300 unterschiedlich geformten Kacheln auf der Unterseite des Rumpfes des Orbiters dar. Die sogenannte High-temperature reusable surface insulation (HRSI) konnte bis zu 1260 °C aushalten. Die Kacheln waren maximal 12 cm dick und bestanden zum größten Teil aus Hohlraum (90 %) und Siliziumdioxid (10 %). Die Dichte betrug 0,14 bzw. 0,35 g/cm³ (Siliciumdioxid um 2,2 g/cm³).
Die hocherhitzten Bereiche am Shuttle wie die Nase und die Flügelvorderkanten waren mit einem speziellen Werkstoff, sogenanntem kohlenstofffaserverstärkten Kohlenstoff (CFC), im Englischen war der Begriff Carbon Fiber Reinforced Carbon (CFRC) oder Carbon-Carbon (C/C) gebräuchlich, verkleidet, der gegen Temperaturen über 1300 °C und mechanische Beeinträchtigungen wie Risse weitgehend resistent war. Ein vollständiger Schutz vor Beschädigung war nicht möglich. Die Columbia-Katastrophe im Jahr 2003 war auf ein großes Loch in einem CFC-Panel an der Flügelvorderkante zurückzuführen.
Weitere Bereiche des Shuttle waren mit der sogenannten Advanced flexible reusable surface insulation (AFRSI) ausgerüstet; das waren Kacheln, die etwa 650 °C aushalten können. Dazu gehörten das Cockpit, der vordere Rumpfteil sowie das Seitenleitwerk bzw. Ruder. Der Rest des Shuttle (hinterer Rumpfteil und Oberseite) hatte keinen speziellen Hitzeschutz. Die normale Außenhaut der Raumfähre konnte jedoch bis zu 370 °C aushalten.

#### Datenübertragung
Das Shuttle verfügte für die Datenübertragung (Kommunikation, Video, Telemetrie, Experimentdaten) u. a. über Mikrowellensysteme im S-Band und Ku-Band. Über die Tracking and Data Relay Satelliten (TDRS) stand während des gesamten Umlaufs eine (fast) ununterbrochene Datenstrecke zum Boden zur Verfügung. Die Ku-Band-Antenne befand sich in der Ladebucht, so dass dieses leistungsfähigste der Systeme nur in Flugphasen mit geöffneter Ladebucht genutzt werden konnte.

### Sicherheitssysteme
Wie bei jedem bemannten Raketensystem stand beim Space Shuttle die Sicherheit der Crew an erster Stelle. Durch das völlig neuartige Konzept des Raumgleiters mussten auch völlig neue Sicherheitskonzepte entwickelt werden. Ein Rettungsturm wie zu Apollo-Zeiten kam für den Orbiter nicht in Frage. Vor dem Columbia-Unglück wurden Wiedereintritt und Landung als die weniger kritische Phase des Fluges angesehen, später hat sich dieses Denken etwas gewandelt.

#### Abbruch vor dem Start

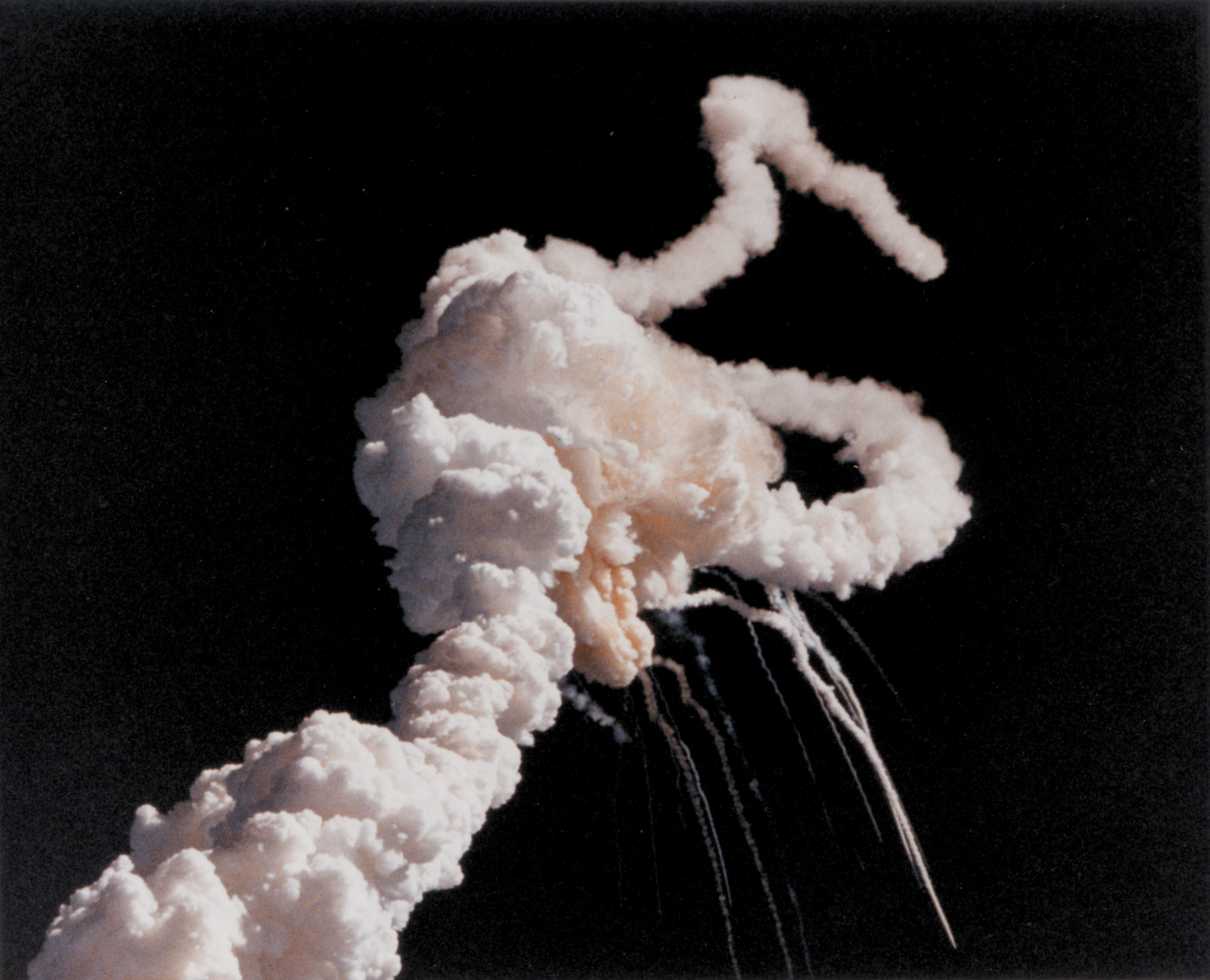
Durch die Challenger-Tragödie wurde die Sicherheitsdiskussion neu entfacht

Im Fall eines Startabbruchs vor Abheben des Shuttle konnte auf ein Seilbahnsystem zurückgegriffen werden, das schon im Apollo-Programm bestand. Dieses konnte die Astronauten im Gefahrenfall sicher von der Startanlage wegtransportieren. Es wurde leicht modifiziert, so dass nun sieben Seilbahnkörbe bis zu 21 Personen von der Startanlage befördern können; das für den Fall, dass sich neben den Astronauten auch noch Techniker in der Nähe des vollgetankten Space Shuttle aufhielten. Es wurde bei regelmäßigen Übungen sowie den Terminal Countdown Demonstration Tests aktiviert, musste jedoch noch nie im Ernstfall verwendet werden.
Ein Abbruch ganz kurz vor dem Start konnte nur durch den Redundant Set Launch Sequencer (RSLS) durchgeführt werden. Dieses System prüfte nach dem Starten der Haupttriebwerke (6,6 Sekunden vor dem Abheben) deren Funktion und konnte den bevorstehenden Start noch abbrechen. Diese Art RSLS-Abort wurde insgesamt fünfmal durchgeführt, zuletzt während des Countdowns zum Start von STS-68 im August 1994. Dabei wurden die Triebwerke 1,9 Sekunden vor dem Start wieder abgeschaltet und die Zündung der Feststoffbooster verhindert.

#### Startabbruch im Flug
Nach dem Abheben des Shuttle gab es abhängig vom Zeitpunkt und der Schwere eines auftretenden Fehlers zwischen dem Abtrennen der Booster und dem Abschalten der Haupttriebwerke mehrere Möglichkeiten, den Flug zu einem sicheren Ende zu führen. Von diesen vier „Intakten Abbrucharten“ wurde lediglich der Abort to Orbit (ATO) tatsächlich durchgeführt. Während STS-51-F fiel nach etwa sechs Minuten ein Triebwerk aus. Der Abwurf von nicht benötigtem Treibstoff erlaubte es der Challenger, einen zwar niedrigeren als den geplanten, aber stabilen Orbit zu erreichen. Da das nur ein kleines Problem darstellte, konnte die Mission wie geplant durchgeführt werden.

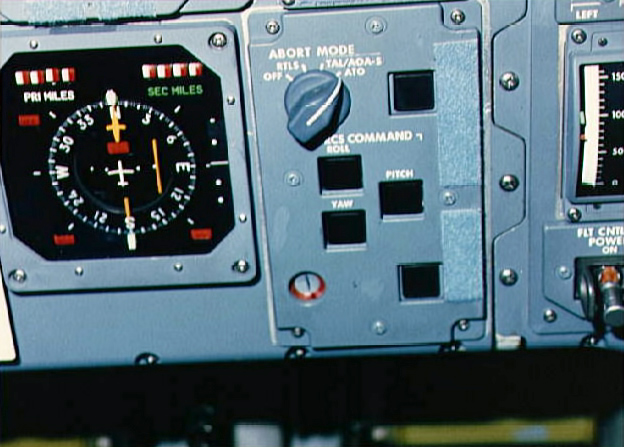
Der Schalter zum Vorwählen des Abbruchmodus im Shuttle-Cockpit

Bei schwerwiegenderen Problemen, wie beispielsweise einem Leck in der Crewkabine, war es jedoch nötig, die Mission zu einem raschen Ende zu bringen. Dafür standen während der Startphase drei Optionen offen. Zum einen bestand die Möglichkeit, das Shuttle in einen instabilen Orbit zu bringen und nach weniger als einer Erdumrundung wieder landen zu lassen. Dieser Abort once Around (AOA) konnte nur während eines sehr kleinen Zeitfensters eingeleitet werden und wurde nie durchgeführt. Eine weitere Option, die Transatlantic Abort Landing (TAL), wäre eine Landung auf einem europäischen oder afrikanischen Flughafen gewesen. Für dieses Szenario würde das Shuttle genug Geschwindigkeit aufnehmen, um den anvisierten Landeplatz zu erreichen, um dann die Triebwerke auszuschalten und den Tank abzuwerfen. Wenig später würde das Shuttle dann auf der Zielpiste normal landen. Für einen Shuttlestart musste daher mindestens einer der vorbestimmten Landeplätze gutes Wetter vorweisen können. Auch diese Möglichkeit wurde nie angewandt.
Die letzte und gleichzeitig gefährlichste Abbruchart war Return to Launch Site (RTLS), die Rückkehr zum Startplatz. Sie wäre nur dann angewandt worden, wenn alle anderen Abbruchmodi als Optionen ausgeschlossen gewesen wären, z. B. weil die Raumfähre noch nicht genug Geschwindigkeit und Höhe erreicht hätte. Das Szenario sah vor, dass das Shuttle mit seinen Triebwerken in Flugrichtung gedreht wird und diese solange weiterlaufen, bis sie die aufgebaute Geschwindigkeit abgebaut haben. Anschließend verläuft der Flug wie ein TAL-Abbruch mit dem Ziel, am Startplatz niederzugehen. Diese Option wurde ebenfalls nie angewandt.
Falls während der ersten Minuten der Startphase mehr als ein Triebwerk ausgefallen wäre, so wäre als einzige Option eine Wasserung im Atlantik geblieben. Dazu sollte der Orbiter auf eine Höhe gebracht werden, aus der die Astronauten hätten abspringen können, da sie eine Wasserung wahrscheinlich nicht überlebt hätten. Der Orbiter hätte dann ferngesteuert auf der Meeresoberfläche aufgesetzt. Ein solches Szenario wäre vor dem Challengerunglück für die Besatzung in jedem Fall tödlich gewesen, da sie, abgesehen von den ersten Testflügen, keine Fallschirme dabei hatten. Eine Wasserung wurde nie durchgeführt.

#### Abbruch während Flug und Wiedereintritt
Während des Fluges bestand weiterhin die Möglichkeit, das Shuttle kurzfristig auf einem Notlandeplatz niedergehen zu lassen. Das wäre beispielsweise angewendet worden, wenn sich die Laderaumtüren mit den Kühlungsradiatoren nicht hätten öffnen lassen und so eine Überhitzung des Shuttle gedroht hätte. Für Flüge zu Raumstationen bestand außerdem die Möglichkeit, dass die Besatzung auf der Station verweilte, um sich später von einem anderen Shuttle abholen zu lassen. Diese Möglichkeit entstand als Reaktion auf das Columbia-Unglück im Jahr 2003 unter dem Namen CSCS (Contingency Shuttle Crew Support). Deshalb musste bei jedem Shuttle-Start immer eine sofort einsatzbereite zweite Raumfähre verfügbar sein. Für den letzten Flug einer Raumfähre wurde auf diese Option verzichtet, aber die Besatzung auf nur vier Personen reduziert, damit diese mit dann von Russland zu startenden Sojus-Raumschiffen zur Erde hätten gebracht werden können.
War der Wiedereintritt einmal eingeleitet, konnte er nicht abgebrochen werden. Deshalb wurde seit STS-114 auf jedem Shuttle-Flug der Hitzeschild mittels verschiedener Methoden (siehe Rendezvous Pitch Maneuver, OBSS) überprüft und ggf. per Außeneinsatz repariert, bevor die Bodenkontrolle die Erlaubnis zur Rückkehr gab. So sollten Unfälle wie jener der Columbia (STS-107) in Zukunft verhindert werden.

#### Evakuierung des Shuttles im Orbit
Für den Fall eines Schadens am Shuttle in der Umlaufbahn um die Erde, bspw. durch eine Kollision mit Weltraummüll, standen den Astronauten drei vollständige MMU-Raumanzüge zur Verfügung. Diese wurden regulär für Weltraumspaziergänge und Außeneinsätze der Astronauten benutzt. Da aber in der Regel mehr Besatzungsmitglieder an Bord eines Space Shuttles waren, wären die restlichen in Rettungskapseln (Personal Rescue Enclosure) gerettet worden. Diese waren ballonförmig, geschlossen und aus dem Material der Raumanzüge gefertigt. Die Astronauten hätten so nach Eintreffen des Rettungsshuttles durch einen anderen Astronauten, der mit einer MMU ausgerüstet gewesen wäre, zum Rettungsshuttle gebracht werden können. Alternativ war der Transport mit dem Roboterarm Remote Manipulator System oder mit einem Jolltau geplant.

### Wartung und Aufrüstung

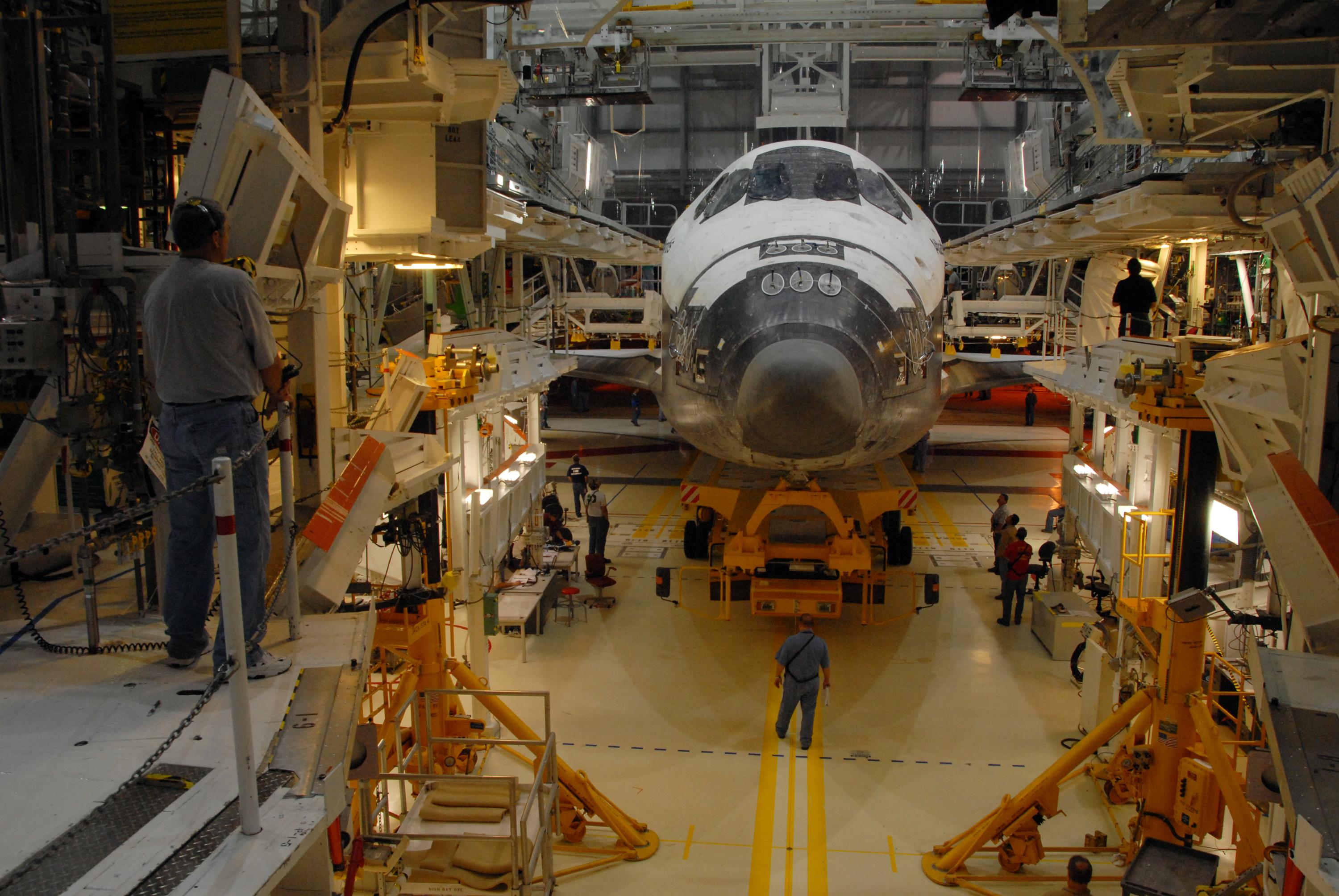
Die Atlantis wird per Orbiter Transporter genannten SPMT in die Orbiter Processing Facility gefahren

Aus sicherheits- und flugtechnischen Gründen wurden alle Orbiter mehrmals für umfangreiche Verbesserungen monatelang außer Dienst gestellt. Während dieser sogenannten Orbiter Maintenance Down Period (OMDP), die nach etwa 13 Flügen anstand, wurden umfangreiche Tests und Wartungsarbeiten an der Raumfähre durchgeführt. Zusätzlich wurden jeweils größere Verbesserungen vorgenommen. Während der letzten derartigen Revision wurden die Orbiter mit einem sogenannten Glascockpit auf LCD-Basis ausgerüstet, das die alten Röhrenbildschirme und analogen Instrumente ersetzte. Weitere Verbesserungen waren unter anderem ein Bremsschirm, der bei der Landung zum Einsatz kam, und das Station-to-Shuttle-Power-Transfer-System, das es dem Shuttle erlaubte, bei einem Aufenthalt an der ISS Strom von der Station zu beziehen. Solche Modifikationen fanden zunächst im Herstellerwerk im kalifornischen Pasadena statt, wurden aber Ende der 1990er Jahre in die Orbiter Processing Facility (OPF) verlegt, in der auch die Wartung und Vorbereitung der Raumfähren durchgeführt wurde.
Auch nach dem Challenger-Unglück wurden diverse Verbesserungen vorgenommen, bei denen in erster Linie die Boosterverbindungen zum Außentank verstärkt wurden. Die Änderungen nach der Columbia-Katastrophe betrafen hauptsächlich die Schaumstoffisolierung des externen Tanks. Diese sollte dadurch nicht mehr so leicht abplatzen und den Hitzeschutzschild des Shuttle beschädigen können. Darüber hinaus wurden Sicherheitsbedingungen und Startkriterien verschärft.

## Liste der Space Shuttles

### Raumflugfähige Orbiter
Seit dem Beginn der Shuttle-Flüge im Jahr 1981 waren insgesamt fünf verschiedene Space Shuttles ins All geflogen. Davon waren bis zur Einstellung des Programms im Jahre 2011 noch drei (Discovery, Atlantis und Endeavour) im Einsatz. Zwei Space Shuttles (Challenger und Columbia) wurden bei Unglücken in den Jahren 1986 und 2003 zerstört.
| Name       | OV-Nr. | Erster Start/Mission   | Letzter Start/Mission  | Anzahl Miss. | Bemerkung                                                    | Verbleib |
| Columbia   | OV-102 | 12. Apr. 1981 STS-1    | 16. Jan. 2003 STS-107  | 28           | erster raumflugfähiger Orbiter                               | Am 1. Februar 2003 beim Wiedereintritt durch defekte Hitzeschutzverkleidung zerstört. Alle 7 Besatzungsmitglieder kamen dabei ums Leben.         |
| Challenger | OV-099 | 04. Apr. 1983 STS-6    | 28. Jan. 1986 STS-51-L | 10           |                                                              | Am 28. Januar 1986 kurz nach dem Start durch einen Defekt an einem Feststoffbooster zerstört. Alle 7 Besatzungsmitglieder kamen dabei ums Leben. |
| Discovery  | OV-103 | 30. Aug. 1984 STS-41-D | 24. Feb. 2011 STS-133  | 39           | letzte Landung am 9. März 2011                               | Exponat im Steven F. Udvar-Hazy Center seit dem 19. April 2012                                                                                   |
| Atlantis   | OV-104 | 03. Okt. 1985 STS-51-J | 08. Jul. 2011 STS-135  | 33           | letzte Landung am 21. Juli 2011                              | Exponat im Kennedy Space Center |
| Endeavour  | OV-105 | 07. Mai 1992 STS-49    | 16. Mai 2011 STS-134   | 25           | letzte Landung am 1. Juni 2011, Ersatzorbiter für Challenger | Exponat im California Science Center |

### Flugfähiger Prototyp
OV-101 Enterprise war ein flug-, jedoch nicht raumflugtauglicher Prototyp, der für Gleitversuche und für Flugversuche auf dem Rücken des Shuttle Carrier Aircrafts eingesetzt wurde. Die Enterprise kann seit August 2012 im Intrepid Sea, Air & Space Museum besichtigt werden. Es war geplant, die Enterprise später zu einem raumflugtauglichen Orbiter umzubauen, jedoch erwies es sich als kostengünstiger, die statische Versuchszelle STA-099 zur Raumfähre Challenger (OV-099) auszubauen.

### Flugunfähige Prototypen

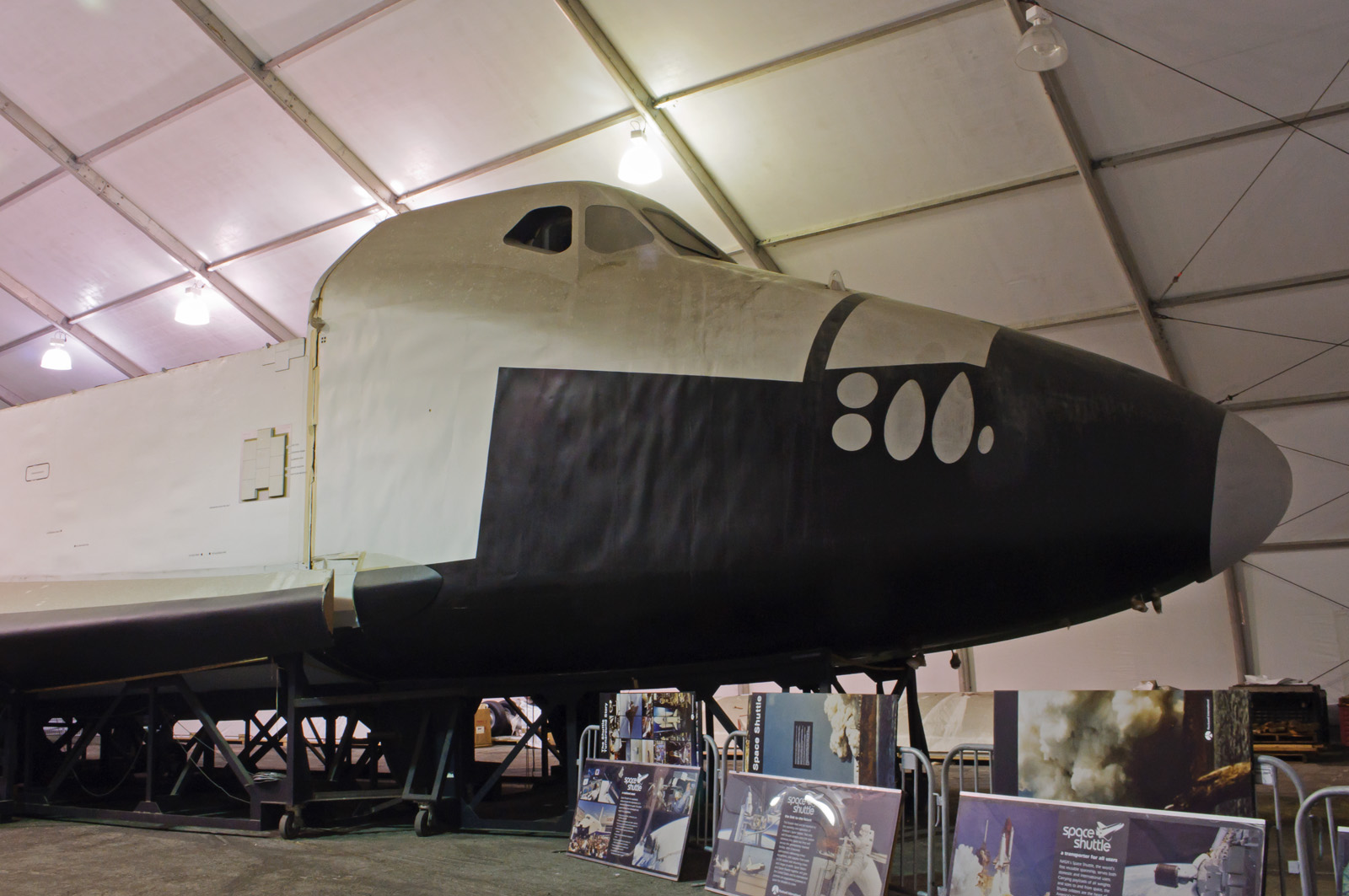
Inspiration Space Shuttle Mock-Up

- Die Inspiration ist ein aus Holz und Kunststoff gefertigtes Modell, mit dem sich North American Rockwell für den Auftrag zur Fertigung der Orbiter des Space-Shuttle-Programms bei der US-Regierung beworben hat.
- OV-098 Pathfinder war ein nicht flugfähiges Handlingmodell aus Stahl. Es wurde zum Erproben und Einüben der Abläufe am Boden eingesetzt. Pathfinder trug keine offizielle Nummer, wurde manchmal aber als OV-098 aufgeführt, da für die Konfiguration der Pathfinder auch der Main Propulsion Test Article (MPTA-098) verwendet wurde.[35] Der Pathfinder ist im U.S. Space & Rocket Center in Huntsville ausgestellt.
- OV-100 Independence, ehemals Explorer, ist ein originalgetreuer Nachbau der Raumgleiter. Er steht im Johnson Space Center.
- Bis 2009 befand sich ein America genannter Nachbau in dem Vergnügungspark Six Flags Great America in Gurnee, Illinois.
- Ambassador: Ursprünglich für eine von Pepsi gesponserte Weltraummesse gebaut, lässt sich dieses Modell eines Space-Shuttle-Orbiters in Segmente zerlegen, die einen einfachen Transport ermöglichen. Es wurde im Kennedy Space Center, in Korea und Peru ausgestellt.

### Unterschiede zwischen den einzelnen Orbitern
Durch die technische Entwicklung im Laufe des Space-Shuttle-Programms bedingt, waren die fünf raumflugfähigen Orbiter nicht exakt baugleich. Einige Merkmale wurden bei allen Orbitern nachgerüstet, so zum Beispiel das Glascockpit. Zuletzt flogen alle Orbiter mit LC-Displays und modernen Computern.
Andere Unterscheidungsmerkmale blieben aber bis zuletzt bestehen; so war die Columbia über drei Tonnen schwerer als ihre später gebauten Schwesterschiffe. Zudem wurde bei Challenger und Discovery eine Modifikation in der Nutzlastbucht eingebaut, die das Mitführen einer bereits betankten Centaur-Oberstufe erlauben würde. Das wurde aber nie gemacht.

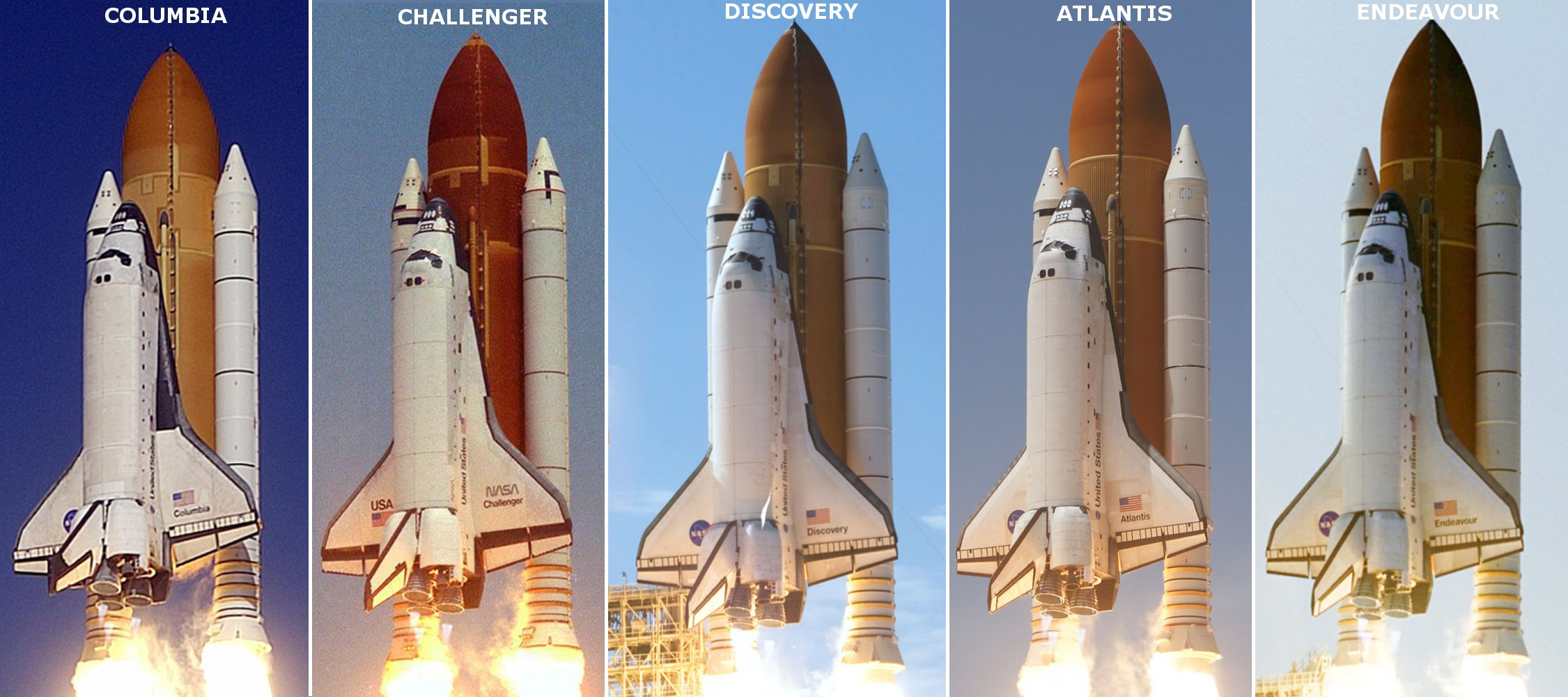
Space Shuttles Columbia, Challenger, Discovery, Atlantis und Endeavour

### Namensherkunft der Raumfähren
Die NASA benannte die Weltraum-Fähren nach berühmten Entdeckerschiffen der vergangenen Jahrhunderte, während der erste nur für Segelflüge eingesetzte Prototyp nach einem Fernsehserien-Raumschiff benannt wurde, das im 23. Jahrhundert die Weiten des Weltraums entdeckt.
| Shuttle- Name | Nutzungsdauer der namensgebenden Schiffe | Namensgebende Schiffe |
| ------------- | ---------------------------------------- | --- |
| Atlantis      | 1930–1960                                | Zweimastiges Segelschiff Atlantis, das von der Woods Hole Oceanographic Institution genutzt wurde. |
| Challenger    | 1870er Jahre                             | Forschungsschiff Challenger der britischen Marine, das den Atlantischen und Pazifischen Ozean bereiste. |
| Columbia      | ca. 1790er Jahre                         | Kleines Forschungsschiff, das außerhalb Bostons eingesetzt wurde und später die Mündung des nach ihm benannten Columbia River entdeckte. |
| Discovery     | 1610/11 bzw. 1778                        | Zwei berühmte Segelschiffe. Mit dem ersten suchte Henry Hudson nach einer Nordwestpassage zwischen Atlantik und Pazifik. Mit dem anderen entdeckte James Cook Hawaii. |
| Endeavour     | 1768                                     | Das erste der von James Cook geführten Schiffe. Cook segelte in den Südpazifik, um auf Tahiti den Durchgang der Venus vor der Sonnenscheibe (Venustransit vom 3. Juni 1769) zu beobachten. Auf dieser Reise besuchte Cook außerdem Neuseeland, erkundete Australien und segelte zum Great Barrier Reef. |
| Enterprise    | fiktives Raumschiff des Jahres 2245      | Der ursprünglich vorgesehene Name des Prototyps war Constitution (nach der seit 1798 im Dienst befindlichen Constitution bzw. der Verfassung der Vereinigten Staaten), weswegen der Fähren-Rollout am Jahrestag der Verfassungsgebung von 1787 stattfand, am 17. September 1976, im Bicentennial-Feierjahr zur Unabhängigkeit von 1776. Die Fangemeinde der Ende der 1960er gesendeten Fernsehserie Star Trek (in Deutschland „Raumschiff Enterprise“) überreichte dem Weißen Haus im Vorfeld eine Unterschriftensammlung. Obwohl der damalige US-Präsident Gerald Ford die Aktion nicht ernst nahm, setzte er letztendlich doch den Namen Enterprise bei der NASA durch. Er hatte im Zweiten Weltkrieg auf der Monterey gedient, die mit dem Flugzeugträger Enterprise gemeinsam operierte, zudem war die 1961 in Dienst gestellte Enterprise der erste atomgetriebene Flugzeugträger (der bis 2012 im Dienst blieb, die Raumfähren nur bis 2011). Dadurch bekam allerdings ausgerechnet die Fähre, die nie in den Weltraum fliegen sollte, den Namen des TV-Serien-Raumschiffs bzw. diverser US-Kriegsschiffe. |

## Probleme und Kritik

### Technische Risiken

Nach dem Start von STS-107 löst sich ein Stück der Schaumstoffisolierung vom Außentank und trifft die linke Tragfläche

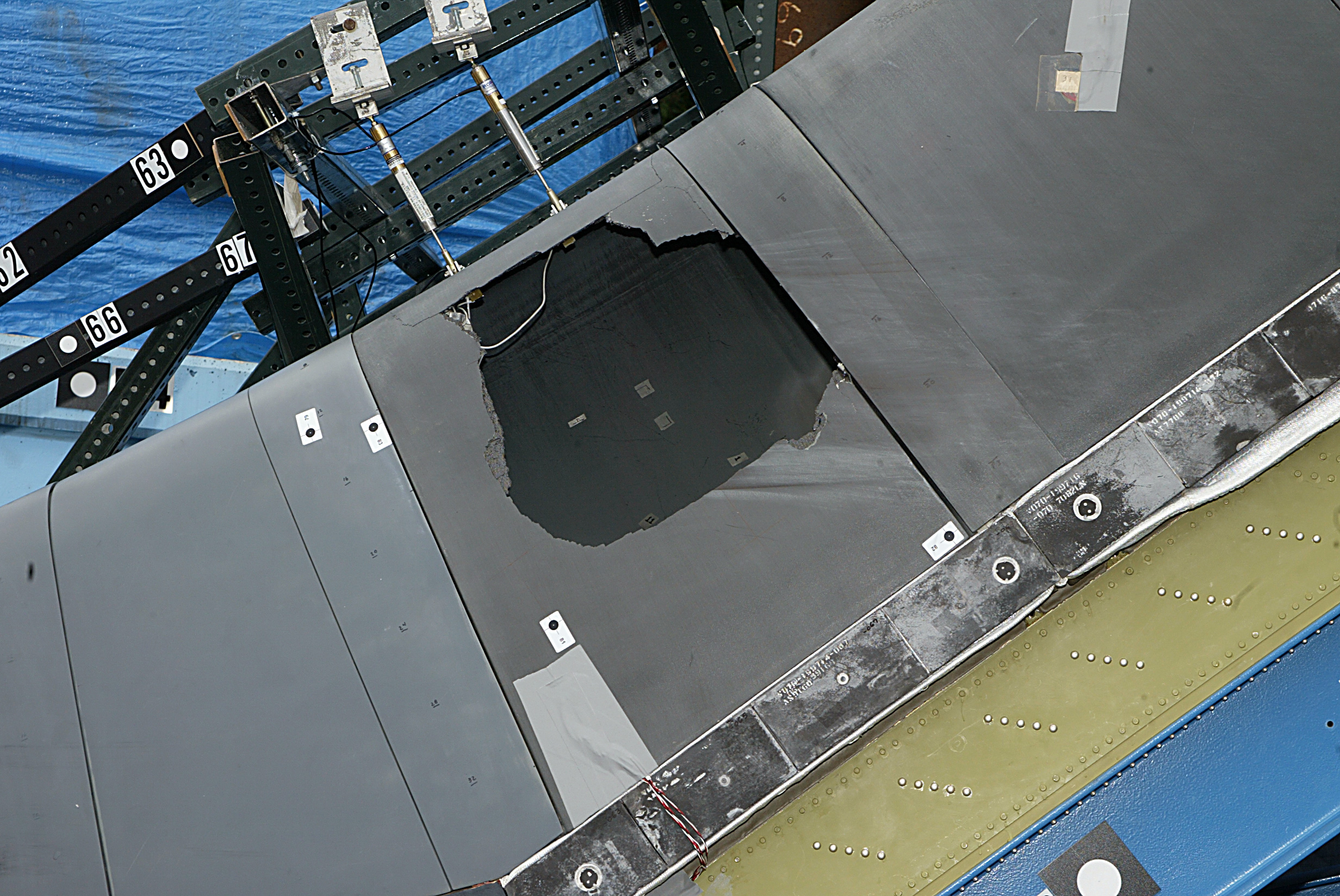
Test-Ergebnis der Unfalluntersuchung zum Columbia-Unglück: ein Schaumstoffteil schlägt ein 41 × 42 cm großes Loch in ein RCC-Paneel

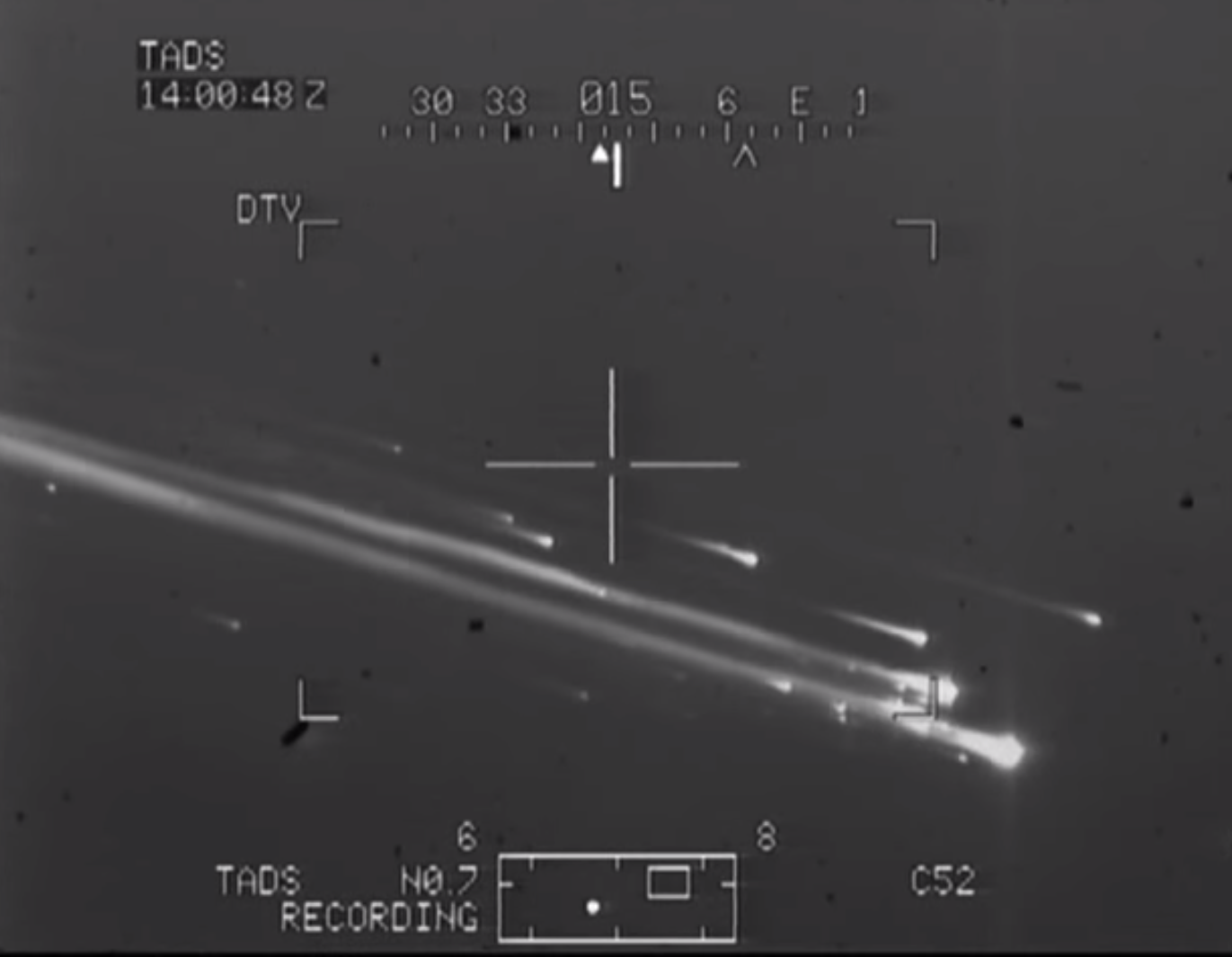
Verglühende Trümmerteile der Columbia

Das Space Shuttle war aufgrund seines Aufbaus mehr Risiken ausgesetzt als eine Raumkapsel, wie sie beispielsweise im Apollo-Programm verwendet wurde. Bekanntestes Problem dabei war spätestens seit dem Columbia-Unglück der Hitzeschild. Dieser lag – anders als der Hitzeschild einer Raumkapsel – während der ganzen Mission offen und war dadurch anfällig für Beschädigungen durch Weltraummüll, Mikrometeoriten oder beim Start vom externen Tank abfallende Eis- oder Schaumstoffteile. Zwar entstanden bei jedem Start kleinere Beschädigungen an den Hitzeschutzkacheln des Shuttles, die keine weiteren Folgen hatten; jedoch konnte ein größeres Loch an den vorderen Flügelkanten oder der Nase des Orbiters eine ernsthafte Gefahr darstellen. Durch ein solches Loch drangen beim Wiedereintritt der Columbia am Ende der Mission STS-107 heiße Gase ein und führten zu strukturellem Versagen am linken Flügel und schließlich zur Zerstörung der ganzen Raumfähre. Nur durch Glück endete die Mission STS-27 nicht in einer ähnlichen Katastrophe. Laut dem ehemaligen NASA-Flugdirektor Jon Harpold war es während einer Mission nicht möglich, beschädigte Hitzeschutzkacheln zu reparieren. Diese Ansicht war innerhalb der NASA – und damit auch unter Astronauten – weit verbreitet.

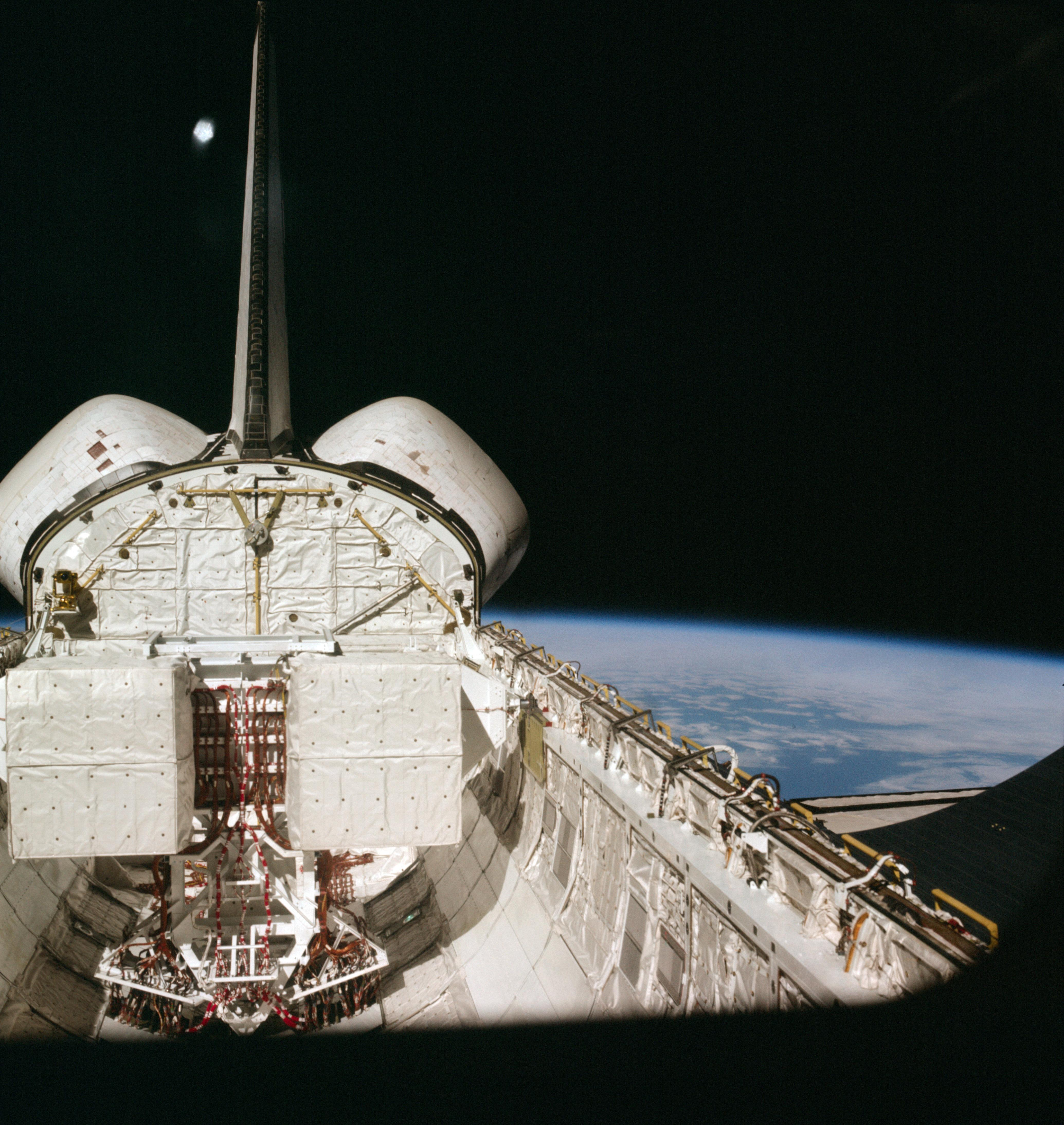
Fehlende und beschädigte Hitzeschutz-Kacheln an den OMS-Pods (links und rechts des Seitenruders) während STS-1

Auch die Startphase barg mehr Risiken als ein Kapselsystem. Obwohl eine Rettung der Mannschaft durch die oben genannten Methoden möglich war, konnte der Abbruch nur sicher durchgeführt werden, falls kein zeitkritisches Problem vorlag. So ließ sich ein Abbruch mit Rückflug zum Startplatz (Return to Launch Site, RTLS) oder einem transatlantischen Landeplatz erst nach dem Abwurf der Feststoffraketen einleiten. Ein zeitkritisches Problem vor dem Abwerfen der Booster führte mit hoher Wahrscheinlichkeit zum Verlust von Besatzung und Shuttle (Loss of Crew and Vehicle, LOCV). Auch ein Abspringen der Crew an Fallschirmen kam erst in Frage, wenn ein RTLS-Abbruch erfolgreich durchgeführt wurde, aber kein geeigneter Landeplatz erreicht werden konnte. Ein pyrotechnisches Rettungssystem, wie z. B. eine Rettungsrakete oder -kapsel, bei dem die Crewkabine vom restlichen Shuttle abgetrennt wurde und dann an Fallschirmen niedergeht, wurde zwar in Betracht gezogen, dann aber ebenso wie die bei den ersten Testflügen verwendeten Schleudersitze aus Gewichts- und Kostengründen verworfen.
John Logsdon, einer der profiliertesten Kenner und Kritiker des amerikanischen Raumfahrtprogramms, sagte 2011: „… der Shuttle erwies sich als zu komplex, zu teuer und vor allem zu riskant: Bereits in den ersten Jahren des Programms erkannten die Verantwortlichen, dass sie sich sicherheitstechnisch auf sehr dünnem Eis bewegen. Sie verschlossen aber die Augen. Und schon 1985 gab es Ideen für eine zweite, zuverlässigere Shuttle-Generation. Doch nichts war passiert.“ … „Die USA wollten es sich aber nicht leisten, in Zeiten des Kalten Krieges viele Jahre keinen eigenen Zugang zum All zu haben. Zudem hätte ein sofortiges Ende des Shuttle-Programms auch das Aus für das Weltraumteleskop ‚Hubble‘ und die Jupitersonde ‚Galileo‘ bedeutet, deren Entwicklung weit fortgeschritten war, die aber nur mit einem Shuttle gestartet werden konnten.“

### Organisatorische Probleme

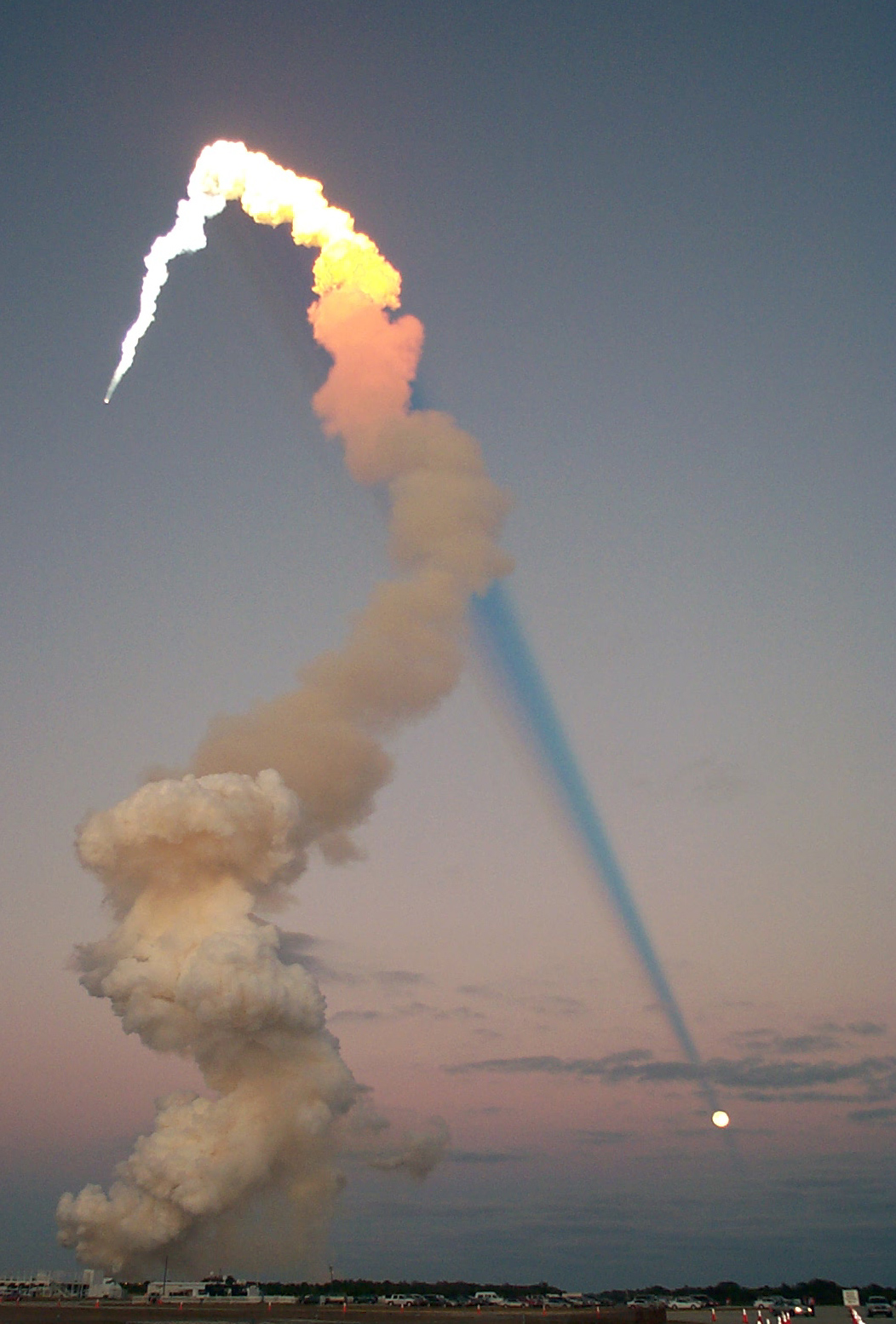
Ein startendes Space Shuttle. Die Sonne steht hinter der Kamera, und die Rauchsäule wirft in der Erdatmosphäre einen Schatten in Richtung des Mondes.

Die Untersuchung des Columbia-Unglücks zeigte innerhalb der NASA neben den technischen auch organisatorische Mängel auf, ähnlich wie früher bei der Challenger-Katastrophe. Um Kosten zu sparen, waren viele Tätigkeiten, die für die bemannte Raumfahrt bei der NASA üblich waren, eingestellt worden. So wurden zum Beispiel die Zeichnungen des Shuttle nicht nachgeführt, obwohl bedeutende Änderungen vorgenommen worden waren, so dass keine Basis für die notwendigen Verifikationsmodifikationen vorhanden war. Allgemein war das gesamte Space-Shuttle-Programm durch den niederschmetternden Untersuchungsbericht in der Öffentlichkeit als veraltet und anfällig, weil zu kompliziert, in Misskredit geraten. Darüber hinaus zeigte der Bericht, dass unüberlegte Kostenreduktionen, die vom NASA-Administrator Daniel Goldin („faster, better, cheaper“) gefordert wurden, ernste Folgen haben könnten.
Ein weiteres Problem des Shuttle-Programms war, dass die Wartungsarbeiten und die Herstellung von Ersatzteilen für den Orbiter fast völlig von der Firma Boeing bzw. deren Tochterfirmen übernommen wurden. Dasselbe galt für den Außentank (Lockheed Martin) und die Feststoffbooster (ATKs Launch Systems). Da deshalb Zehntausende von Menschen vom Space-Shuttle-Programm abhingen, so die Kritiker, erschien es in politischer Hinsicht lange Zeit als nicht opportun, das Programm zugunsten einer besseren Technik ganz einzustellen. Allerdings galt das auch für Vorläuferprogramme (beispielsweise Apollo-Programm) oder zukünftige Programme mit dem Ziel eines bemannten Marsfluges. Sie benötigen enorme finanzielle Ressourcen, die zum größten Teil direkt oder indirekt an Luft- und Raumfahrtkonzerne fließen und dort Abhängigkeiten erzeugen.
Darüber hinaus konnte das Space Shuttle teilweise als Fehlplanung erachtet werden: Der Kongress beschloss, sowohl für die US Air Force als auch für die NASA ein gemeinsames Trägersystem zu entwickeln, das alle bisherigen Trägerraketen ersetzen sollte. Dadurch verband man nicht nur zivile, sondern auch militärische Ziele mit dem Space Shuttle. Weil das Space Shuttle beiden Partnern genügen sollte, stelle die Raumfähre für den zuletzt einzigen Betreiber, die NASA, ein suboptimales Produkt dar, das einige Air-Force-Anforderungen erfülle, die aber im zivilen Bereich unnötig seien. So zum Beispiel verlangte die Luftwaffe die Fähigkeit zu einer polaren Umlaufbahn (siehe etwa die geplante Mission STS-62-A), und sogar die Möglichkeit, nach nur einem polaren Umlauf zu landen, und vorher einen gegnerischen Satelliten an Bord zu nehmen.

### Kosten

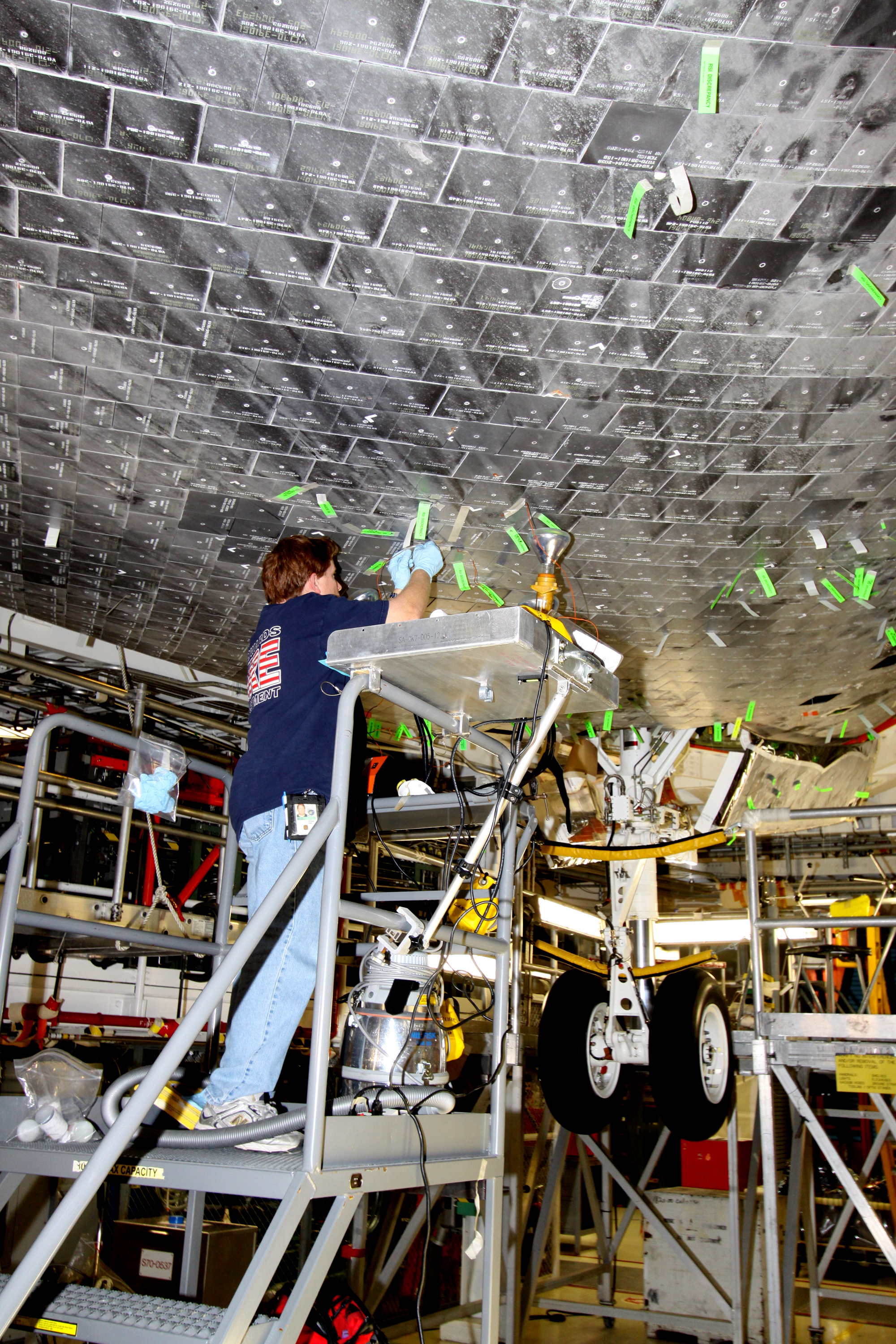
Reparaturarbeiten am unteren Hitzeschild

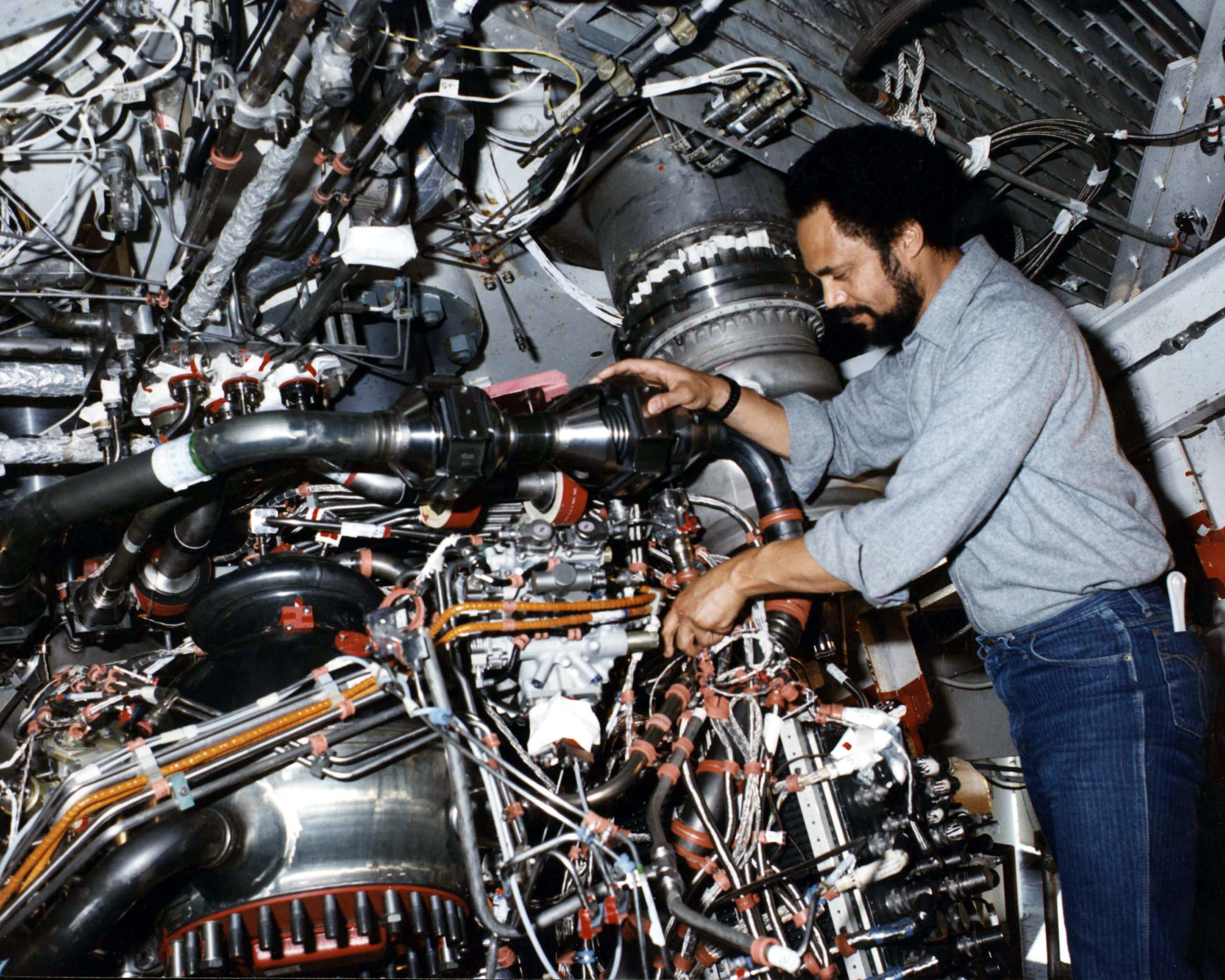
Wartungsarbeiten an einem ausgebauten RS-25-Triebwerk

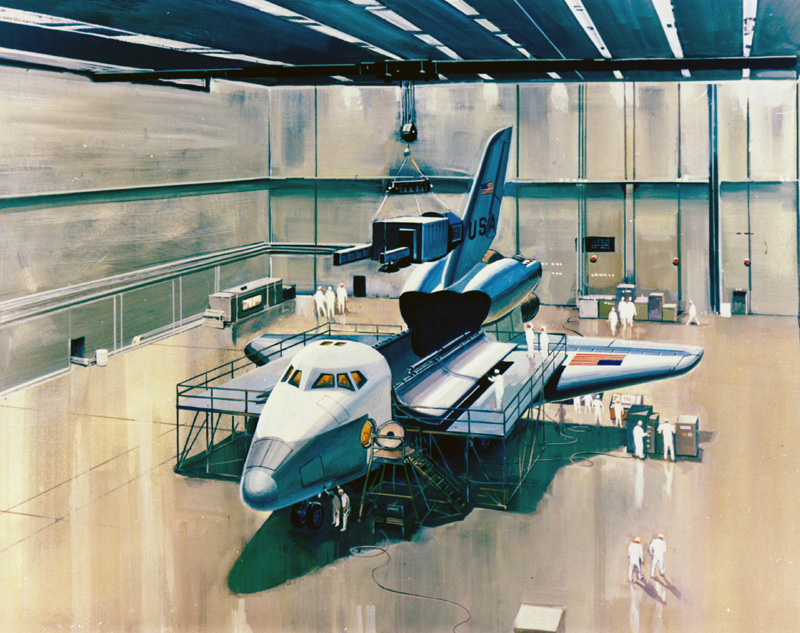
Die ursprüngliche Vorstellung der Wiederaufbereitung eines Space Shuttles nach einem Flug …

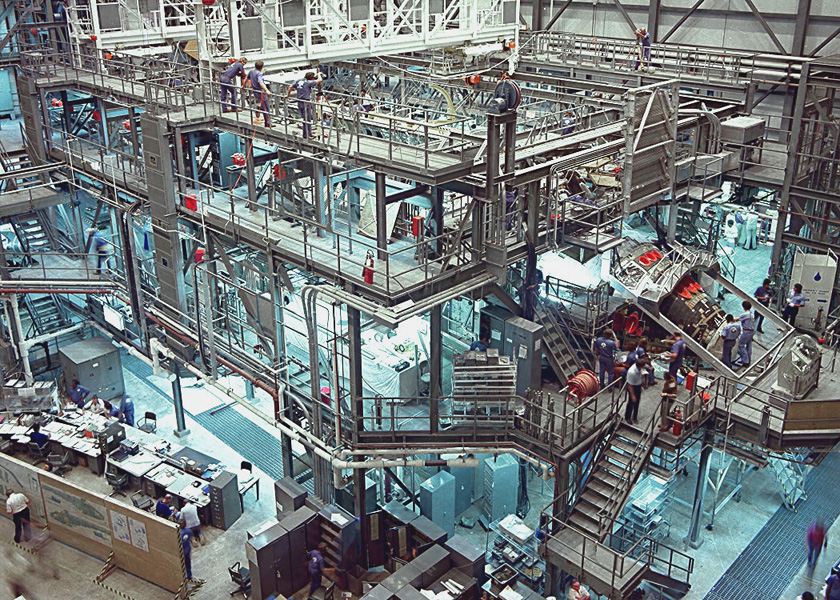
… und die tatsächliche, kompliziertere, langsamere und damit teurere Wiederaufbereitung

Ein weiterer Kritikpunkt war, dass die erhofften Transportpreise für „Weltraumgüter“ nie die angestrebten 200 US-Dollar pro Kilogramm erreicht haben – der Preis lag zuletzt bei rund 16.000 US-Dollar, was nicht nur an der Inflation lag. Es gab mehrere technische Gründe für die Fehleinschätzung.
Das Space Shuttle hatte circa 24.300 Hitzeschutzkacheln. Jede einzelne Kachel war aufgrund ihrer individuellen Form eine Einzelanfertigung und musste nach jeder Mission überprüft werden. Außerdem erhöhte der durch die Kacheln geschützte Deltaflügel das Gewicht und den Luftwiderstand.
Das Space Shuttle verwendete drei Haupttriebwerke vom Typ RS-25. Dieses Triebwerk ist äußerst komplex und mit rund 50 Millionen US-Dollar pro Stück entsprechend teuer. Nach jeder Mission wurde jedes Triebwerk ausgebaut und überprüft.
Der Vandenberg AFB Space Launch Complex 6 wurde als Start- und Landeplatz für das Space Shuttle umfangreich umgebaut. Jedoch wurde das Projekt eingestellt und es ist dort nie ein Shuttle gestartet oder gelandet.
Nach dem Verlust der Challenger 1986 musste ein neues Shuttle, die Endeavour, in Auftrag gegeben werden. Dieser ursprünglich nicht geplante Shuttle-Neubau hat das Programm über zwei Milliarden US-Dollar gekostet, obwohl die Endeavour teilweise aus Ersatzteilen der anderen Shuttles zusammengebaut wurde. Der Verlust der Challenger und später der Columbia kosteten das Programm nicht nur Geld, sondern auch Zeit, da mehrjährige Startverbote für die verbliebenen Shuttles erteilt wurden. In dieser Zeit konnten sie keine kommerziellen Projekte durchführen. Auch die gesonderte Überprüfung war teuer. Gleichzeitig fehlte ein Shuttle, das seine Aufgaben erledigen konnte, da man mit einer Flotte von vier Shuttles kalkuliert hatte.
Auch der Wettbewerb im kommerziellen Raumtransportgeschäft nahm stetig zu. Als das Shuttle entwickelt wurde, war seine einzige Konkurrenz die Ariane-Rakete der ESA, die damals noch in den Kinderschuhen steckte, sodass kommerzielle Satelliten-Starts in der westlichen Welt nur durch die NASA durchgeführt werden konnten. Mittlerweile gab es aber zahlreiche weitere Konkurrenten:
- Japan und Indien hatten eigene Trägerraketen entwickelt.
- Roskosmos, entstanden nach dem Zerfall der Sowjetunion, war ein Konkurrent für kommerzielle Projekte.
- China hatte eigene bemannte und unbemannte Raketenprojekte erfolgreich gestartet und trieb deren Entwicklung weiter voran (siehe chinesische Raumfahrt, Langer Marsch (Rakete)).

Die rasante Hardware- und Software-Entwicklung der letzten 30 Jahre führte dazu, dass die NASA die Space Shuttles mehrfach nachrüstete. Die Ersatzteilversorgung für Computer-Hardware (z. B. der Intel 8086) wurde teilweise so schlecht, dass man diese auf eBay suchte. Außerdem mussten strukturelle Probleme, die in der ursprünglichen Planung übersehen oder ignoriert worden waren, kostenintensiv behoben werden. Zudem war es notwendig, für das Shuttle-Mir-Programm spezielle Umbauten an den Raumfähren vorzunehmen, weshalb dauerhaft nur eine geringere Nutzlast in den Weltraum befördert werden konnte. Eine NASA-Raumstation war zwar im Planungsstadium, aber weit entfernt von der Realisierung. Die Einsparungen der weiteren Entwicklung einer Raumstation gingen zu Lasten der Transportpreise der Shuttles, die dadurch weniger kommerziell eingesetzt werden konnten.
Beim Bau der ISS war man gezwungen, auf die Shuttle-Flotte zurückzugreifen, um die größten und schwersten Lasten in den Weltraum zu befördern. Bei diesen Flügen konnten keine oder nur kleine kommerzielle Nutzlasten transportiert werden, da die Tragkapazität der Shuttles weitgehend ausgeschöpft war.

## Weiterentwicklungen und Nachfolgeprogramm

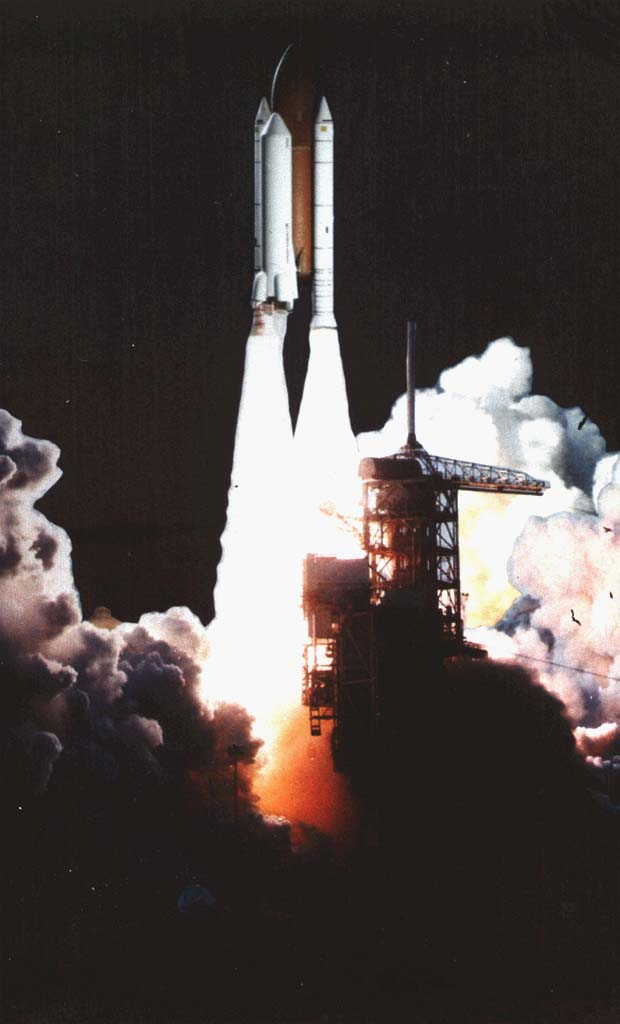
Start des Shuttle-C (grafische Darstellung)

### Shuttle-C
Zwischen 1984 und 1995 wurde eine Vielzahl von Konzepten für eine unbemannte Lastenversion des Space Shuttle entwickelt. Diese Studien fanden unter dem Namen Shuttle-C (C steht für Cargo) statt. Durch die fortschreitende Automatisierungstechnik sollte es möglich werden, den Shuttle-C auch ohne Mannschaft und die dadurch bedingten Mannschaftsräume und Lebenserhaltungssysteme zu starten. Zudem waren lediglich die Feststoffbooster und nicht wie beim Shuttle die gesamte Raumfähre wiederverwendbar ausgelegt. Man erhoffte sich dadurch nennenswerte Einsparungen bei den Flugkosten, vor allem für Satellitenstarts. Auch die Nutzlast sollte durch die Gewichtseinsparungen zunehmen, man ging von 50 bis 75 Tonnen aus. Zudem wollte man durch die bereits bestehende Hardware Entwicklungskosten für einen neuen Schwerlastträger sparen. In den frühen 1990er Jahren wurden auch einige Konzepte für bemannte Marsflüge auf Basis des Shuttle-C entwickelt. Keiner der Shuttle-C-Entwürfe kam je über die Konzeptphase hinaus.

### X-33 / VentureStar

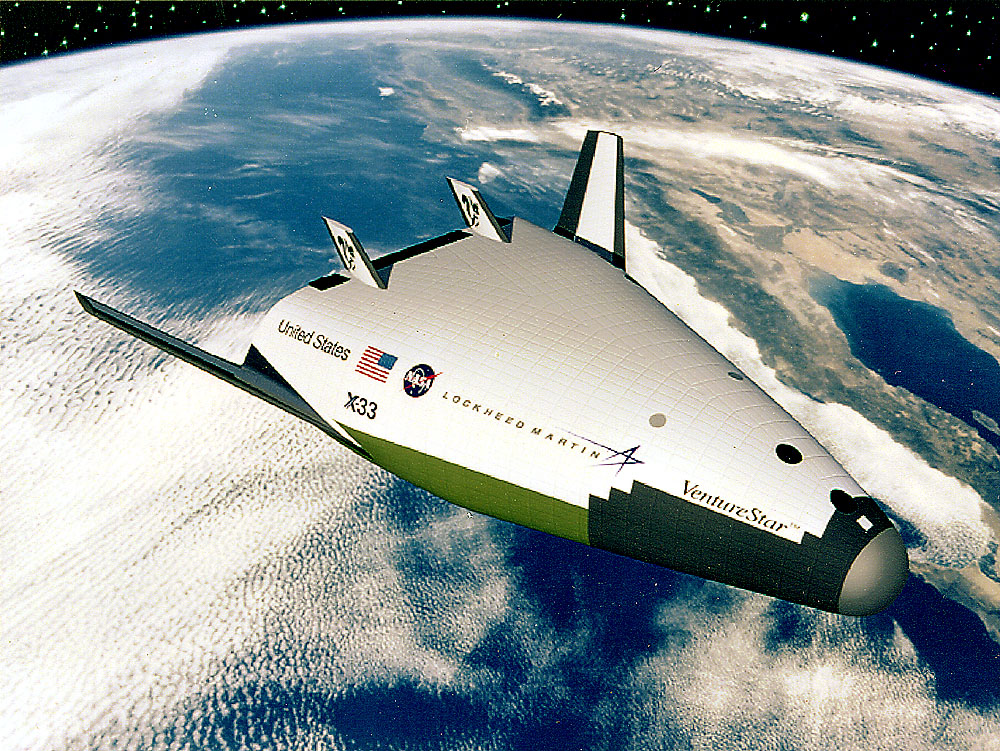
Computerdarstellung der X-33 in der Umlaufbahn

Der VentureStar war ein geplanter Nachfolger für das Space Shuttle. Er sollte einige richtungsweisende Neuerungen beinhalten, etwa einen ganz neuen Hitzeschild und einen neuartigen Antrieb. 1996 wurde der Auftrag zum Bau eines Prototyps im Maßstab 1:3 an Lockheed Martin vergeben. Wegen technischer Probleme und Budgetüberschreitungen wurde dieser Prototyp, die X-33, jedoch nie fertiggestellt. Im Frühjahr 2001 wurde das Projekt aufgegeben, obwohl die X-33 bereits zu 85 Prozent fertig war und über eine Milliarde US-Dollar in das Projekt investiert worden waren.

### Constellation-Programm

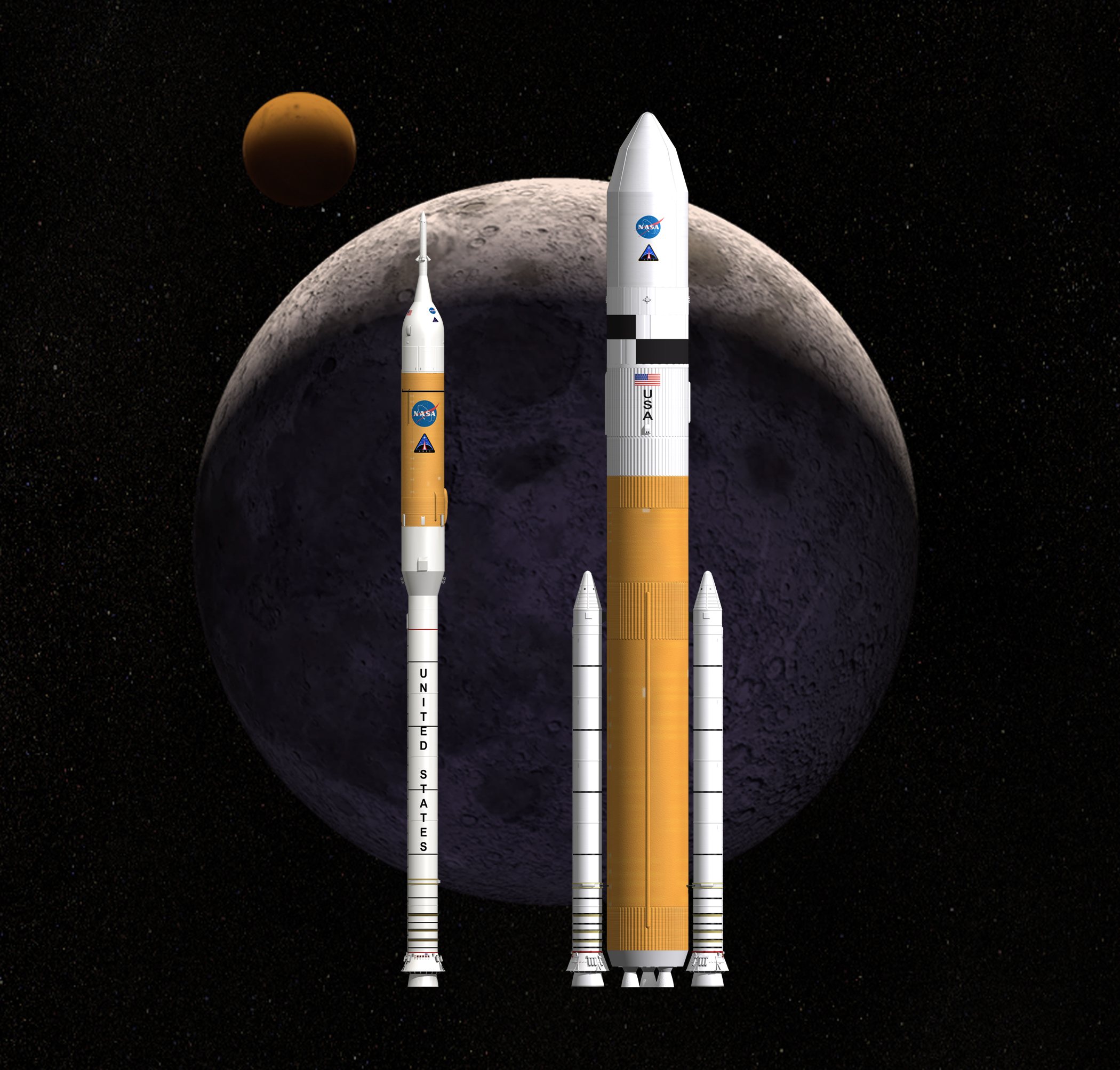
Konzeptvorstellungen des leichten (links) und schweren (rechts) Ares-Trägers

Nach dem Verlust der Columbia legte der damalige US-Präsident George W. Bush am 14. Januar 2004 mit der Vision for Space Exploration ein neues, langfristiges Weltraumprogramm auf, das die Ausmusterung des Space Shuttle zum 30. September 2010 vorsah. Zudem beinhaltete das Programm bemannte Mondflüge ab 2018 und ab Mitte des Jahrhunderts sogar bemannte Marsflüge. Daher wurde für das Constellation-Programm wieder auf herkömmliche Raketen und Raumkapseln zurückgegriffen, die jedoch bewährte Technik des Space Shuttle weiterverwenden sollen. So wurde die Entwicklung der Ares-Raketenfamilie gestartet, die aus zwei Modellen bestand. Die Ares I sollte ab 2014 das Orion-Raumschiff in einen niedrigen Erdorbit befördern. Für Mondmissionen hätte die Ares V ab 2018 das Altair-Landemodul und die Earth Departure Stage in einen niedrigen Erdorbit gebracht, wo sie die Ankunft der Crewkapsel erwartet hätte.
Das Constellation-Programm (Ares I, Ares V, Orion) wurde im Februar 2010 eingestellt. Laut US-Präsident Obama war es weder zeitlich noch finanziell tragbar. Im Mai 2011 gab Obama jedoch die Weiterführung der Entwicklung des Orion-Raumschiffs bekannt.

### Space Launch System (SLS)
Nach dem Ende des Constellation-Programms beauftragten der US-Senat und der US-Kongress die NASA mit der Entwicklung einer neuen Schwerlastrakete, die teilweise auf Space-Shuttle-Technik basiert und sowohl bemannte Starts mit dem Orion-Raumschiff als auch unbemannte Starts durchführen kann. Die Triebwerke der Shuttles Discovery, Atlantis und Endeavour wurden ausgebaut, um sie in der SLS-Erststufe zu verwenden; in den Museumsstücken wurden stattdessen Düsenattrappen eingebaut. Auch der Tank der SLS-Erststufe und die SLS-Feststoffbooster sind vom Shuttle-System abgeleitet. Nach zahlreichen Verzögerungen fand der erste SLS-Flug am 16. November 2022 statt.

### COTS, CRS und CCDev
Seit 2006 initiierte die NASA im Rahmen der Programme Commercial Orbital Transportation Services (COTS), Commercial Resupply Services (CRS) und Commercial Crew Development (CCDev) den Transport von Ausrüstung und Personen zur ISS durch privat betriebene Raumfahrzeuge und Trägersysteme. Dabei entstanden neben den neuen Trägerraketen Falcon 9 und Antares die Transportraumschiffe Dragon (Erstflug 2010; Transportmissionen zur ISS 2012–2020) und Cygnus (im Einsatz seit 2013) sowie die unbemannten Versionen der Dragon 2 (im Einsatz seit 2020) und des Dream Chasers (geplant ab 2025). Das bemannte CCDev-Programm führte zur Entwicklung der bemannten Dragon 2 (Crew Dragon, erster bemannter Einsatz SpX-DM2 im Mai 2020), des CST-100 Starliner (bemannter Erstflug Boe-CFT im Juni 2024) und einer bemannten Option für den Dream Chaser.

## Ähnliche Projekte
Das Space Shuttle war das einzige wiederverwendbare bemannte Raumfahrzeug, das je im regelmäßigen Einsatz stand. Jedoch gab es eine Reihe von ähnlichen Programmen, die von verschiedenen Raumfahrtbehörden betrieben werden. Einige davon dauern derzeit noch an.
Boeing X-37Die von der United States Space Force (vormals von der Air Force) betriebene unbemannte X-37 ist neben dem Space Shuttle der einzige mehrmals eingesetzte Raumgleiter. Es wurden zwei Exemplare gebaut, die seit 2010 insgesamt sechs Raumflüge absolvierten (Stand: Frühjahr 2021).
Buran (Sowjetunion)Das russische Pendant zum Space Shuttle, die Raumfähre Buran, war neben dem Shuttle als einziges bemanntes Raumgleiter-Projekt über die Entwurfsphase hinausgekommen und mit einem unbemannten Testflug erprobt worden. Das Programm wurde nach der Auflösung der Sowjetunion Anfang der 1990er Jahre gestoppt und die verbleibenden Fähren für Ausstellungen genutzt. Siehe dazu auch Vergleich von Buran und Space Shuttle.
LKS (Sowjetunion)Das LKS war ein Projekt unter der Leitung von Wladimir Nikolajewitsch Tschelomei als eine kleinere und günstigere Antwort der Sowjetunion auf das Space Shuttle.
Sänger und Sänger II (Deutschland)Der deutsche Ingenieur Eugen Sänger entwickelte ab 1961 bei Junkers Konzepte für einen wiederverwendbaren Raumgleiter, an dem bis 1974 gearbeitet wurde, der jedoch nie über die Konzeptphase hinauskam.
Hermes (ESA)Die ESA begann 1987 mit der Entwicklung einer Raumfähre, die an der Spitze einer Ariane-Rakete ins All befördert werden sollte. Das Programm wurde 1993 gestoppt.
Kliper (Russland)Die Kliper war ein Konzept für ein teilweise wiederverwendbares Raumschiff, das als Ersatz für die Sojus entworfen wurde. Die Entwicklung begann im Jahr 2000 und wurde im Jahr 2007 endgültig eingestellt.
Skylon (Großbritannien)Entwurf für eine unbemannte Raumfähre der britischen Firma Reaction Engines Limited (REL).

## Space Shuttles im Film
Über das Space-Shuttle-Programm und die damit verbundenen Missionen wurden zahlreiche Dokumentationen für das Fernsehen und Kinos (insbesondere IMAX-Filme) gedreht, beispielsweise über die erste Shuttle-Mission, die Hubble-Teleskop-Reparatur, Missionen zur MIR und zur ISS. Darunter waren auch Filme im 3D-Format.
In folgenden IMAX-Dokumentationsfilmen spielten Space Shuttles mit:
- Hail Columbia (1982), über den Erstflug des Shuttles Columbia.
- Destiny in Space (1994) insbesondere über das Hubble-Teleskop.
- Mission to Mir (1997) über die Shuttle-Mir-Missionen.
- Space Station 3D (2002 im 3D-Format) über den Aufbau der ISS.
- The Dream Is Alive (1985) über den Alltag auf einem Space Shuttle.

In Spielfilmen (und Fernsehserien) spielten Space Shuttles ebenfalls größere und kleinere Rollen:
- Star Trek: Der Film aus dem Jahr 1979 zeigt in mehreren Szenen das erste Space Shuttle Enterprise in einer Bildergalerie an Bord der fiktionalen USS Enterprise NCC-1701; die fünf Galeriebilder zeigen von links nach rechts: Marineschiff Enterprise von 1775, Flugzeugträger Enterprise, Raumfähre Enterprise und zwei fiktive Vorgänger der USS Enterprise NCC-1701.
- In dem James-Bond-Film Moonraker – Streng geheim aus dem Jahr 1979 wird ein Raumgleiter mit Namen Moonraker während eines Transports auf dem Rücken einer Boeing 747 gestohlen. Ein weiteres Shuttle transportiert zahlreiche bewaffnete Astronauten in der Shuttle-Ladebucht in den Erdorbit.
- Im Pilotfilm zur TV-Serie Buck Rogers aus dem Jahr 1979 gerät der Titelheld an Bord des Shuttles Ranger 3 in einen Zeitstrudel und wird in das 25. Jahrhundert versetzt.
- Im Film Geheimsache Hangar 18 (1980) begegnen die Astronauten eines Space Shuttles beim Aussetzen eines Satelliten einem außerirdischen Raumschiff.
- In Starflight One – Irrflug ins Weltall aus dem Jahre 1983 gerät ein modernes Überschallflugzeug bei seinem Jungfernflug aus der Erdatmosphäre ins Weltall. Das Space Shuttle Columbia wird mehrmals innerhalb von Stunden ins All geschickt, um Passagiere zu retten, was in der Realität technisch und zeitlich jedoch unmöglich war.
- In Roland Emmerichs Debütfilm Das Arche Noah Prinzip aus dem Jahr 1984 wird ein nicht namentlich genanntes Shuttle zur Abholung eines Astronauten aus der fiktiven Raumstation Florida Arklab verwendet.
- In Space Camp aus dem Jahr 1985 kommt es zu einem Zwischenfall an Bord der Raumfähre Atlantis.
- In der Fernsehserie Ein Colt für alle Fälle (Staffel 4, Episode 17, „Zwei Stuntmen für den Weltraum“, 1985) wird aus der Prototyp-Raumfähre Enterprise (die in der Folge als raumtaugliches Shuttle gilt) der Prototyp eines Computerchips gestohlen. Die Astronauten Scott Carpenter, Michael Collins und Buzz Aldrin haben Cameoauftritte.
- Im Film Wenn man vom Teufel spricht (1991, mit Bud Spencer) kommt der Engel Victor auf die Erde, indem er als blinder Passagier in der Raumfähre Challenger mitfliegt, als diese auf der Erde landet.
- In der letzten Doppelfolge von Alle unter einem Dach (Staffel 9, Episoden 21/22 „Houston, wir haben ein Problem“) darf Steve Urkel mit der NASA in den Weltraum fliegen, um einen selbstentwickelten Schwerkraftgenerator zu testen. Für den Raumflug wird das fiktive Space Shuttle Explorer verwendet.
- In Armageddon – Das jüngste Gericht aus dem Jahr 1998 wird zu Beginn des Filmes die Raumfähre Atlantis durch einen Meteoritenschauer zerstört; im weiteren Verlauf spielen zwei experimentelle Shuttles mit Namen Freedom und Independence, die von der NASA zusammen mit dem US-Militär entwickelt worden sein sollen, mit.
- Im Film Deep Impact ebenfalls aus 1998 wird das Vorderteil eines Shuttles neben den Booster-Raketen zu einem neuen Raumschiff mit Namen Messiah zusammengebaut; angedockt an eine Raumstation ist das Shuttle Atlantis und zuvor dessen Start im Film sichtbar.
- Im US-Fernsehfilm Max Q aus dem Jahr 1998 wird die Notlandung des Shuttles Endeavour nach einer Explosion an Bord gezeigt. Es landet auf einer Landstraße.
- In Folge 19 „Auf Abfangkurs“ der Fernsehserie Cowboy Bebop wird einer der Hauptcharaktere, Spike Spiegel, unter Verwendung der Raumfähre Columbia gerettet.
- Im Spielfilm Space Cowboys aus dem Jahre 2000 wird ein Space Shuttle mit Namen Daedalus auf einer Mission mit der Nr. STS-200 verwendet (die echten Missionen endeten mit Nr. STS-135).
- Im Spielfilm Mission to Mars ebenfalls aus dem Jahr 2000 ist in Rückblenden mehrfach ein gelandetes Shuttle im Hintergrund des Protagonisten zu sehen. Offenbar soll dieser früher ein Shuttle-Pilot gewesen sein.
- Im US-Film Space Oddity aus dem Jahr 2001 wird die Notlandung eines Shuttles auf einem Boulevard in Kapstadt gezeigt.
- In der Fernsehserie Star Trek: Enterprise aus den Jahren 2001–2005 wird im Vorspann das Space Shuttle Enterprise gezeigt, das einen Vorläufer des namensgebenden Raumschiffes darstellt.
- In der Neuverfilmung des Romans Die Zeitmaschine, dem Spielfilm The Time Machine aus dem Jahr 2002, wird ein Space Shuttle im Anflug auf eine Mondbasis gezeigt.
- Im Spielfilm The Core – Der innere Kern aus dem Jahre 2003 kommt das Shuttle Endeavour infolge von Veränderungen des Magnetkerns der Erde beim Landeanflug vom Kurs ab und muss im Kanalbett des Los Angeles River notlanden.
- Im Film Superman returns aus dem Jahr 2006 missglückt der Start eines neuen Shuttles vom Rücken eines Verkehrsflugzeuges, als die Andockklammern sich nicht lösen.
- Im Film Transformers 3 aus dem Jahre 2011, verlassen die Autobots mit der Xantium und dem daran befestigten Space Shuttle Discovery die Erde.
- Im Film Lockout aus dem Jahr 2012 wird ein Space Shuttle zum Personentransport auf dem Flug zu einer Raumstation gezeigt, das demjenigen aus dem Film 2001 ähnelt.
- Im Film Gravity aus dem Jahre 2013 wird ein Shuttle mit Namen Explorer während der fiktiven Mission STS-157 bei dem Versuch, das Hubble-Teleskop zu reparieren, durch Satellitentrümmer zerstört.
- Der Spielfilm The Challenger von 2013 befasst sich mit den Schwierigkeiten der Untersuchung der Challenger-Katastrophe des Jahres 1986.
- Im russischen Spielfilm Salyut-7 aus dem Jahr 2017 (dessen Handlung 1985 spielt), begegnet das Shuttle Challenger den Kosmonauten der Raumstation Saljut 7.
- In dem Spielfilm X-Men: Dark Phoenix von 2019 retten die namensgebenden Mutanten die Besatzung der havarierten Endeavour.
- In der Fernsehserie For All Mankind (ab 2020) übernehmen in der 2. Staffel (die in einer Alternativrealität der 1980er Jahre angesiedelt ist) die Space Shuttles den Transport der Astronauten zu einer Mondbasis. Außerdem spielt eine atomgetriebene Shuttle-Weiterentwicklung namens Pathfinder eine Rolle.
- Im Spielfilm Moonfall aus dem Jahr 2022 wird das Space Shuttle Endeavour aus dem Museum geholt und für eine notfallmäßige Reise auf den Mond reaktiviert.